# Independencia de México
La independencia de México fue la consecuencia de un proceso político y social resuelto por las armas, que puso fin al dominio español mediante una guerra civil multifacética, que tuvo lugar en la mayor parte de los territorios de Nueva España, y que tuvo como resultado el surgimiento del Primer Imperio mexicano. La pérdida de esta posesión tuvo una importancia decisiva para la economía del Imperio español, ya que los ingresos mexicanos representaban el ochenta por ciento del total de los caudales americanos al final del periodo colonial. La guerra por la independencia mexicana comenzó el día 16 de septiembre de 1810, y termina con la entrada del Ejército Trigarante a la Ciudad de México, el día 27 de septiembre de 1821.
El movimiento de la independencia de México tiene como marco la Ilustración y las revoluciones liberales de la última parte del siglo XVIII. Por esa época la élite ilustrada comenzaba a reflexionar acerca de la ideas de soberanía popular y las relaciones entre la España peninsular y el resto del imperio. Los cambios en la estructura social y política derivados de las reformas borbónicas, a los que se sumó una profunda crisis económica en Nueva España, también generaron un malestar entre algunos segmentos de la población.
La ocupación francesa de la metrópoli en 1808 desencadenó en Nueva España una crisis política que desembocó en el movimiento armado. En ese año, el rey Carlos IV y Fernando VII abdicaron sucesivamente en favor de Napoleón Bonaparte, que dejó la corona de España a su hermano José Bonaparte. Como respuesta, el ayuntamiento de México —con apoyo del virrey José de Iturrigaray— reclamó la soberanía en ausencia del rey legítimo; la reacción condujo a un golpe de Estado contra el virrey y llevó a la cárcel a los cabecillas del movimiento.
A pesar de la derrota de los criollos en Ciudad de México en 1808, en otras ciudades de Nueva España se reunieron pequeños grupos de conjurados que pretendieron seguir los pasos del ayuntamiento de México. Tal fue el caso de la conjura de Valladolid, descubierta en 1809 y cuyos participantes fueron puestos en prisión. En 1810, los conspiradores de Querétaro estuvieron a punto de correr la misma suerte pero, al verse descubiertos, optaron por tomar las armas el 16 de septiembre en compañía de los habitantes indígenas y campesinos del pueblo de Dolores (Guanajuato), convocados por el cura Miguel Hidalgo y Costilla.
A partir de 1810, el movimiento independentista pasó por varias etapas según el estado militar de la insurgencia, pues los sucesivos líderes fueron derrotados, capturados y puestos en prisión o ejecutados por las fuerzas leales a España. Al principio se reivindicaba la soberanía popular pero se reconocía a Fernando VII como rey de España y sus colonias, luego los líderes asumieron después posturas más radicales, incluyendo cuestiones de orden social como la abolición de la esclavitud. José María Morelos y Pavón convocó a las provincias independentistas a conformar el Congreso de Anáhuac, que proclamó la independencia del trono de España, disuelta para siempre jamás, y se atribuyó toda la soberanía y un marco legal propio. Tras la derrota de Morelos, el movimiento se redujo a una guerra de guerrillas. Hacia 1820, solo quedaban algunos núcleos rebeldes, sobre todo en la sierra Madre del Sur y en Veracruz.
En 1820, otra revolución de carácter liberal en España a partir del pronunciamiento de Riego, para someter el gobierno despótico de Fernando VII y restablecer la Constitución de Cádiz. Al ver afectados sus intereses, los criollos decidieron apoyar una monarquía independiente en Nueva España, para lo cual buscaron el apoyo de la resistencia insurgente. Agustín de Iturbide dirigió el brazo militar de los conspiradores, y a principios de 1821 pudo encontrarse con Vicente Guerrero. Se proclamó el Plan de Iguala que convocó a la reunión de todas las facciones insurgentes y contó con el apoyo de la aristocracia y el clero de Nueva España. Una tímida y desacertada reacción del virrey Apodaca provocó la desbandada militar y determinó el cambio de postura de las élites novohispanas que hasta entonces habían respaldado el dominio español. Finalmente, la independencia de México se consumó y se declaró independiente el 27 de septiembre de 1821.
De esta forma, Nueva España se convirtió en el Imperio mexicano, una efímera monarquía independiente que, tras una revolución, dio paso a una república federal en 1823, entre conflictos internos y la separación de América Central.
Después de acabar con la resistencia de la fortaleza de San Juan de Ulúa, Veracruz, entre otros episodios de los intentos de reconquista, incluyendo la expedición de Isidro Barradas en 1829, España reconoció la independencia de México en 1836, tras el fallecimiento del monarca Fernando VII.

## Antecedentes

### Situación económica y social del virreinato de Nueva España

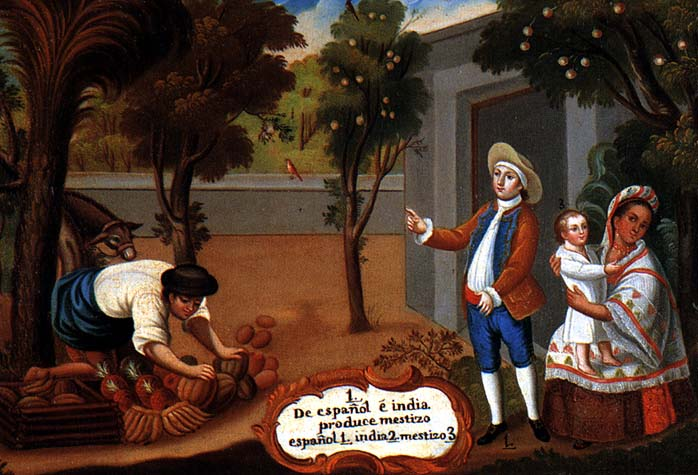
Una representación de mestizos en una "Pintura de Castas" de la era colonial. "De español e india produce mestizo".

La sociedad novohispana estaba dividida en varios estratos, cuya posición estaba condicionada por cuestiones de orden económico, cultural y político. Una de ellas era su papel respecto a la posesión de los bienes económicos. Había un grupo muy pequeño de personas que controlaban la mayor parte de la riqueza, mientras que la gran parte de la población era pobre. Los pueblos indígenas debían pagar un tributo al gobierno y estaban sujetos a un régimen de autoridad que, por ambiguo, provocaba numerosas confrontaciones entre españoles, criollos y mestizos. Muchos de estos enfrentamientos tenían relación con cuestiones agrarias, como por ejemplo la tenencia de la tierra y el control del agua. A lo largo de los tres siglos de dominio español hubo varios estallidos sociales en la Nueva España, entre ellos la rebelión de los pericúes de 1734 a 1737 en Vieja California, la rebelión de 1761 de los mayas, encabezada por Jacinto Canek y las rebeliones de los seris y los pimas en Sonora a lo largo de todo el siglo XVIII.
Como un corolario de los múltiples orígenes de la población de Nueva España surgió el sistema de "castas". Estos grupos estaban caracterizados por el origen racial de sus integrantes, encontrándose en la cúspide los españoles, y entre ellos, los europeos. El mestizaje entre español, indígenas y africanos dio como resultado un número de grupos cuya posición estaba determinada por la cantidad de sangre española que poseían. El sistema aspiraba a mantener la supremacía de la sangre española, y aunque nunca tuvo base legal, no siendo más que una nomenclatura aceptada, reflejó la división y la exclusión existente en la Nueva España, donde los grupos no españoles ocupaban un lugar marginal en el sistema social.
El pilar de la economía del virreinato de Nueva España era la minería, particularmente la explotación de oro y plata. Durante el siglo XVIII la producción minera vivió una de sus mejores épocas. Como resultado, la producción de oro y plata se triplicó en el período de 1740 a 1803. La bonanza era tan grande, que la mina llamada La Valenciana, en el estado de Guanajuato, llegó a ser considerada la operación minera de plata más importante del mundo. Al finalizar el siglo XVIII, Nueva España producía más de 2 500 000 de marcos de plata, y sus principales regiones mineras eran Guanajuato, Zacatecas y el norte de la intendencia de México. La importancia de la minería para la economía novohispana era tal que Carlos III reconoció al Cuerpo de Minería de Nueva España en 1776; un poco más tarde, permitió el establecimiento del Real Tribunal de Minería, así como también del Colegio de Minería.
El apogeo de la explotación minera favoreció el desarrollo de otras actividades económicas, particularmente el comercio y la agricultura. Por ejemplo, la creciente importancia de Guadalajara y El Bajío se debía a su relación con los minerales de Zacatecas y Guanajuato. Dado que la exportación de plata y oro constituía el nodo de la economía novohispana, en torno a esta actividad creció un complejo sistema que consolidó al grupo de comerciantes peninsulares, pero que también permitió la ascensión de un poderoso grupo criollo. Este grupo estaba concentrado en los consulados de México y Guadalajara, que constituyeron la pieza fundamental en la circulación de capitales en el territorio novohispano. El poder económico de los consulados respaldaba su capacidad de representación política, gestión y cabildeo.
La economía novohispana entró en crisis a final del siglo XVIII, período que coincide con las reformas borbónicas adoptadas por la Corona. Las reformas tenían por objeto modernizar la administración de las colonias y hacer más rentable la explotación de sus recursos, porque en Nueva España había una escasez de capitales en circulación debida al monopolio sobre la plata ejercido por los comerciantes y por la propia política financiera de la metrópoli. Una parte importante de las rentas derivadas de la explotación de las colonias no llegaba a las arcas reales, repartiéndose entre distintas corporaciones de acuerdo con los arreglos antiguos entre la Corona y estos grupos. Ciertamente, la reforma afectó los intereses de las clases más privilegiadas. Al establecerse además el libre comercio entre el virreinato, creció el poder económico y político de los criollos y los mestizos que comenzaron a ocupar también más espacios en la administración virreinal.
En las últimas décadas del siglo XVIII, Nueva España estaba en bancarrota a causa de la expoliación de sus finanzas por parte de la metrópoli. Paradójicamente, fueron los miembros de la élite económica —muy golpeada por la política económica de la monarquía— los que apoyaron el golpe de Estado contra el virrey José de Iturrigaray en 1808, cuando el Ayuntamiento de México intentó ejercer la soberanía en ausencia del rey de España.

### Patriotismo criollo en Nueva España y expulsión de los jesuitas
La segunda mitad del siglo XVIII fue escenario de un movimiento de reivindicación patriótica por parte de los criollos en la Nueva España. Este fenómeno es una respuesta al dominio peninsular en la vida del virreinato, tanto en el campo económico, como en el político, el social y el cultural. Los protagonistas de este movimiento eran miembros del pequeño grupo de personas que tenía acceso a la educación. En la sociedad novohispana esto era posible solo a través de los establecimientos eclesiásticos, pues la Iglesia era la única institución que prestaba este servicio. Por lo tanto, este grupo estaba integrado notablemente por religiosos.
El nacionalismo criollo de Nueva España ensalzó al virreinato frente a las afirmaciones de los peninsulares por las que se pretendía justificar el dominio español en las tierras americanas. La pugna ideológica entre España y América no era nueva, tiene su origen en la Conquista misma. La diferencia a aquellos primeros contactos de los hechos que tuvieron lugar durante el siglo XVIII es que son los criollos los que toman la defensa de la tierra de la que son nativos. Al hacerlo, reivindican un pasado del que se proclaman herederos por el hecho de compartir el espacio, aunque la civilización mesoamericana no es antecedente directo de la sociedad novohispana del XVIII ni son indígenas los que defienden con orgullo su historia y su territorio ancestral.
Varios de los representantes del nacionalismo criollo novohispano eran miembros de la Compañía de Jesús. En el siglo XVIII esta congregación desempeñaba una importante labor en la evangelización de los indígenas del norte del virreinato. A la par de esta obra, produjeron un conjunto de documentos que dan cuenta de pueblos que hoy se encuentran extintos. La importancia de la Compañía en la vida de Nueva España radicaba en su gran actividad a favor de la cultura, tanto a través de la educación como en la producción y difusión del conocimiento. Esta actividad le permitió establecer una red de relaciones que involucró a la Compañía en otras esferas, especialmente con miembros de la élite agrícola, comercial y minera.
A la salida de los jesuitas, fueron sus pupilos los que retomaron el impulso renovador de la Compañía. Entre ellos se puede señalar al astrólogo Antonio de León y Gama, al físico José Mariano Mociño, al filósofo Benito Díaz de Gamarra y al enciclopedista José Antonio Alzate. Un importante número de personas adheridas a la Real Sociedad Vascongada de Amigos del País eran familiares, alumnos o patrocinadores de miembros de la Compañía. Esta corporación adquiere importancia en la historia novohispana porque ayudó a conservar el espíritu renovador de los jesuitas y favoreció la difusión de la Ilustración en Nueva España. A través de los miembros de este grupo, los jesuitas pudieron mantener contacto con el país del que fueron desterrados y finalmente pudieron volver cuando la colonia accedió a su independencia.
El estilo de trabajo de la Compañía de Jesús puso en alerta a varios gobiernos europeos, tanto por su apoyo al papado como por su actividad intelectual y las alianzas que habían establecido. Los jesuitas fueron expulsados de varios territorios durante la segunda mitad del siglo XVIII, incluyendo los dominios españoles por la Pragmática Sanción de 1767. Esto no solo implicó la salida de miembros extranjeros de la congregación, sino el destierro de numerosos criollos. Algunos autores opinan que la expulsión de los jesuitas es la primera afrenta de los monarcas españoles hacia sus súbditos americanos.
Algunos de los jesuitas desterrados habían sido figuras centrales de ese movimiento intelectual que reivindicó a Nueva España frente a su metrópoli y que llegó, incluso, a proponer la necesidad de emancipar a la colonia. Uno de ellos fue Francisco Xavier Clavijero, que tuvo que publicar su Historia antigua de México en Italia y en el idioma de ese país. En esa obra Clavijero emprende una amplia defensa de América frente a Europa, comenzando por las cuestiones naturales y concluyendo con la reafirmación de todos los americanos a través de la reivindicación del pasado indígena. En este movimiento, Clavijero como otros criollos novohispanos rechaza que sus declaraciones estén influidas por otra "pasión o interés […] que el amor a la verdad y el celo por la humanidad" y asume decididamente la defensa de los indígenas, con los que no tiene lazos consanguíneos "ni podemos esperar de su miseria ninguna recompensa". La aparición de la Historia antigua de México puso a los intelectuales de Nueva España ante un pasado tan glorioso como el de la Antigüedad europea que favoreció el arraigo del sentimiento patriótico y también las reivindicaciones de igualdad de derechos entre españoles peninsulares y españoles americanos.
Las consecuencias de la expulsión de la Compañía de Jesús no se circunscribieron únicamente a cuestiones ideológicas. En varios puntos de Nueva España hubo manifestaciones de rechazo a esta medida tomada por la Corona. El virrey Carlos Francisco de Croix envió a José Gálvez con quinientos soldados a contener la oposición en ciudades como Guanajuato, San Luis de la Paz, Pátzcuaro, Uruapan, Valladolid y San Luis Potosí. En Guanajuato fueron decapitados los promotores de la oposición.

### Revoluciones liberales: Francia y los Estados Unidos
Sin duda, dos movimientos marcaron la historia del final del siglo XVIII. Uno fue la Revolución francesa, y el otro, la independencia de Estados Unidos. Tanto una como la otra tenían su sustento en las ideas de la Ilustración. A su triunfo, las revoluciones en Francia y los Estados Unidos proclamaron la igualdad de los hombres ante la ley y dieron amplias libertades a los ciudadanos; una categoría que nacía precisamente con el iluminismo francés. Desde luego, estas ideas no eran del todo desconocidas en las colonias españolas. Se sabe, por ejemplo, que el cura Miguel Hidalgo era simpatizante de la Ilustración, y que muchos de aquellos que participaron en la Guerra de Independencia de México conocían con mayor o menor profundidad las ideas del liberalismo.

### España durante la ocupación francesa

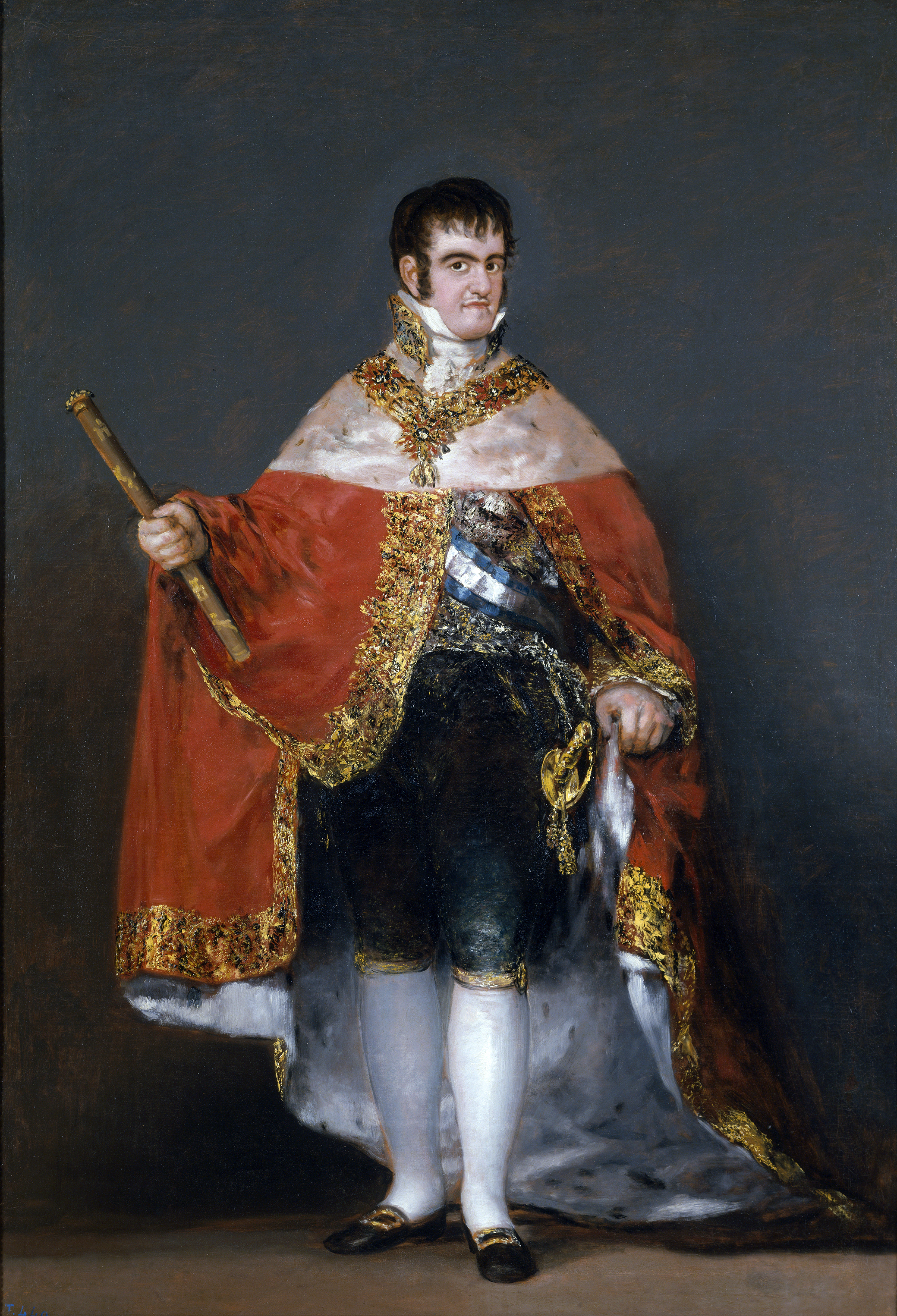
Fernando VII, rey de España. Cuando los franceses obligaron a la familia real española a ceder sus derechos al trono de la península en favor de los Bonaparte, en varias ciudades de América se establecieron Juntas provisionales que gobernaban en nombre del soberano español. En Nueva España, la Junta de México fue suprimida por los españoles el 15 de septiembre de 1808.

Este factor fue determinante, pues el clero español sabía que si Napoleón tomaba el poder en España, al tener una ideología diferente al catolicismo, perdería el poder sobre el pueblo; por esta razón, el cura Miguel Hidalgo y Costilla junto con el padre José María Morelos y Pavón se convencieron de iniciar la lucha armada. De ese modo, el poder de Napoleón no afectaría directamente al clero de la Nueva España.
La invasión de Portugal por parte de las tropas de Napoleón en 1807 obligó la huida de la Casa de Braganza a Brasil. En España, este suceso había provocado la división de la familia real española. Instigado por Manuel Godoy, el príncipe de Asturias había planeado un complot para destituir a sus padres de la corona. Finalmente, logró que Carlos IV abdicara en su favor el 19 de marzo de 1808. Tal suceso no complació en nada a Bonaparte, que intentó forzar a Carlos IV a declarar nula su abdicación. Aunque Fernando VII intentó formar un gobierno propio y organizar España, Napoleón le condujo con engaños a Bayona, donde el 5 de mayo de 1808 lo forzó a ceder la corona a su padre, para que luego este la entregara al francés.

### Los dominios españoles en América ante la ocupación de la metrópoli
Aunque aparentemente no hubo ningún cambio en la organización y los vínculos entre España y sus dominios ultramarinos en América, en realidad en cada una de las colonias había una discusión sobre quién era el verdadero soberano de las tierras americanas. El problema era que, nominalmente, la soberanía de los dominios españoles radicaba en el titular de la Corona de España. No había una claridad sobre la posición que se debía guardar ante la ocupación extranjera de la metrópoli. Para algunos, la opción era reconocer al gobierno francés de ocupación. Para otros, la soberanía radicaba en Fernando VII, y por lo tanto, no estaban dispuestos a reconocer a Bonaparte como soberano. Y había un tercer grupo, influido por las ideas de la Ilustración y la reciente independencia de Estados Unidos, para quienes la opción era la separación de las colonias de su metrópoli. Estas facciones estaban formadas sobre todo por los miembros de las clases altas y medias, es decir, por españoles peninsulares, criollos y algunos mestizos —muy pocos— que habían llegado a ocupar algún cargo en la estructura de poder colonial.
En varias ciudades americanas se formaron Juntas de Gobierno, cuyo propósito fue conservar la soberanía en sustitución del legítimo rey de España y hasta que Fernando VII fuera reinstalado en el trono, entre ellas la Junta de Montevideo en 1808, la Junta Tuitiva de La Paz en 1809, o la Junta de Quito en 1809. Casi todas ellas tenían su origen en la estructura municipal, una de las instituciones de gobierno más arraigadas en el mundo hispánico, y casi todas fueron dominadas por criollos ilustrados pues en su gran mayoría los españoles peninsulares se oponían a la formación de gobiernos soberanos.

## Crisis política de Nueva España en 1808-1810

### Crisis política de 1808

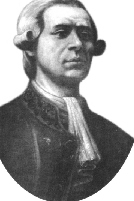
Francisco Primo de Verdad fue uno de los personajes del Ayuntamiento de México que solicitó en 1808 al virrey José de Iturrigaray la instalación de una Junta Provisional que gobernara en nombre de Fernando VII. Iturrigaray simpatizaba con estas ideas. Finalmente, la Junta fue reprimida por un golpe de Estado contra el virrey.

La noticia del Motín de Aranjuez (18 y 19 de marzo) llegó a Ciudad de México el 8 de junio de 1808. El virrey José de Iturrigaray, elegido por intervención del primer ministro Manuel Godoy, se mostró consternado por los sucesos y por el apoyo de los españoles peninsulares residentes en Nueva España al partido fernandista. No obstante, ordenó los preparativos para realizar la jura y proclamación de Fernando VII como soberano de España e Indias. El 23 de junio los novohispanos tuvieron conocimiento del levantamiento del 2 de mayo en la metrópoli y, vía la Gaceta de Madrid, el 14 de julio estuvieron al tanto de las abdicaciones de Bayona y el nombramiento de Joachim Murat como lugarteniente general del reino. El virrey se reunió con los miembros de la Real Audiencia y acordaron guardar secreto de sus preocupaciones y cabildeos, en cambio dieron a conocer la abdicación de Fernando VII a través de La Gaceta de México el 16 de julio.
La situación en la metrópoli supuso una situación inédita que puso a discusión en quién radicaba la soberanía de los territorios bajo el dominio español. El estado de excepción originado por la abdicación de Fernando VII y la ocupación francesa dividió en dos partidos a la élite de Nueva España. Para algunos —en su mayoría españoles peninsulares cuyo portavoz era la Real Audiencia de México— el poder en Nueva España seguía radicando en el rey Fernando VII, aunque momentáneamente se encontrara ausente. De aquí que la estructura social y política del virreinato debía seguir inmutable y subordinada a la Corona española. Algunas de las figuras más representativas de esta postura fueron el inquisidor Bernardo Prado y Obejero y Ciriaco González Carvajal. Para los otros —en su mayoría criollos representados por el Ayuntamiento de México— la situación era más compleja porque para ellos la naturaleza del vínculo entre España y Nueva España estaba encarnada en el rey, pero en su ausencia eran los pueblos a través de sus autoridades quienes debían ejercerla. En medio de la crisis política, los simpatizantes de esta última postura encontraron una oportunidad para reformar el régimen virreinal. Son representantes de este grupo el síndico Francisco Primo de Verdad y Ramos, el auditor de guerra José Antonio de Cristo y el regidor Francisco Azcárate y Lezama. Todos ellos fueron apoyados por el fraile mercedario Melchor de Talamantes.
El 19 de julio de 1808 los miembros del Ayuntamiento propusieron al virrey Iturrigaray la creación de una Junta de Gobierno que ejercería la soberanía en Nueva España. De acuerdo con la propuesta, la junta sería autónoma respecto a aquellas que estaban formándose en España y estaría en vigencia mientras no se restituyera en el trono a Fernando VII o uno de sus herederos de la Casa de Borbón. El Ayuntamiento planteó la posibilidad de nombrar gobernador y capitán general a Iturrigaray, como medida para defender la integridad del territorio ante una eventual invasión de los franceses. El virrey acogió con beneplácito la propuesta, pues creía amenazada su posición tras la caída de su benefactor, sin embargo la Real Audiencia ratificó su postura con la excepción del oidor dominicano Jacobo de Villaurrutia —único miembro criollo de la Audiencia—, quien secundó inicialmente las propuestas e incluso propuso un congreso menos numeroso, representado por corporaciones civiles, eclesiásticas y militares. De esta forma, para el Acuerdo, se invitó a participar a los ayuntamientos de Xalapa, Puebla, y Querétaro, debatiendo de esta forma la manera en que debía proceder la colonia. El 28 de julio llegaron nuevas noticias de España: se conoció el levantamiento general de los habitantes de la península y de los establecimientos de juntas de gobierno en nombre de Fernando VII.
El virrey José de Iturrigaray convocó a una junta para el 9 de agosto, a la que asistieron los representantes civiles, militares y eclesiásticos, hasta sumar ochenta y dos participantes. El fin de la junta fue debatir la situación. A excepción de Villaurrutia, los miembros de la Audiencia asistieron bajo protesta pues consideraban que había que seguir las indicaciones de la Junta de Sevilla. Por lo tanto, calificaron de innecesaria la reunión convocada por el virrey. El Ayuntamiento de México recibió el apoyo de los ayuntamientos de Xalapa y Veracruz, de hacendados de esas regiones, así como de algunos gobernadores de las parcialidades de indios. Primo de Verdad y Azcárate propusieron que, en ausencia del monarca, la soberanía de la colonia debería quedar en manos del pueblo. el cual estaría representado por los diversos ayuntamientos, así como con los diputados de cabildos seculares y eclesiásticos. De esta forma la soberanía estaría delegada en un congreso.
El Ayuntamiento de México apelaba a las Leyes de Partida para justificar la existencia de una junta que ejerciera la soberanía en ausencia del rey. Con algunas excepciones, como Primo de Verdad o Talamantes, los integrantes del Ayuntamiento y sus simpatizantes eran más bien conservadores. Al apoyar el establecimiento de la junta no pensaban en la representación popular, sino en la instalación de un gobierno formado por autoridades reconocidas y representantes de los cabildos municipales. La opción del Ayuntamiento no contemplaba la separación de España, sin embargo, el bando opuesto entendió lo contrario. Para ellos, el establecimiento de la Junta de México era una amenaza contra la permanencia del sistema colonial del que eran beneficiarios. El reconocimiento de la Junta soberana implicaba la renuncia a la hegemonía económica y política de los españoles peninsulares durante tres siglos. Los peninsulares fundaron sus ideas en las Leyes de Indias aduciendo que era el virrey quien debía conservar la autoridad y sus acciones deberían ser consultadas con el Acuerdo.
La tesis de la soberanía de los pueblos anatematizada por el inquisidor Prado y Obejero con el apoyo del oidor Guillermo Aguirre. La discusión entre los bandos fue acalorada y no logró conciliar posturas. Iturrigaray ironizó sobre la posibilidad de reconocer al duque de Berg, con la negativa unánime de los presentes. Al apoyar la postura del Ayuntamiento, el virrey se distanció de los partidarios de la Audiencia. Como conclusión de la reunión del 9 de agosto se acordó que las autoridades establecidas en Nueva España seguirían vigentes, en tanto que el virreinato no reconocería otras que no fueran las instituidas por Fernando VII o por "quienes tuviesen sus poderes legítimos".
El 13 de agosto de 1808 se realizó la jura a Fernando VII en un acto público. Para atraerse la simpatía de los habitantes, Iturrigaray envió cartas a las juntas de Sevilla, Valencia y Zaragoza para informar sobre las resoluciones acordadas en México. Los dictámenes de la junta del 9 de agosto fueron rechazados por los intendentes Juan Antonio Riaño (Guanajuato) y Manuel de Flon (Puebla), así como por la Audiencia de Guadalajara. Estos declararon nulas las decisiones tomadas en México y se declararon adherentes a las juntas de España. Asimismo, el Ayuntamiento de Querétaro —conformado en su mayoría por europeos— decidió retractarse del apoyo inicial ofrecido. El día 27 de agosto, la Inquisición de México publicó un edicto, declarando "heréticas y sediciosas" las proposiciones que atacaban a la autoridad divina de los reyes y que proponían la "herejía de la soberanía del pueblo".

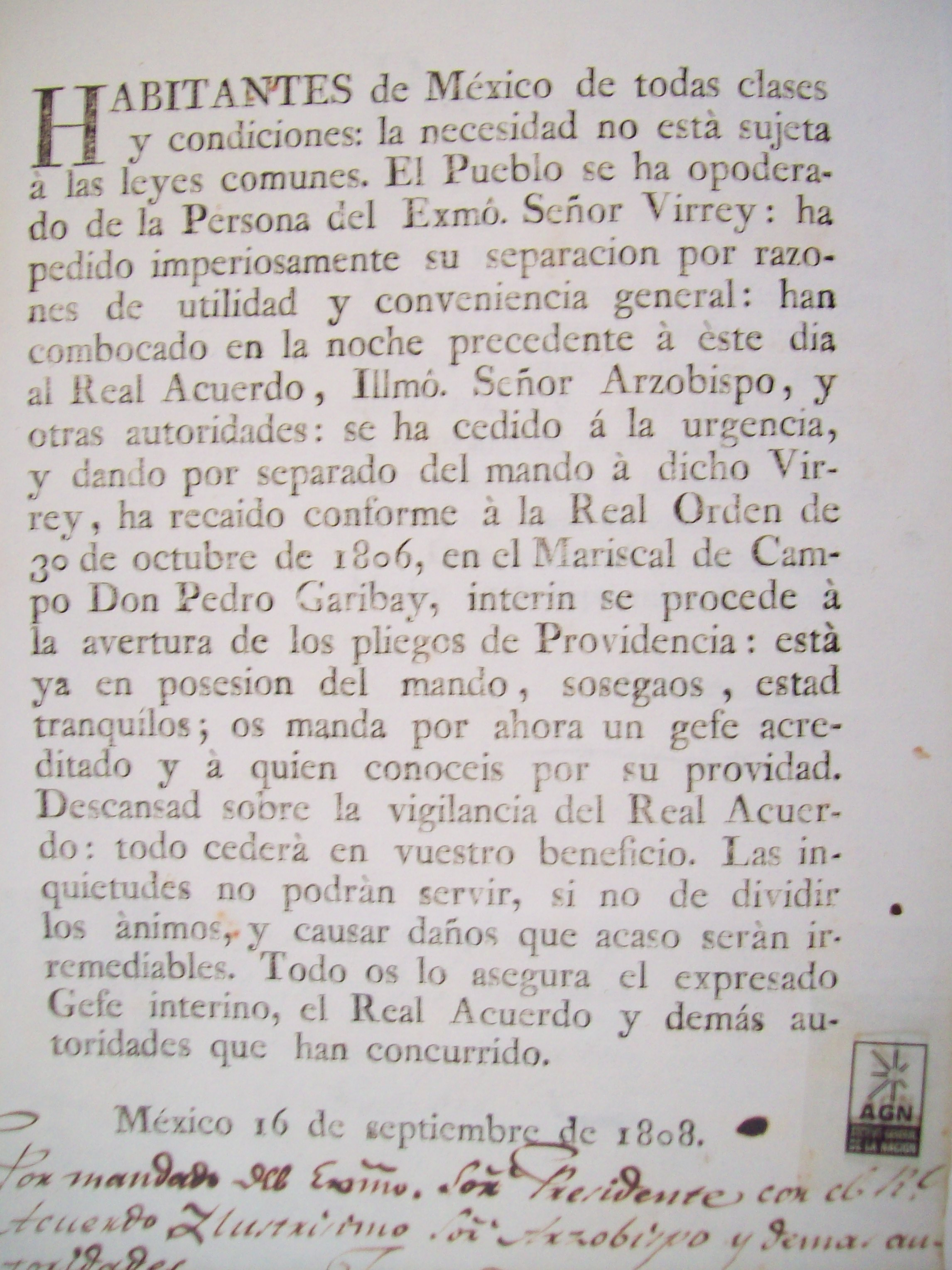
Bando del 16 de septiembre de 1808, en el cual se anuncia a la población de Nueva España la deposición del virrey Iturrigaray y el nombramiento de Pedro Garibay como sustituto.

El 31 de agosto se celebró una nueva reunión. Los miembros de la Audiencia aprovecharon para secundar a los comisionados de la Junta de Sevilla que habían llegado a la capital novohispana. De esta manera manifestaron su rechazo a la resolución del 9 de agosto y tacharon de inepto a Iturrigaray. Respaldado por una carta de la Junta de Asturias, el virrey convocó una nueva reunión para el 1° de septiembre, donde expuso que ninguna de las juntas formadas en España reconocía la soberanía de las otras. Después de una votación, la Junta de México volvió a desconocer a la de Sevilla. Iturrigaray notificó por carta a las juntas españolas la postura de los novohispanos, y procedió a solicitar a los ayuntamientos del virreinato el envío de representantes a la capital. Para apoyar a la metrópoli, el virrey ordenó embarcar catorce y medio millones de pesos del Tesoro, y cien mil pesos adicionales para ayudar a la Junta de Sevilla.
El 9 de septiembre se celebró una última junta general que solo sirvió para irritar los ánimos y aumentar el antagonismo entre criollos y europeos. Durante los días siguientes corrieron la Nueva España unos rumores difamatorios hacia la persona del virrey. Los peninsulares, respaldados por los comisionados de la Junta de Sevilla, decidieron deponer al virrey.
Encabezados por Gabriel de Yermo, los enemigos de Iturrigaray se sublevaron el 15 de septiembre de 1808. El palacio virreinal fue asaltado por un contingente de trescientos hombres y al mismo tiempo fueron aprehendidos Primo de Verdad, Cristo, Azcárate y el fraile Talamantes. El virrey y su familia fueron conducidos a Cádiz para enfrentar un proceso judicial. Villaurrutia fue excluido en su calidad de oidor. Pedro de Garibay fue nombrado virrey sustituto de Nueva España, cargo que ocupó hasta mayo de 1809 siguiendo siempre la línea dictada por la Audiencia de México. El 4 de octubre de 1808, Primo de Verdad murió de forma extraña en la cárcel del Arzobispado. El 9 de mayo de 1809, Talamantes murió de fiebre amarilla en la cárcel de San Juan de Ulúa. Después de un breve tiempo en prisión, Antonio de Cristo fue destituido de la Auditoría de Guerra. Azcárate fue encarcelado en el convento de Betlemitas, lugar en donde permaneció preso hasta diciembre de 1811.
La Real Audiencia de México informó a la Junta de Sevilla acerca de los acontecimientos, argumentando que el "pueblo enardecido" había sido el responsable del derrocamiento del virrey. El nuevo gobierno virreinal envió cartas a la Suprema Junta de Sevilla reconociendo su soberanía. A diferencia de lo que sucedió en otros virreinatos, el golpe de Estado en Nueva España impidió que se estableciera una junta local.

### La cuestión de la soberanía durante 1809
José Bonaparte fue designado monarca de España por su hermano, y en julio de 1808 llamó a los virreinatos de América y a las capitanías generales de Cuba y Guatemala a enviar seis representantes para trabajar en el Estatuto de Bayona. Los americanos declinaron la invitación. Tras ser derrotados en Bailén los franceses se retiraron temporalmente de Madrid. Su ausencia permitió que las múltiples juntas soberanas en la península acordaran formar la Junta Suprema Central el 25 de septiembre en Aranjuez. Por cuestiones de seguridad, la Junta se trasladó luego a Sevilla, Cádiz y a la isla de León. El apoyo económico brindado por Nueva España fue empleado para reorganizar al ejército español en su lucha contra el Imperio napoleónico.
La Junta Suprema Central emitió un decreto el 22 de enero de 1809 por el que reconoció a los dominios americanos como parte integrante de la monarquía con derecho a representación en el órgano. Para ello se pidió elegir un representante de cada virreinato y capitanía general. La elección se realizó por sorteo e involucraba a los ayuntamientos y al Real Acuerdo. En contraste, cada provincia de la península tenía derecho a un diputado, de modo que hubo treinta y seis o más vocales por España y solo nueve para toda América. Los americanos protestaron por la representación desproporcionada. Los criollos novohispanos con ideas autonomistas perdieron la esperanza de obtener resultados favorables para su causa en la metrópoli.
En enero de 1809 apareció en varias ciudades importantes del virreinato una proclama que pedía la instalación de un gobierno autónomo en Nueva España que defendiera a Fernando VII y la religión. El autor del documento fue Julián de Castillejos, participante de las tertulias literarias con el marqués de San Juan de Rayas. Cuando se les interrogó, negaron toda responsabilidad. Los oficiales reales los dejaron ir, pero los mantuvieron bajo estrecha vigilancia.
Carlota Joaquina de Borbón, hermana de Fernando VII, envió una carta a los novohispanos en marzo de 1809. En ella proponía a su hijo Pedro I de Brasil como regente de Nueva España. El virrey Garibay y los oidores de la Audiencia pensaron que se trataba de una argucia de Napoleón, y evadieron la solicitud. En una comunicación posterior, Carlota de Borbón solo exhortaba a la defensa de los dominios españoles y agradecía las acciones realizadas en septiembre de 1808 en la capital virreinal. En los días sucesivos, Garibay ordenó aprehender a cualquier sospechoso de sedición. Entre ellos se encontraron el fraile Sugasti, el platero José Luis Rodríguez Alconedo —supuesto labrador de la corona de Iturrigaray— el escribano Peimbert, Antonio Calleja y el cura Palacios. El 19 de julio de 1809 Francisco Javier de Lizana y Beaumont asumió el cargo de virrey por nombramiento de la Junta de Sevilla, que sustituyó al anciano Pedro de Garibay.

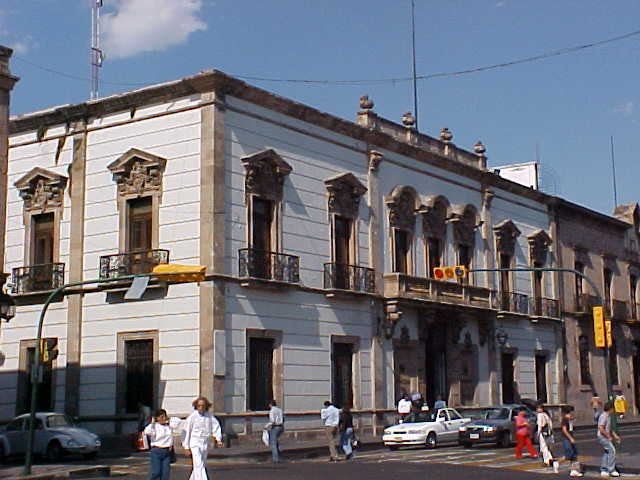
En la imagen, la casa de García Obeso. Este inmueble fue sede de las reuniones del grupo de conjurados de Valladolid en 1809.

La decisión de reconocer a la Junta de Sevilla no satisfizo a todos los novohispanos. En Valladolid (actualmente Morelia) la elección del representante de Michoacán profundizó las divisiones entre criollos y peninsulares. A partir de septiembre de 1809 los criollos —con José Mariano Michelena y José María García Obeso a la cabeza— comenzaron a organizarse de manera clandestina para nombrar una junta soberana. Los conjurados, además de haber obtenido seguidores en otras ciudades de El Bajío, buscaron apoyo de indígenas y castas, a los que prometieron la abolición de tributos. El levantamiento armado debía iniciar el 21 de diciembre de 1809, pero el sacerdote de la catedral de Morelia, Francisco de la Concha, notificó los planes a las autoridades. En consecuencia fueron aprehendidos casi cuarenta sospechosos.
Carlos María de Bustamante se desempeñó como defensor de los presos, y argumentó que "el día que se ahorque el primer insurgente, España tendría que perder la esperanza de conservar América". El virrey Lizana y Beaumont, interesado en conciliar a americanos y europeos, optó por otorgarles la libertad pero los peninsulares, que nunca habían simpatizado con el nombramiento del virrey, reprocharon esta decisión, incrementando aún más su animadversión. Mientras tanto, en España los franceses seguían avanzando en su campaña por la península.

### Convocatoria a las Cortes de Cádiz

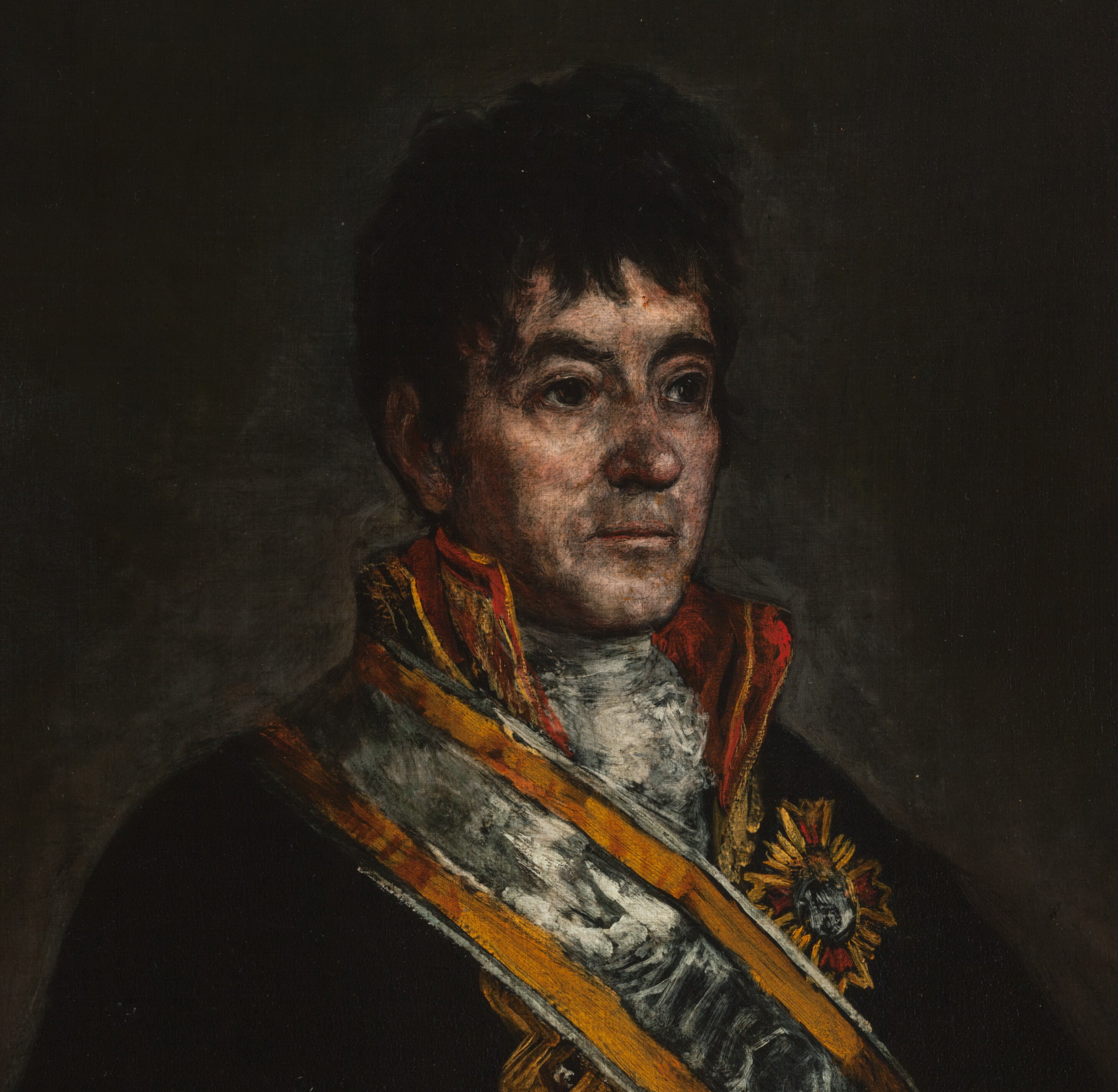
Detalle de Retrato de Miguel Lardizabal, Francisco de Goya. Este tlaxcalteca fue el representante americano en el Consejo de Regencia de España e Indias compuesto por cinco miembros. Defendió el derecho de Fernando VII al trono, y a la vuelta del monarca fue nombrado ministro universal de Indias. Era contrario a la independencia de las provincias americanas.

La Junta Suprema Central decidió disolverse el 29 de enero de 1810 para formar el Consejo de Regencia de España e Indias con cinco de sus miembros. El propósito de este nuevo órgano era convocar a las Cortes de Cádiz. Solo un americano formó parte de la Regencia, el tlaxcalteca Miguel de Lardizábal y Uribe; el resto de los integrantes de la Junta fue relevado de sus obligaciones, incluyendo los representantes americanos que ni siquiera habían llegado de ultramar. Al conocerse esta noticia en Ciudad de México, se juró obediencia y fidelidad al órgano al que se reconoció la misma autoridad que a Fernando VII. El 14 de febrero de 1810 los representantes americanos fueron invitados a participar en la redacción de una nueva constitución, que prometía cambios para criollos y mestizos.
Mientras se celebraban elecciones para diputados en América, fueron nombrados treinta diputados suplentes radicados en la península para representar a las provincias ultramarinas, de los cuales siete eran novohispanos. Tras las elecciones, recibieron nombramiento como diputados a las cortes diecisiete representantes por Nueva España. En tanto, después de conocer sobre el asedio de Cádiz y el avance de los franceses en España, se establecieron en América nuevas juntas autónomas, en abril se formó la Junta de Caracas; en mayo, la de Buenos Aires; en julio, la de Bogotá; y en septiembre, la de Chile.
Por esos días, la Audiencia de México solicitó a la Regencia la destitución del virrey Lizana. El ejercicio del gobierno novohispano recayó en la Audiencia desde mayo de 1810 hasta la llegada de Francisco Xavier Venegas, nuevo virrey. En consonancia con los sucesos en otras partes de América, una nueva conspiración estaba en marcha en Nueva España. Aunque en todo el reino se efectuaban las elecciones de los diputados que habrían de asistir a las Cortes de Cádiz, los criollos novohispanos estaban resentidos por el derrocamiento de Iturrigaray que habían planeado los españoles peninsulares o gachupines.
Uno de los diputados electos para asistir a las Cortes de Cádiz, fue José Eduardo de Cárdenas, diputado por Tabasco, quien el 24 de julio de 1811 presentó ante el pleno, una memoria titulada Exposición de motivos de la guerra de independencia, en la que protestaba contra las autoridades virreinales por la situación de marginación y pobreza en que se encontraban los indígenas y mestizos novohispanos, y mostraba las posibles soluciones. Entre sus revolucionarias propuestas estaban: la organización de la enseñanza gratuita, sin ninguna distinción de clases sociales y sin la exclusión de los indios; crear sociedades agrícolas de producción; otorgar libertad de comercio; creación de ayuntamientos por elección popular; y división del gobierno en tres poderes: Legislativo, Ejecutivo y Judicial.

## Inicio de la guerra (1810-1811)

Ruta de la campaña militar de Miguel Hidalgo y zona de propagación del levantamiento armado de 1810 a 1811.

La etapa de inicio de la Guerra de Independencia de México corresponde al levantamiento popular encabezado por Miguel Hidalgo y Costilla. Descubiertos por los españoles, los conspiradores de Querétaro no tuvieron otra alternativa que ir a las armas en una fecha anticipada a la planeada originalmente. Los miembros de la conspiración se hallaban sin una base de apoyo en ese momento, por lo que Hidalgo tuvo que convocar al pueblo de Dolores a sublevarse en contra de las autoridades españolas el 16 de septiembre de 1810. Los insurgentes avanzaron rápidamente hacia las principales ciudades del Bajío y luego hacia la capital de Nueva España, pero en las inmediaciones de Ciudad de México retrocedieron por orden de Hidalgo. Los siguientes encuentros entre los insurgentes y el ejército español —llamado realista— fueron casi todos ganados por estos últimos. Los desencuentros entre Hidalgo e Ignacio Allende, que estaban a la cabeza de la insurgencia, aumentaron después de las derrotas.
Los sublevados tuvieron que huir hacia el norte, donde esperaban encontrar el apoyo de las provincias de esa región que también se habían lanzado a las armas. Los líderes de la insurgencia fueron capturados por Ignacio Elizondo en Acatita de Baján (Coahuila). Una vez arrestados fueron enviados a Chihuahua. En esta ciudad fueron fusilados Hidalgo, Jiménez, Allende y Aldama, cuyas cabezas fueron enviadas a Guanajuato para que fueran expuestas en las esquinas de la alhóndiga de Granaditas.

### La conspiración de Querétaro y el Grito de Dolores
Ignacio Allende y Mariano Abasolo estuvieron entre los simpatizantes de los conjurados de Valladolid. Cuando esta fue descubierta, organizaron una nueva conspiración que tuvo su sede definitiva en Querétaro. Las reuniones se realizaban de manera clandestina en casa del corregidor, Miguel Domínguez. Allende estaba al frente de los conjurados, entre quienes se encontraban el propio corregidor, Miguel Hidalgo y Costilla, Juan Aldama y Josefa Ortiz El grupo de conjurados buscaría en primera instancia la destitución de los españoles en puestos de gobierno, apoyados por un levantamiento que iniciaría el 1 de octubre.
La conspiración fue denunciada el 9 de septiembre por José Mariano Galván. Otras denuncias llegaron a oídos del comandante Ignacio García Rebolledo, que dispuso el cateo a la casa y la aprehensión de los hermanos González. Josefa Ortiz envió como mensajero a Ignacio Pérez para avisar a los conspiradores en San Miguel el Grande, después fue presa en compañía de su marido y otros conspiradores.
El aviso de la Corregidora llegó a Juan Aldama, y fue él quien lo llevó hasta Dolores el 16 de septiembre. Con ayuda de presos que liberaron de la cárcel, los insurgentes capturaron al delegado Rincón y se dirigieron al atrio de la parroquia del pueblo. En ese lugar, Hidalgo convocó a los asistentes a levantarse contra el mal gobierno, en un acto que es conocido como Grito de Dolores y se considera el inicio de la guerra por la independencia mexicana. Al paso de los días algunos de los presos de Querétaro fueron puestos en libertad, aunque otros sufrieron el destierro.

### Campaña militar

#### Campaña de Hidalgo

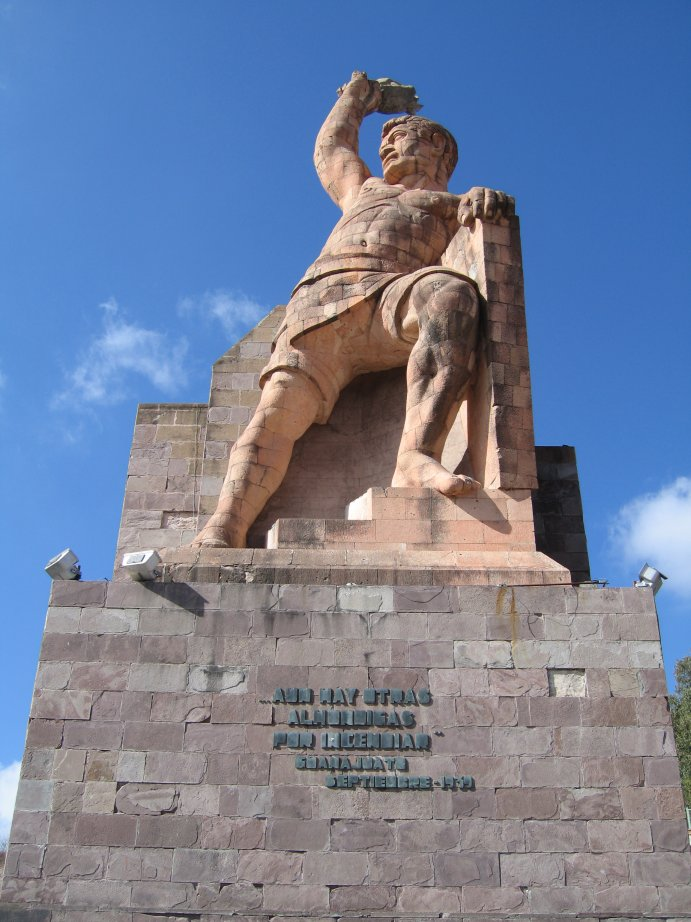
Monumento al Pípila, en Guanajuato. Este personaje, de origen popular, habría incendiado la puerta de la alhóndiga de Granaditas, acto que permitió a los insurgentes ganar una de las ciudades más importantes de Nueva España. Autores, identificados como conservadores según Alamán (1849), niegan que El Pípila haya existido.

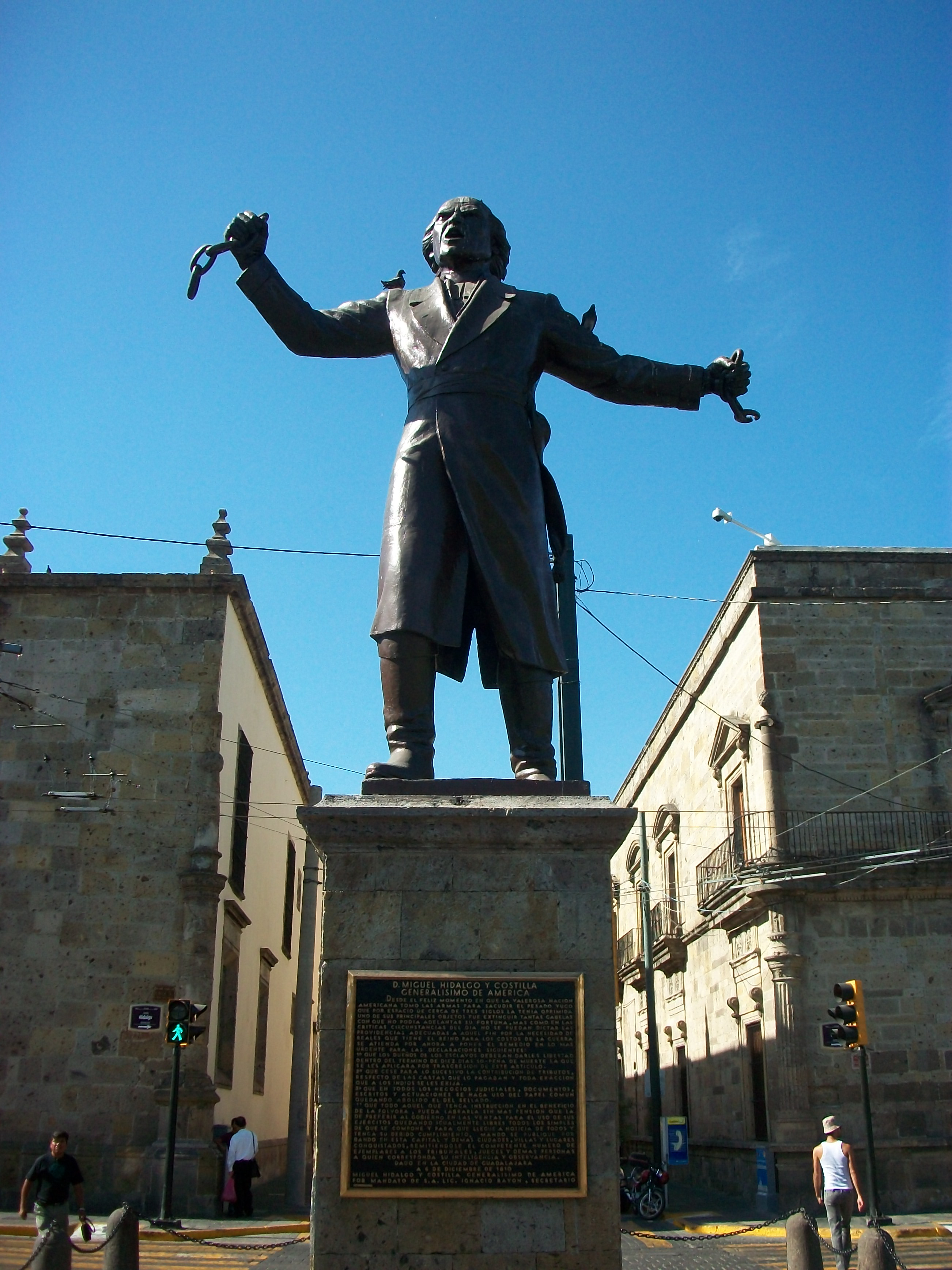
En la imagen, monumento conmemorativo del Bando de Miguel Hidalgo, en la Plaza de la Liberación de Guadalajara.

A partir de Dolores, el movimiento encabezado por Hidalgo se movió por varios puntos del Bajío, una de la más prósperas regiones de Nueva España. El número de tropas es desconocido. En Atotonilco tomaron el estandarte de la Virgen de Guadalupe, que es considerado emblema del movimiento.
En las poblaciones del oriente de Guanajuato se unieron al contingente mineros y peones de haciendas aledañas, mal armados y entrenados. Cuando llegaron a Celaya el 21 de septiembre de 1810, los insurgentes podrían haber sumado veinte mil hombres. Celaya fue saqueada por los insurgentes, aunque Aldama y otros soldados de carrera intentaron inútilmente contener a la masa. Tras este episodio, Hidalgo fue proclamado "Capitán General de América" por encima de Allende, que tuvo el rango de teniente general. Después de apoderarse de Salamanca, Irapuato y Silao; el ejército insurgente llegó a Guanajuato el 28 de septiembre. A pesar de las simpatías que despertó inicialmente, el movimiento de Hidalgo fue mal visto por las clases medias y altas, pues los líderes eran incapaces de contener a su tropa. Por el mismo motivo comenzaron a hacerse más visibles las diferencias entre Allende e Hidalgo.
El apoyo a los insurgentes en Guanajuato era evidente. El intendente Riaño se parapetó con su tropa en la alhóndiga de Granaditas —uno de los edificios más fuertes de la ciudad— y envió cartas solicitando apoyo militar al virrey Venegas, a la Real Audiencia de Guadalajara y a Félix María Calleja, jefe de las tropas realistas de San Luis. La ayuda no llegó. Por su lado Hidalgo, antiguo amigo de Riaño, solicitó la capitulación del intendente, pero este se negó y fue uno de los primeros en morir. Después que «el Pípila» incendiara la puerta principal, Hidalgo y los insurgentes tomaron la Alhóndiga. La ciudad fue saqueada nuevamente, hasta que Hidalgo emitió condena a muerte para los responsables.

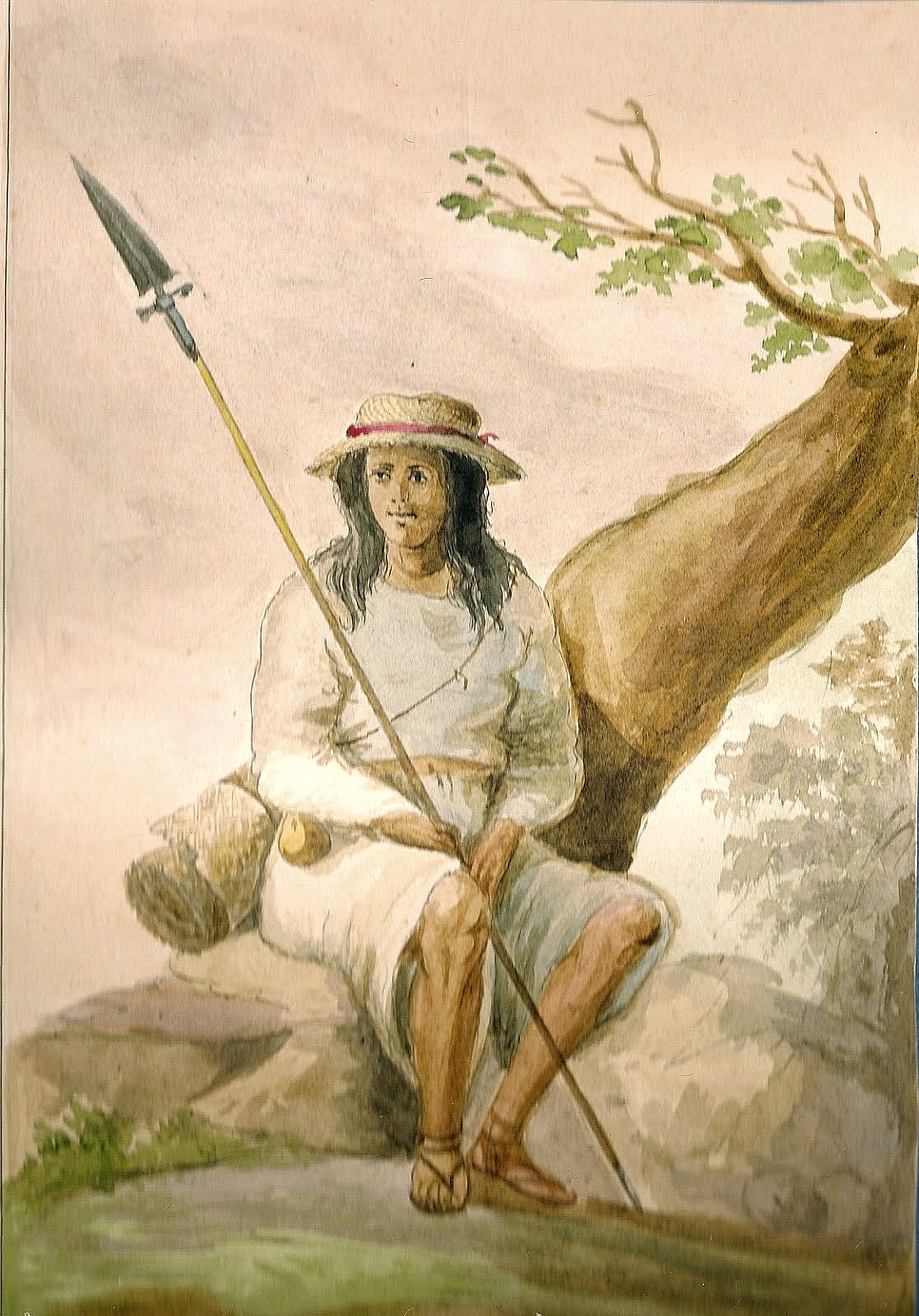
Insurgente armado con una lanza. Acuarela de Theubet de Beauchamp. Este tipo de combatiente debió de ser muy numeroso en el contingente de Hidalgo.

En respuesta al avance de los insurgentes, el virrey Venegas publicó un bando ofreciendo una recompensa de diez mil pesos por las cabezas de los líderes de la insurrección. Félix María Calleja y Roque Abarca se pusieron en marcha para cercar la rebelión. Por su parte, el obispo de Michoacán Manuel Abad y Queipo publicó un edicto de excomunión contra Hidalgo y sus seguidores. El 13 de octubre de 1810, Bernardo Prado y Obejero ratificó la excomunión y la hizo extensiva a todo aquel que aprobase la sedición, recibiese proclamas, ayudase a los insurgentes o que mantuviese comunicación con ellos.
Hidalgo inició el avance por otras ciudades del Bajío el 8 de octubre de 1810. A su paso se sumaron más personas y llegó a tener reclutados hasta sesenta mil hombres. Los insurgentes se dirigieron a Valladolid (Michoacán) y en Acámbaro apresaron a Diego García Conde, enviado a defender la capital michoacana. Agustín de Iturbide contaba con sesenta hombres para defender Valladolid pero, teniendo noticia del número de los insurgentes, rechazó el ofrecimiento de Hidalgo para unirse a la tropa y abandonó la ciudad, seguido por el obispo Abad y Queipo. Valladolid fue tomada pacíficamente el 17 de octubre. El aumento del número y desorden del ejército provocaron algunos roces entre Hidalgo y los militares de carrera. En Acámbaro, Hidalgo recibió el grado de Generalísimo de América y Allende, de capitán general.
Los insurgentes avanzaron hacia el valle de México. Para hacer frente a la rebelión, el destacamento de Torcuato Trujillo realizó reconocimientos en el área de Ixtlahuaca, pero ante el avance del numeroso ejército de Hidalgo, decidió reforzar a Mendívil en Lerma y el puente de Atengo. Los rebeldes avanzaron por Santiago Tianguistenco. El 30 de octubre de 1810 los insurgentes derrotaron a los españoles en el monte de las Cruces, gracias a la estrategia de Abasolo, Jiménez y Allende. Al terminar la batalla, los insurgentes se apoderaron de armas y municiones del ejército realista, cuyos remanentes —incluyendo a Iturbide— huyeron a Ciudad de México. Al día siguiente Jiménez y Abasolo fueron enviados a una negociación fallida con el virrey, que se negó a capitular ante la inminente llegada de refuerzos. Hidalgo optó por volver a Valladolid, decisión que tensó más la relación con Allende y provocó la deserción de la mitad de la tropa.

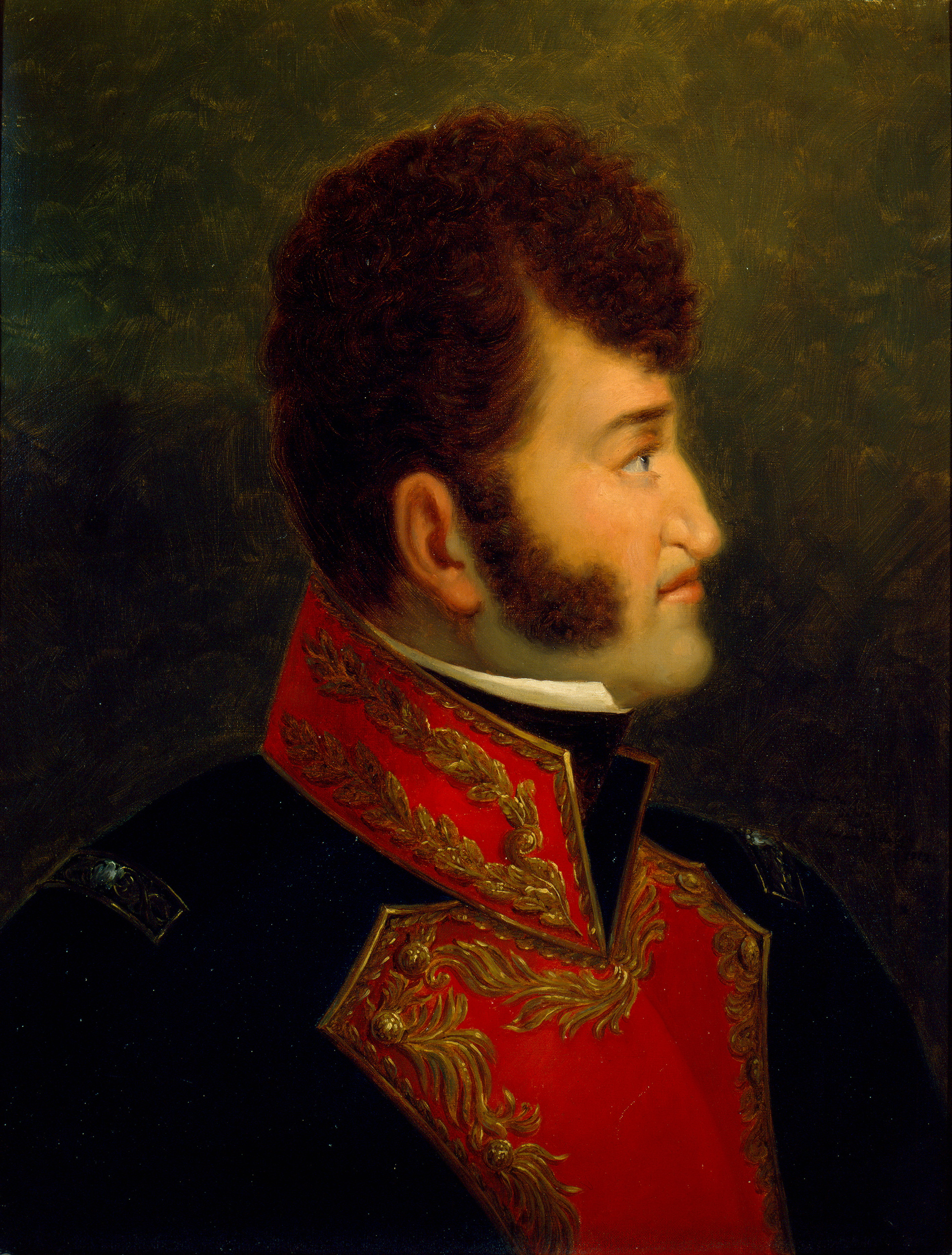
Allende asumió la jefatura de los insurgentes después de la derrota en Puente de Calderón.

En el camino a Valladolid, los realistas comandados por Félix María Calleja atacaron a los insurgentes en Aculco. La derrota de estos últimos debilitó al contingente por las deserciones, la toma de prisioneros y la pérdida de armamento. Tras la batalla, los realistas saquearon la población. Por su parte los insurgentes se dividieron en dos contingentes, Allende marchó con la mayoría a Guanajuato y el resto siguió a Hidalgo hacia Valladolid. Teniendo en cuenta la situación, los insurgentes se dividieron y el grueso de las tropas se volvió —con Allende a la cabeza— rumbo a Guanajuato; mientras apenas un puñado regresó con Hidalgo a Valladolid. Allí, el Generalísimo obtuvo el apoyo financiero de la Iglesia y nuevas adhesiones.
Hidalgo se dirigió hacia Guadalajara y no a Guanajuato, como había acordado con Allende. La relación entre ambos se debilitó aún más, pues Allende pensaba que Hidalgo se estaba dejando llevar por la plebe y había olvidado a Fernando VII. En Guanajuato, Allende fue derrotado por Calleja y Flon. Algunos habitantes de la ciudad asesinaron a ciento treinta y ocho españoles presos ante la inminente llegada de los realistas, que habían amenazado con pena de muerte a quien hubiera apoyado a los insurgentes. Este acto desencadenó una matanza ordenada por Calleja, que se complementó con el ajusticiamiento de los sospechosos de sedición. Allende pudo escapar de la masacre y se reunió en San Luis Potosí con Abasolo y Aldama. Más tarde todos ellos se reunirían con Hidalgo.
Mientras tanto Hidalgo seguía en Guadalajara. La intención de Hidalgo era conformar un órgano de gobierno. Con tal propósito nombró a Ignacio López Rayón como ministro de Estado y a José María Chico como ministro de Justicia. Como jefe de este órgano, Hidalgo dispuso la abolición de la esclavitud en el territorio de Nueva España el 6 de diciembre de 1810. Además envió a Pascasio Ortiz de Letona como ministro plenipotenciario ante el Congreso de los Estados Unidos para buscar una alianza militar y económica. En Guadalajara los españoles estaban conspirando para entregar la ciudad al ejército de Calleja. Sin juicio de por medio, Hidalgo ordenó la ejecución de los sospechosos en el cerro de la Bateas con la desaprobación airada de Allende y Aldama.
Ante la inminente llegada de las tropas realistas de Calleja y de José de la Cruz, se celebró una junta de guerra. Allende e Hidalgo propusieron estrategias distintas, pero la decisión final fue de Hidalgo, quien dispuso que Ruperto Mier saliera a detener a las tropas de José de la Cruz. Sin embargo Mier fue derrotado en Urepetiro por el regimiento de Pedro Celestino Negrete. Los insurgentes fortificaron el puente de Calderón y allí se encontraron con el contingente realista al mando de Manuel de Flon y Félix María Calleja. Después de seis horas de combate, los insurgentes terminaron huyendo del lugar y Guadalajara fue ganada por los realistas. Los insurgentes se movilizaron a Aguascalientes. En Pabellón, Hidalgo fue relevado como Generalísimo y Allende condujo a la tropa rumbo al norte para unirse con José Mariano Jiménez que tomó Saltillo después de ganar la Batalla de Aguanueva. La idea era conseguir el apoyo de las provincias septentrionales de la Nueva España y, posteriormente, de Estados Unidos.
Ignacio López Rayón fue nombrado jefe de la insurgencia y volvió con una parte de la tropa a Michoacán, acompañado por José María Liceaga. Los otros líderes y el resto de la tropa siguió el camino hacia el norte, y en su paso por Monclova se encontraron por primera vez con Ignacio Elizondo, que había sido simpatizante de la insurgencia. Como resultado fue capturado de Pedro de Aranda. El 21 de marzo de 1811 fueron presos en Acatita de Baján (Coahuila) Hidalgo, Allende, Aldama y Jiménez junto con otros miembros más de la insurgencia. Los presos fueron fusilados en Monclova, y Chihuahua. Las cabezas de Hidalgo, Aldama, Allende y Jiménez fueron colgadas en las cuatro esquinas de la alhóndiga de Granaditas, permaneciendo a la vista de los habitantes hasta 1821.

#### Otros focos insurgentes

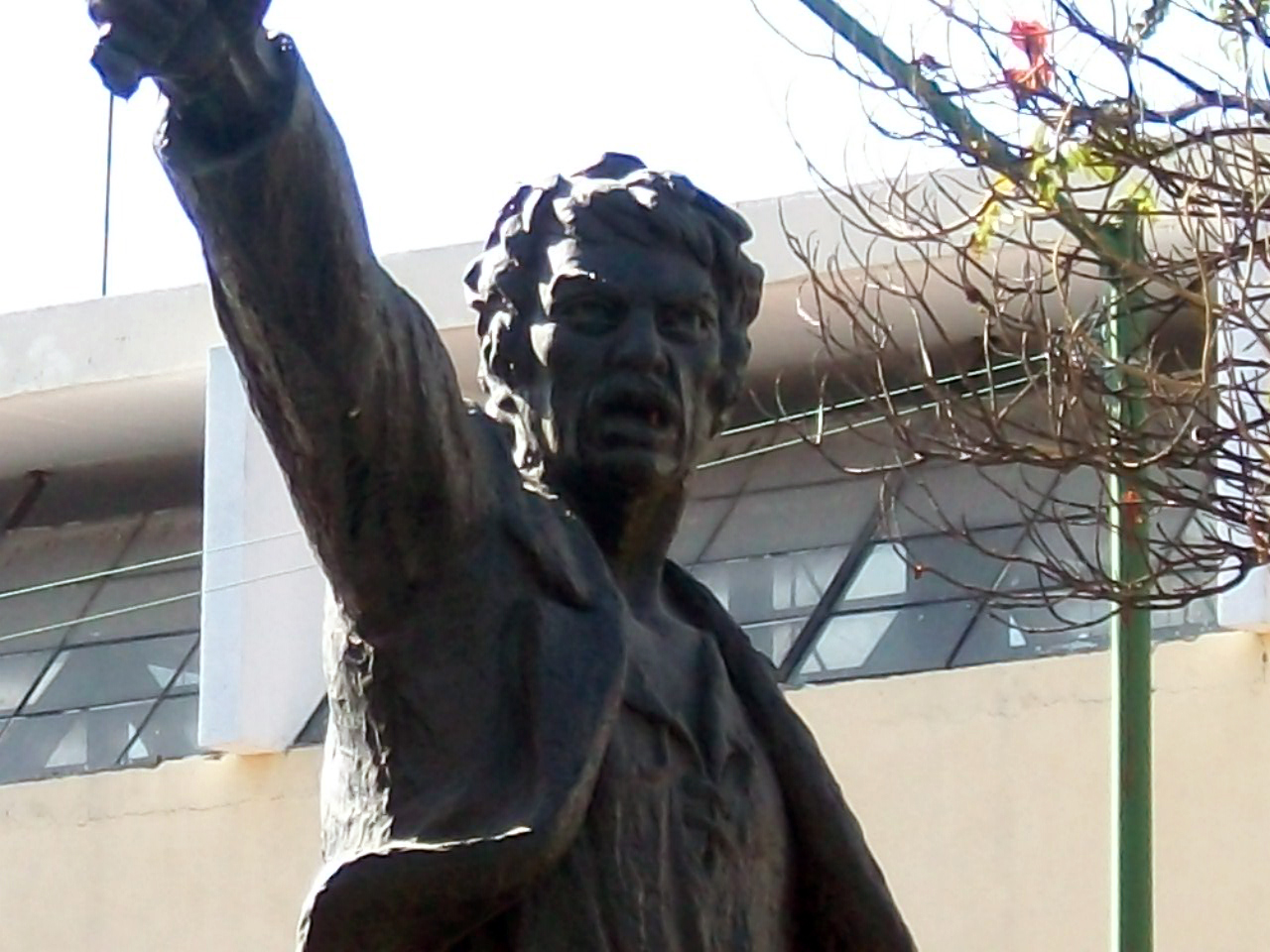
José Antonio Torres dirigió la revolución independentista en Nueva Galicia. Tomó Guadalajara, donde se reunieron Hidalgo y Allende en diciembre de 1810. Fue ahorcado y decapitado en 1812, su cabeza fue expuesta como escarmiento durante 40 días y sus miembros fueron repartidos por Nueva Galicia.

El movimiento independentista iniciado en Dolores el 15 de septiembre de 1810 fue secundado en otras partes de Nueva España. A principios de noviembre de 1810, José Antonio Torres logró imponerse sobre la poca resistencia que ofrecieron las fuerzas virreinales en La Barca y en la Batalla de Zacoalco. Con una fuerza de veinte mil hombres entró a la ciudad de Guadalajara el 11 de noviembre. Casi de inmediato José María Mercado fue comisionado para tomar las plazas de Tepic y San Blas, objetivos que logró sin disparar un solo tiro el 28 de noviembre y el 1 de diciembre respectivamente. Para diciembre de 1810 se había fortalecido en una parte importante de Nueva Galicia
Los simpatizantes de la insurgencia habían tomado varias ciudades importantes antes de terminar 1810. Rafael Iriarte controlaba León, Aguascalientes y Zacatecas. Luis de Herrera y Juan Villerías ocupaban San Luis Potosí. En Toluca y Zitácuaro estaba Benedicto López. José María Morelos comenzaba su campaña en el sur de Michoacán y México; mientras Miguel Sánchez y Julián Villagrán controlaban el valle del Mezquital al norte de la intendencia de México. Las provincias norteñas como Texas, Coahuila y Nuevo León también se habían sumado a la causa insurgente. En el caso de Texas, el 22 de enero de 1811, Juan Bautista de las Casas se levantó en armas en la capital San Antonio de Béjar, capturó el gobernador realista y estableció una Junta Provisional Gubernativa que dos años después proclamó la independencia y se adscribe al movimiento que ya encabezaba Morelos en el centro del país para entonces. En ese periodo el conflicto fluctuó entre el control de insurgentes y realistas. En 1812 se produjo la irrupción del Ejército Republicano del Norte para concretar la independencia de la región.
José María González Hermosillo inició la rebelión con la Batalla de Real del Rosario en las Provincias Internas de Occidente y José María Sáenz de Ontiveros en Durango, además se efectuaron diversos levantamientos espontáneos dirigidos por sacerdotes y rancheros en muchas partes del virreinato. En esta área, la extensas zonas despobladas, las eventuales confrontaciones con los pueblos nativos y las enormes distancias entre los centros de poder y las poblaciones, evitaron una generalización del movimiento insurgente, no obstante si se presentaron numerosos levantamientos populares a nivel local que, invocando el conflicto independentista, actuaron en beneficio de causas más focalizadas, sobresaliendo rebeliones indígenas y campesinas. Por otro lado, las afectaciones económicas a la región llegaron cuando se cortó el tránsito de los puertos del Pacífico (Acapulco, Mazatlán o Manzanillo) y la ruta del Camino Real de Tierra Adentro.
La persecución contra los líderes regionales fue tan dura como la que se dirigió contra las principales cabezas de la insurgencia. En enero de 1811, José María Mercado —que operaba en Nueva Galicia— fue derrotado en Maninalco y probablemente se suicidó, pues su cadáver se encontró en el fondo de un barranco al día siguiente. Algunos líderes resistieron la persecución por poco tiempo, como José Antonio Torres, que fue derrotado por Antonio López Merino el 4 de abril de 1812 y ahorcado el 23 de mayo después de un juicio sumario. Otros resistieron y se convirtieron en protagonistas de los sucesos de los años siguientes, como Villagrán y Morelos.

### Características del movimiento insurgente de 1810-1811
Entre 1785 y 1786, en Nueva España se había producido una de las crisis agrícolas más grandes de su historia, provocando una hambruna en la que murieron cerca de 300 000 personas. Entre 1808 y 1809 una grave sequía en El Bajío había reducido las cosechas, por consiguiente los alimentos habían cuadruplicado sus precios. Por otra parte, las guerras en Europa habían provocado escasez y desempleo. Ante esta situación los campesinos vieron en Hidalgo a un líder que podría conducirlos a una vida mejor. Fue así que los insurgentes lograron conseguir adeptos rápidamente. Contaba además con los refuerzos que pudieran proveerle Allende y Mariano Abasolo, oficiales del Regimiento de Dragones de la Reina en San Miguel el Grande.

## Segunda etapa: Organización (1811-1815)
La llamada etapa de organización de la guerra independentista de México comprende los sucesos bélicos y políticos ocurridos entre el momento en que Ignacio López Rayón fue nombrado jefe de las fuerzas insurgentes en Saltillo el 16 de marzo de 1811 —poco antes de que Hidalgo, Allende, Aldama, Jiménez y otros jefes insurgentes fueran presos y ejecutados en el norte de México— y antes del fusilamiento de José María Morelos y Pavón en Ecatepec el 22 de diciembre de 1815. Durante esta época, el movimiento independentista no solo realizó acciones bélicas, sino que se dotó a sí mismo de una estructura y un cuerpo jurídico. Durante este período cobra importancia el posicionamiento ideológico de la causa insurgente.

### Composición social del movimiento
El movimiento insurgente fue respaldado por las clases bajas, especialmente campesinos. Los hombres se juntaban en grandes turbas armados con hondas, flechas, lanzas, palos y piedras. Se reunían espontánea y transitoriamente con los jefes insurgentes para oponerse al ejército virreinal y ocasionalmente surgía un líder entre ellos. En las batallas llegaron a participar comanches y lipanes, al igual que los esclavos negros. Solamente los esclavos de algunas haciendas siguieron fieles a sus amos. Aquellos que poseían caballos, generalmente miembros de las castas, arengaban a los indígenas labradores para unirse al movimiento un poco mejor armados. Casi la totalidad de las fuerzas bajo el mando de Ignacio López Rayón eran indios flecheros de El Bajío, las de José María Morelos estaban compuestas por negros y mulatos del sur que eran peones de haciendas, algunas veces soldados del ejército virreinal que habían sido vencidos y miles de campesinos apenas armados los cuales eran de gran ayuda en los trances difíciles. A medida que avanzó el movimiento, la clase media de las ciudades comenzó a simpatizar con los insurgentes; las ideas de la revolución se fueron propagando en el ambiente urbano entre los letrados, destacando, entre otros, Joaquín Fernández de Lizardi y Carlos María de Bustamante en México, así como fray Servando Teresa de Mier en Londres.

### Marcha de López Rayón hacia el sur
Ignacio López Rayón había sido uno de los secretarios de Estado nombrados por Miguel Hidalgo cuando este intentó organizar un gobierno insurgente durante su breve estancia en Guadalajara entre noviembre de 1810 y enero de 1811. Algunos documentos suscritos por Hidalgo en ese sitio y en momentos anteriores de la revolución fueron redactados por el propio López Rayón, por lo que se presume que tenía cierta influencia sobre Miguel Hidalgo. El 5 de marzo de 1811, López Rayón recibió el cargo de jefe supremo de la insurgencia y la instrucción de volver al sur mientras Hidalgo, Allende y otros seguían su marcha rumbo a Texas.
Los tres mil quinientos hombres que formaban el remanente de la insurgencia marcharon hacia Michoacán bajo el mando de López Rayón y otros jefes. Durante el traslado se enfrentaron a los realistas, a quienes derrotaron en Puerto de Piñones y en Zacatecas.
Rayón y Liceaga determinaron que era necesario instaurar un Congreso o Junta conforme a los planes originales que se tenían en 1808 de gobernar de forma autónoma a nombre de Fernando VII, mientras el monarca fuese prisionero en Francia. Enviaron una carta dirigida a Calleja expresando estos objetivos, la cual fue entregada por José María Rayón. Aunque les ofreció el indulto, Calleja negó la posibilidad de entrar en negociaciones con los insurgentes para reconocer dicha junta. Rayón partió hacia Aguascalientes, fue perseguido por el general Miguel Emparán, quien le propinó una derrota en la Batalla del Maguey el 2 de mayo de 1811. No obstante, Rayón pudo escapar hacia La Piedad y Zamora. Al llegar Calleja a la ciudad de Zacatecas, donde se había quedado al mando de mil hombres Víctor Rosales. este se acogió al indulto ofrecido. De cualquier forma, Calleja mandó fusilar a trece insurgentes y un año más tarde Rosales se reintegró a la rebelión.
Rayón inició una guerra de guerrillas distribuyendo a José Antonio Torres en Pátzcuaro y Uruapan, al padre Navarrete en Zacapu, a Mariano Caneiga en Parindicuaro, a Manuel Muñiz en Tacámbaro, a Luna en Acámbaro y Jerécuaro, mientras él se instaló los primeros días de junio en Zitácuaro, donde contó con el apoyo de Benedicto López. El 22 de junio, el comandante español Miguel Emparán, al mando de dos mil hombres, atacó Zitácuaro, pero fue derrotado y los Insurgentes retuvieron la plaza.

#### Otros levantamientos y confrontaciones
Durante febrero de 1811, fue derrotado en Sinaloa José María González Hermosillo por Alejo García Conde en la batalla de San Ignacio de Piaxtla. En los primeros días de mayo en la zona de Matehuala, el insurgente Juan Villerías fue derrotado por Joaquín de Arredondo y Cayetano Quintero, muriendo el 13 de mayo. Arredondo continuó su avance tomando la plaza de Tula el 22 de mayo, derrotando a Mateo Acuña, quien junto con otros insurgentes fue pasado por armas. El 21 de junio, las fuerzas virreinales tomaron Matehuala.
El 12 de julio, los insurgentes José Calixto Martínez y Moreno, Ignacio Sandoval, Miguel Gallaga fueron derrotados en la Batalla de Llanos de Santa Juana, aunque lograron tomar Colima el 16 de julio de 1811. Fuerzas virreinales al mando de Rosendo Porlier recuperaron las plazas de Sayula, Zacoalco y Zapotlán el Grande, para después reunirse en Zapotiltic con el coronel español Manuel del Río. El cura de Matehuala, José Francisco Álvarez, con la ayuda de Pedro Celestino Negrete, venció a los insurgentes en Colotlán, causándoles más de mil quinientas bajas. El pueblo de La Barca fue severamente castigado por Negrete, debido a que la población ayudó a escapar a Miguel Gallaga y al padre Ramos. En la zona de El Bajío, Albino García mantuvo la guerrilla insurgente en Pénjamo, Valle de Santiago y Yuriria, fue perseguido sin éxito por el teniente coronel Miguel del Campo, pero sufrió una fuerte derrota cerca de Celaya. A mediados de junio en San Luis de la Paz, los insurgentes comandados por José Antonio Verde fueron derrotados por el capitán Antonio Linares, en la misma localidad el 10 de julio el jefe insurgente José de la Luz Gutiérrez, al mando de cuatro mil hombres, fue derrotado por el capitán Guizarnotegui.
De finales de julio a mediados de agosto, la revolución insurgente volvió a encenderse en Aguascalientes y Zacatecas. Cuando los virreinales fusilaron a los rebeldes Nájera y Flores Alatorre en Aguascalientes, la plaza fue tomada por el cura Ramos, Oropesa, Ochoa y Hermosilla, obligando al subdelegado Felipe Álvarez y al cura Terán a salir de la ciudad, quienes habían ejercido un breve gobierno despótico. El 25 de agosto, Calleja envió al coronel García Conde y al teniente José López a reprimir el nuevo brote revolucionario, después de ofrecer resistencia, los insurgentes se dispersaron en Nochistlán. El 21 de agosto, el coronel español Manuel del Río tomó la plaza de Colima, causando setecientas bajas a los insurgentes comandados por Gallaga, Sandoval y Cadenas. Veinte días más tarde, los Insurgentes fueron nuevamente derrotados en Colotitlan, muriendo durante el combate trescientos hombres. En Tomatlán, Gallaga a quien se le hizo responsable de la derrota, fue herido gravemente por un soldado de Sandoval. Poco después fue llevado frente a la parroquia, donde le dispararon nuevamente, muriendo en el acto.

#### Las primeras campañas en el sur
En la región de Tierra Caliente, desde finales de septiembre de 1810 existieron brotes de rebeliones. Los líderes más notables fueron Ávila y Ruvalcaba, pero estos fueron vencidos por José Acha, quien era administrador de las haciendas de Gabriel de Yermo. Ruvalcaba murió en los encuentros, el virrey designó a José Antonio Andrade y poco después a Nicolás Cosío para defender la zona contra nuevos levantamientos. En octubre de 1810 —después de haberse entrevistado con Hidalgo en el pueblo de Charo— José María Morelos inició su campaña en Carácuaro con solo veinticinco hombres. Fue incrementando paulatinamente su ejército, pero la estrategia militar de Morelos fue diferente a la de Hidalgo: su ejército nunca superó más de seis mil hombres, los cuales eran disciplinados y tenían armamento adecuado. Después de avanzar por Petatlán, a su campaña se unieron Juan José, Pablo y Hermenegildo Galeana en Técpan. Su marcha continuó por Atoyac y Coyuca llegando al puerto de Acapulco, lugar que infructuosamente intentó tomar por asalto a finales de 1810. Poco después, Calixto, Leonardo, Máximo, Miguel, Víctor y Nicolás Bravo se le unieron en Chichihualco, así como Vicente Guerrero durante la Batalla de El Veladero. En enero de 1811 derrotaron al capitán español Juan Francisco París en la Batalla de Tres Palos.
Entre febrero y abril, en esta zona, los insurgentes contaban con dos mil quinientos hombres, los cuales fueron distribuidos en Sabana, el Aguacatillo, Veladero y las Cruces. Debido a que Cosío no pudo derrotarlos, el virrey lo sustituyó por Juan Antonio Fuentes, pero también fue arrollado a principios de mayo cuando Morelos decidió abandonar el asedio de Acapulco para avanzar hacia Chilpancingo. En las plazas de Chichihualco, Chilpancingo y Tixtla las fuerzas virreinales fueron derrotadas. Fuentes persiguió a Morelos, pero fue derrotado nuevamente en Chilapa, añadiéndose la plaza a las dominadas por los Insurgentes.

#### Conspiraciones en Ciudad de México
En abril de 1811, la captura de los iniciadores de la rebelión fue recibida con tristeza por sus simpatizantes. Un conato de complot contra el virrey, dirigido por Manuel Lazarín y su esposa Mariana Rodríguez del Toro, fue descubierto cuando el padre Camargo violó el secreto de confesión del conspirador José María Gallardo, siendo encarcelados algunos de los participantes.
Las noticias de las victorias parciales de los insurgentes dieron un nuevo aliento a sus seguidores. En casa de Antonio Rodríguez Dongo se celebraron juntas en donde participaron frailes agustinos, militares de bajo cargo, abogados y un prófugo de la cárcel, pero fueron delatados el 2 de agosto de 1811. En consecuencia, fueron sentenciados a muerte Antonio Ferrer, Ignacio Cataño, José María Ayala, Antonio Rodríguez Dongo, Félix Pineda y José María González, siendo liquidados de manera pública el 29 del mismo mes. El resto fue condenado a prisión. Los religiosos Juan N. Castro, Vicente Negreiros y Manuel Resendi fueron degradados y exiliados a La Habana. Estas sentencias y ejecuciones acrecentaron la división entre los habitantes de Nueva España.
La administración del virrey Venegas siguió enviando dinero a la Península ibérica para apoyar la defensa contra Napoleón, menguando los recursos de la propia colonia. A causa de la revolución, la minería suspendió labores y entró en un proceso de decadencia. La agricultura fue en gran parte abandonada cuando los campesinos se unieron al movimiento armado.

### López Rayón y la Junta de Zitácuaro

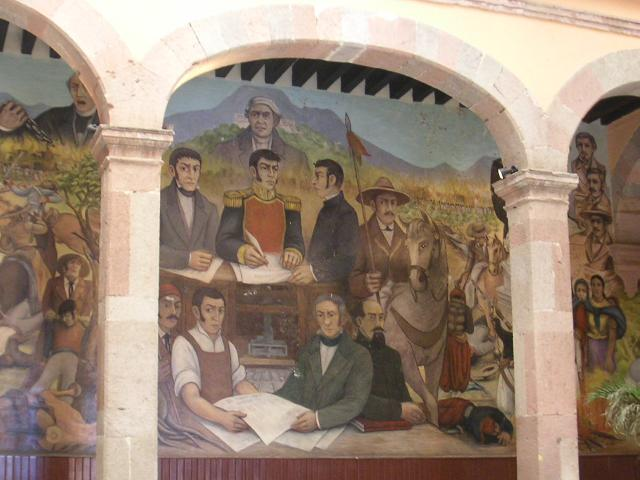
Mural en Zitácuaro de la instauración de la Suprema Junta Nacional Americana.

En Zitácuaro, el 19 de agosto de 1811, Ignacio López Rayón convocó a la formación de la Suprema Junta Nacional Americana "para la conservación de los derechos de Fernando VII, defensa de la santa religión e indemnización y libertad de la oprimida Patria", la cual "organizaría los ejércitos, protegería la justa causa y libertaría a la patria de la opresión y yugo que había sufrido por espacio de tres siglos". El propio Ignacio López Rayón presidió la junta, José María Liceaga y José Sixto Verduzco fueron nombrados vocales. Para la difusión de las determinaciones tomadas en la Junta se contó con la ayuda de Andrés Quintana Roo y José María Cos, quien suministró una prensa para imprimir el periódico El Ilustrador Americano, que difundía las ideas autonomistas.
La Junta de Zitácuaro no difería en sus propósitos de aquellas establecidas en otras partes de América; para quienes la existencia de estos concejos estaba justificada en la conservación de la soberanía en nombre del destronado rey de España hasta que no volviera a ocupar la titularidad de la Corona. La Junta de Zitácuaro reunió sobre todo a la élite criolla del centro de México. Contó con el apoyo de Morelos, jefe de la insurgencia en la sierra Madre del Sur. Casi de inmediato, Calleja giró órdenes para no reconocer ni obedecer a la junta de los insurgentes, dando a conocer a la vez la existencia de la Cortes de Cádiz, las cuales eran las únicas que deberían ser obedecidas.
Durante la vigencia de la junta se redactaron los Elementos Constitucionales, el primer proyecto de constitución nacional; se hizo el primer cuño de monedas propiamente mexicanas; así como los primeros intentos por lograr el reconocimiento de la comunidad internacional a través del envío de un embajador a Estados Unidos: Francisco Antonio de Peredo y Pereyra.
Las fuerzas virreinales continuaron acechando a los insurgentes que se encontraban bajo los mandos de Albino García en Guanajuato, Manuel Villalongín en Michoacán, así como a José María Correa, Julián Villagrán y Francisco Villagrán en Villa del Carbón y Calpulalpan. En sus intentos por legitimarse frente a los jefes regionales y ganar prestigio ante el ejército realista, la Junta de Zitácuaro, o mejor dicho, López Rayón —en su cargo de ministro universal de la nación, y en otras palabras, jefe de la Junta— emprendió una serie de campañas militares que no le rindieron los dividendos esperados: Juan Francisco Osorno fue designado a los Llanos de Apan y Mariano Aldama a la Sierra Gorda, pero ambos fueron vencidos por el coronel español Ciriaco del Llano.
En la Nueva España, algunos terratenientes y empresarios apoyaron la rebelión proporcionando recursos económicos y abastecimiento. En Ciudad de México y algunas otras ciudades, un grupo clandestino conocido como Los Guadalupes apoyó a la Junta proporcionando a los insurgentes información de las actividades realistas, a este grupo perteneció Leona Vicario esposa de Andrés Quintana Roo, además de ser la primera mujer periodista en México, también perteneció a este grupo Don José Mariano de Sardaneta y Llorente, Marqués de San Juan de Rayas un noble cuyos recursos serían de gran beneficio a la causa. López Rayón fue incapaz de impedir que la Junta fuera expulsada de su ubicación original por Calleja, quien resultó vencedor de la batalla de Zitácuaro en los primeros días de 1812.

#### Sitio de Cuautla

Primeras campañas de José María Morelos y Pavón (1810-1812).

Morelos continuó su avance desde Chilapa y envió a Valerio Trujano hacia Silacayoapan. Además, el cura de Carácuaro dividió su ejército en tres columnas. Una, al frente de Miguel Bravo, avanzó a Oaxaca por Huitzuco. En su camino hacia el sureste, Bravo tomó Acatlán y Huajuapan. Otro brazo, al mando de Hermenegildo Galeana volvió a Taxco. El tercer grupo insurgente, encabezado personalmente por Morelos, tomó la plaza de Chiautla, venciendo a Mateo Musitu. El 10 de diciembre entró a Izúcar, actualmente Izúcar de Matamoros, donde se le unió Mariano Matamoros. El 17 de diciembre en El Calvario, juntos derrotaron a fuerzas virreinales comandadas por Soto Maceda, quien fue herido de muerte durante el combate. Los primeros días de 1812, Rosendo Porlier partió desde Toluca con destino a Tenancingo, logró vencer a las fuerzas insurgentes comandadas por Hermenegildo Galeana y José María Oviedo en la Batalla de Tecualoya. Oviedo murió en el combate, pero el 22 de enero Morelos reforzó a sus compañeros logrando vencer a Porlier en la Batalla de Tenancingo. Morelos finalmente no avanzó hacia Puebla de los Ángeles, pero siguiendo al occidente, el 9 de febrero de 1812 conquistó la villa de Cuautla para la causa insurgente.
Durante el mes de enero de 1812, los batallones realistas Asturias y Loveras así como el regimiento América, comandado por el birgadier Juan José de Olazaba, desembarcaron en el puerto de Veracruz para ponerse a las órdenes del virrey, quien había solicitado la ayuda a España para luchar contra la insurrección. En febrero, Félix María Calleja —la mejor espada de Nueva España, como le habían apodado merced a sus múltiples victorias frente a los insurgentes— fue comisionado por el virrey Venegas para que terminara de una vez por todas con el ejército de Morelos. Desde luego que Calleja esperaba vencer con facilidad a los insurgentes, sobre todo estando en ventaja numérica y siendo los rebeldes un puñado de guerrilleros sin instrucción militar —o al menos, esto era lo que pensaba el futuro virrey de la Nueva España—. De esta forma inició el Sitio de Cuautla; misma suerte estaban padeciendo el padre José María Sánchez de la Vega y Vicente Guerrero, pero en la Batalla de Izúcar, bajo el asedio de los realistas Ciriaco del Llano y José Antonio Andrade.
Durante este tiempo, López Rayón y la Junta se habían trasladado a Toluca. Albino García atacó Guanajuato en donde fue rechazado, pero logró tomar la plaza de Irapuato, obligando al brigadier García Conde a retroceder hasta Celaya, aunque este después tomó la plaza de San Miguel el Grande para dar paso libre al camino que dirigía a San Luis. Manuel Mier y Terán se unió a la causa insurgente en Sultepec, comenzando a fundir cañones. En el mismo lugar el doctor Cos continuó distribuyendo El Ilustrador Americano. Nuevas rebeliones brotaron en Nueva Galicia pero fueron reprimidas por Pedro Celestino Negrete, José de la Cruz y Manuel Pastor, el 23 de mayo, José Antonio Torres fue capturado y sentenciado a la horca, su cadáver fue descuartizado, la cabeza permaneció en Guadalajara y los cuatro miembros enviados a diferentes localidades. Las plazas de Córdoba, Orizaba y Xalapa se emanciparon, en estos levantamientos comenzó a destacar Guadalupe Victoria.
En Cuautla, después de setenta y dos días de sitio y combates, ninguno de los bandos fue capaz de imponerse. Los realistas habían fracasado también en el intento de recuperar Izúcar, pero el 2 de mayo pudieron romper el sitio de Cuautla, evacuándola para evitar una masacre de civiles. En la defensa final de esa plaza (que actualmente pertenece al estado de Morelos) participaron también los propios habitantes de la villa, destacándose un grupo de niños llamados Los Emulantes. Este batallón infantil insurgente fue encabezado por el hijo natural del cura Morelos, Juan Nepomuceno Almonte, y formaba parte de este Narciso Mendoza, más conocido en la historia de México como el Niño Artillero. Durante las acciones militares del sitio murió el hijo del antiguo intendente de Guanajuato, Gil Riaño, y fue capturado Leonardo Bravo, a quien se le trasladó a Ciudad de México, donde fue ejecutado meses más tarde usando el garrote vil. Habiendo desalojado Cuautla, las tropas de Morelos se dispersaron hacia el oriente, rumbo a Izúcar y Chiautla.

#### Plan de Paz y Guerra, Los Guadalupes
Después de la batalla de Tenancingo, Rosendo Porlier, con ayuda del coronel realista Joaquín del Castillo y Bustamante, obligó a Ignacio López Rayón a abandonar Toluca. Después de confrontarse nuevamente en la Batalla de Tenango se estableció en Tlalpujahua. A pesar de los esfuerzos realizados por los insurgentes José María Correa y Epitacio Sánchez para defender su posición, el contingente realista logró penetrar, a mediados de junio, hasta Sultepec. Durante estas fechas el Plan de Paz y Guerra de José María Cos había sido enviado al virrey Venegas. El documento enumeraba las atrocidades cometidas por los jefes realistas y condenaba el sistema de muerte y exterminio que se había adoptado. La propuesta de paz explicaba los principios naturales y legales en que se había fundado el movimiento insurgente, reiteraba que la soberanía debería residir en la masa de la nación y que tanto España como América eran parte integrantes de la monarquía sujetas al mismo rey pero iguales entre sí, sin dependencia o subordinación respecto una de la otra. En resumen, se proponía formar un congreso nacional independiente de España que representase a Fernando VII. La propuesta de guerra proponía que se observase el derecho de gentes para reducir la barbarie que se había alcanzado, pues la lucha armada, al fin y al cabo, era entre hermanos y conciudadanos, por lo tanto no debería ser más cruel que una guerra entre naciones extranjeras.
El virrey Venegas no contestó el oficio de Cos, sino que lo mandó quemar junto con otros documentos que fueron obtenidos en Sultepec. Entre dichos documentos se descubrió correspondencia de Los Guadalupes, por lo que fueron hechos prisioneros en la capital los abogados Falcón y Garcés, Benito Guerra, José Ignacio Espinosa, Juan Guzmán, el doctor Díaz y María Peimbert. El 5 de junio, en el Valle de Santiago, Agustín de Iturbide logró capturar a los insurgentes comandados por Albino García, mandó fusilar a todos rebeldes, excepto a Albino y a su hermano Francisco, quienes fueron trasladados a Celaya. El 8 de junio, el brigadier García Conde ordenó la ejecución de los hermanos, la cabeza de Albino fue colocada en la calle de San Juan de Dios, y su mano fue enviada a Salamanca. Por otra parte, Iturbide fue ascendido a teniente coronel.

#### Campaña en Puebla
Nuevas rebeliones insurgentes dirigidas por Juan Nepomuceno Rosáins, Máximo Machorro, Camilo Suárez y Vicente Gómez se iniciaron en Chalchicomula, Huamantla, Atlixco, Tepeaca y Tehuacán, las cuales fueron combatidas por el brigadier realista Olázabal. Estas fuerzas insurgentes siguieron combatiendo en la zona de Acultzingo. Mientras tanto, en Yautepec, Gabriel Armijo liquidó a Francisco Ayala, y Valerio Trujano fue atacado desde el 5 de abril durante el sitio de Huajuapan por el general realista José María de Régules Villasante. El 4 de julio, Hermenegildo Galeana logró derrotar a José María Añorve en la Batalla de Zitlala. Morelos fue informado de la situación en la que se encontraba Trujano, de inmediato acudió al lugar logrando romper el sitio el 24 de julio, el cual tuvo una duración mayor a cien días. A finales de septiembre las fuerzas de Morelos prosiguieron su avance hacia Tepeaca y Tehuacán.

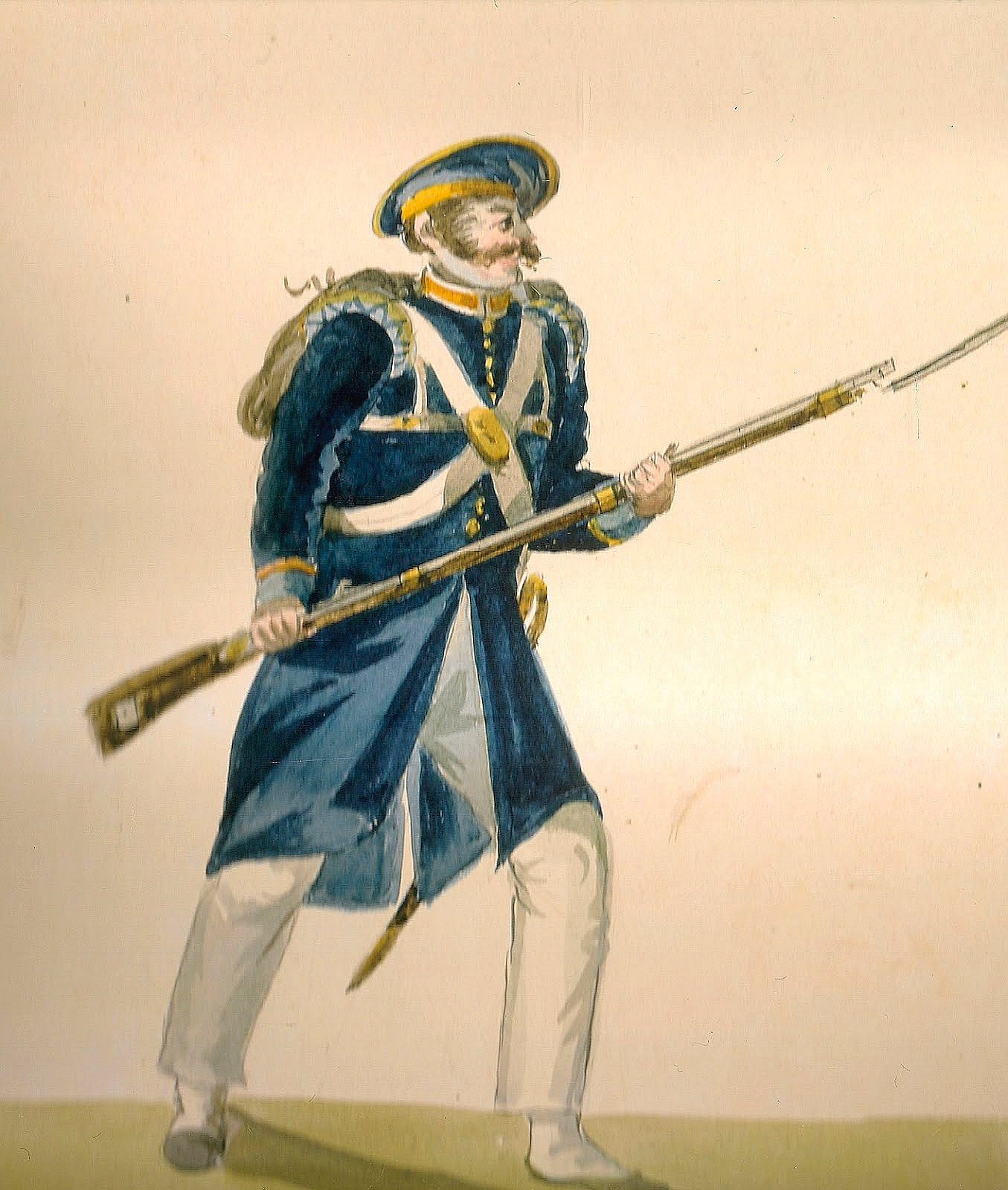
Soldado asturiano del Ejército Realista. Acuarela de Theubet de Beauchamp. El Regimiento Asturias estuvo presente en las acción de Tepeaca.

Trujano fue atacado y derrotado por el capitán realista Saturnino Samaniego en el rancho de la Virgen en las inmediaciones de Tepeaca. El insurgente, que había resistido el largo sitio de Huajuapan, murió el 7 de octubre. El 28 de octubre, Morelos logró con éxito la Toma de Orizaba, provocando la huida del coronel José Antonio Andrade, pero abandonó el lugar el 31 de octubre al saber que un contingente dirigido por el coronel Luis de Águila se aproximaba a la ciudad. Morelos concentró sus fuerzas en Tehuacán, contando con cinco mil hombres y cuarenta cañones bajo los mandos de Mariano Matamoros, los tres Galeanas, Miguel y Víctor Bravo, Guadalupe Victoria, Vicente Guerrero, y Manuel Mier y Terán. Juntos marcharon hacia Oaxaca el 10 de noviembre de 1812.

#### Toma de Oaxaca
El 25 de noviembre, Morelos y su ejército ocuparon la ciudad de Oaxaca, la cual era defendida por el teniente general Antonio González Saravia y José María de Régules Villasante, quienes después de la derrota fueron capturados y fusilados. En la ciudad se instituyó un gobierno autónomo y José María Murguía fue nombrado intendente. Se fundó el periódico Correo Americano del Sur, cuya redacción inicial estuvo a cargo del cura José Manuel de Herrera. El gobierno insurgente de la ciudad de Oaxaca duró de 1812 hasta 1814, cuando fue recuperada la población por el ejército realista. Fue la primera y única vez en que Morelos pudo tomar el control de una ciudad importante. Fue en esta plaza donde Morelos recibió los Elementos constitucionales redactados por Ignacio López Rayón. Entre los puntos más importantes destacaron:

1.- La América es libre e independiente de toda otra nación.

2.- La religión católica será la única sin tolerancia de otra.

5.- La soberanía dimana inmediatamente del pueblo, reside en la persona del señor don Fernando VII y su ejercicio en el Supremo Congreso Nacional Americano.

24.- Queda enteramente proscrita la esclavitud.
Elementos constitucionales de Ignacio López Rayón.

Morelos fue nombrado el cuarto vocal de la Junta de Zitácuaro, pero se deslindó finalmente de la tesis fernandista, mediante una carta en la que solicitó "que se le quitara la máscara a la independencia, porque ya todos sabían la suerte de Fernando VII".
Mientras tanto, Nicolás Bravo se situó en el Puente del Rey sobre la carretera de Veracruz a Xalapa, entorpeciendo el tráfico de los realistas y secuestrando recursos materiales. Ramón López Rayón venció en Jerécuaro a José Mariano Ferrer. Los vocales de la Junta actuaron cada uno por su cuenta en distintas regiones: José Sixto Verduzco, que permaneció en la zona de Michoacán en Uruapán, Pátzcuaro y Tancítaro, fue perseguido constantemente por Pedro Celestino Negrete y Luis Quintanar; Ignacio López Rayón se trasladó a la intendencia de México, realizó operaciones militares en Ixmiquilpan y se reunió en Huichapan con Julián Villagrán para saber los pormenores de las actividades que este había realizado en San Juan del Río y Zimapán; José María Liceaga, quien se internó en el territorio de Guanajuato, fue perseguido por Agustín de Iturbide en Yuriria, y al ser derrotado, tuvo que trasladarse al Valle de Santiago para reclutar gente en compañía de José María Cos. Los vocales reclamaron cada uno para sí la jefatura de la Junta, entraron en una discusión que finalmente condujo a la desaparición de facto de este órgano de gobierno hacia la primera mitad de 1813. Fue el doctor Cos quien trató de reconciliarlos.

#### Constitución de Cádiz

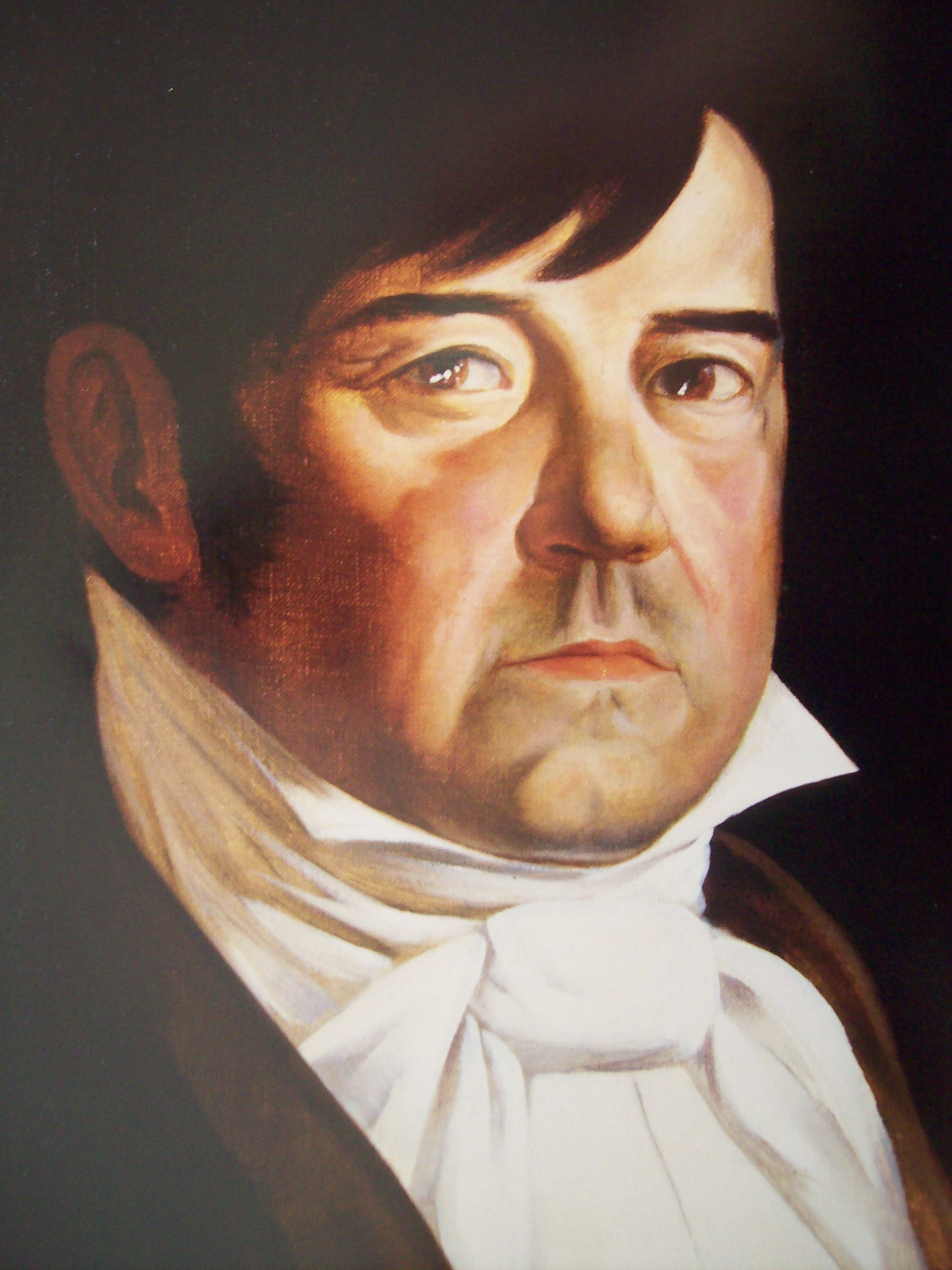
Miguel Ramos Arizpe.

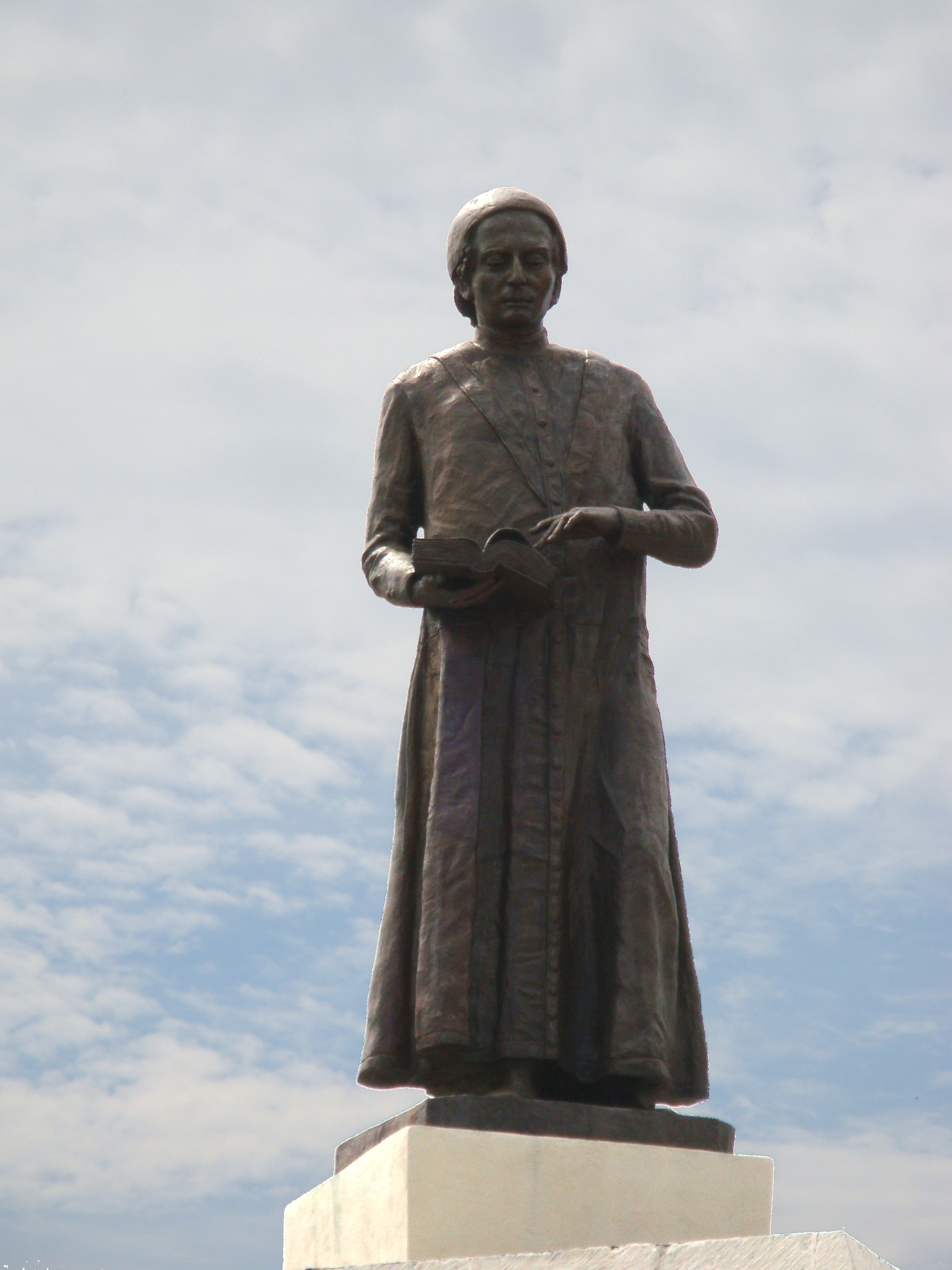
Monumento en honor a José Eduardo de Cárdenas, en la ciudad de Cárdenas, Tabasco. Diputado por Tabasco ante las Cortes de Cádiz, en donde el 24 de julio de 1811 presentó la "Exposición de motivos de la guerra de independencia" en la que proponía: educación gratuita sin distinción de clases sociales, sociedades agrícolas, libertad de comercio, ayuntamientos elegidos por elección popular y la división del gobierno en tres poderes: Legislativo, Ejecutivo y Judicial.

Después de largos y acalorados debates, en marzo de 1812 se proclamó en Cádiz la Constitución política de la monarquía española. Al inicio de las reuniones participaron 104 diputados, de los cuales 30 eran de territorios ultramarinos. Después, este número se incrementó a 300, siendo 63 los americanos. La composición de las Cortes se constituyó con una tercera parte de eclesiásticos, una sexta parte de nobles y el resto profesionistas de clase media. Durante la primera sesión Diego Muñoz Torrero declaró que la soberanía nacional residía en el Congreso de los representantes de España, desde este momento se comprobó que existían dos partidos: los liberales y los serviles. Entre los representantes serviles de Nueva España se encontraban Antonio Joaquín Pérez —quien sería obispo de Puebla—, Salvador Sanmartín —quien tendría a su cargo la mitra de Chiapas—, y José Cayetano Foncerrada y Ulibarrí —quien fue canónigo de la Catedral y miembro de la Real Audiencia de México—; con al excepción de Juan José Guereña, que se movía entre ambos partidos, el resto de los diputados novohispanos eran básicamente liberales, entre ellos destacaron Miguel Ramos Arizpe, José Miguel Guridi y Alcocer y José Ignacio Beye de Cisneros.
Los diputados americanos impugnaron la representación desigual que existía en las Cortes. Se estimaba que la población de España era de diez millones de habitantes mientras que América estaba habitada por dieciséis millones. No obstante, los diputados españoles excedían en la proporción de 3 a 1 a sus iguales americanos. Se propuso contar con un diputado por cada cincuenta mil habitantes, pero esta medida inclinaría la balanza a favor de los americanos en una proporción de 3 a 2, por lo tanto, los españoles se opusieron argumentando que no deberían contar las castas: si bien los pueblos originarios eran considerados con los mismos derechos que los españoles, no era así para quienes fueran originarios o descendientes del continente africano. Se estimó que en el continente americano alrededor de seis millones de personas de las castas tenían ascendencia africana, de esta forma el número de diputados se equilibraría para la representación de España y América en proporción 1 a 1. Los diputados americanos se reagruparon para enumerar once propuestas entre las que destacaban: representación igualitaria, libertad de cultivo, libertad de comercio, abolición de esclavitud, abolición de estancos, concesión de derechos iguales para americanos, indios y mestizos para poder ocupar cargos civiles, eclesiásticos y militares, reconocimiento de las juntas locales, y creación de mayor número de diputaciones provinciales. Pocas de las propuestas fueron aprobadas. El "partido americano" tuvo oposición de la mayor parte de los diputados europeos que consideraban las propuestas revolucionarias, pero especialmente de los peninsulares residentes en América, a tal grado que la representación del Consulado de México mandó un manifiesto para ser leído en sesión pública. El documento declaraba que antes de la llegada de los españoles a América, los indios habían sido bestias anárquicas y salvajes, y que todo seguía igual, por tanto tres millones de indios de Nueva España eran incapaces de gobernarse:

"el indio (tres millones) está dotado de una pereza y languidez[…] jamás se mueve si la hambre o el vicio no le arrastran: estúpido por constitución, sin talento inventor, ni fuerza de pensamiento, aborrece las artes y los oficios, y no hacen falta a su modo de existir, borracho por instinto… (dos millones de castas): ebrios, incontinentes, flojos, sin pundonor[…] parecen aún más maquinales y desarreglados que el indio mismo… Un millón de blancos que se llaman españoles americanos, muestran la superioridad sobre los otros cinco millones[…] más por sus riquezas heredadas, por su lujo, y por su refinamiento en los vicios, que por diferencias substanciales de índole… ¿Qué hay de común, qué equiparación cabe o qué analogía puede encontrarse en los derechos, situación espíritu, finura, exigencias, intereses, instituciones, hábitos y localidades de España conquistadora, y de las colonias conquistadas?[…] Es preciso confesar que las leyes propias para la Madre Patria no son las mejores para sus Américas.
Exposición del Consulado de México durante las Cortes de Cádiz.

Por añadidura se pidió que los Consulados de México, Veracruz y Guadalajara nombrasen, cada uno, dos diputados, de esta forma la casi totalidad de población de peninsulares residentes en Nueva España —que se estimaba en medio millón de habitantes—, estaría convenientemente representada. Ultrajados por los insultos, los diputados americanos pretendieron abandonar las Cortes, pero el presidente lo impidió y el debate quedó suspendido, consensuándose finalmente el artículo 1° de la Constitución, el cual daba la posibilidad a las castas de ascendencia africana aspirar a obtener la ciudadanía española. Al respecto de la libertad de comercio, los miembros de los consulados de México y los comerciantes de Cádiz también se opusieron, contaron con la ayuda de Juan López Cancelada quien desde su periódico El Telégrafo Americano criticó la postura de los americanos publicando un folleto titulado Ruina de Nueva España si se declara el comercio libre con los extranjeros. Desde este periódico, López Cancelada y los miembros del Consulado de México —que habían sido protagonistas del golpe de Estado de 1808—, también criticaron la actuación del ex virrey José de Iturrigaray, pero las inquinas fueron replicadas por el diputado Guridi y Alcocer en el periódico El Censor y desde Londres por Servando Teresa de Mier en la publicación llamada El Español. En cuanto al tema de la esclavitud, Guridi y Alcocer propuso su abolición, pero los diputados pertenecientes a las regiones esclavistas del Mar Caribe, Venezuela, la zona costeña de Nueva Granada y Perú se opusieron inflexiblemente; el diputado español Agustín de Argüelles respaldó al diputado novohispano sugiriendo que al menos se terminara con el tráfico de esclavos. A pesar de los alegatos, las Cortes consideraron la conveniencia política de mantener la esclavitud.
El 30 de septiembre de 1812, la nueva Carta Magna fue leída y jurada por los miembros de la Real Audiencia de México y por el virrey Francisco Xavier Venegas en la Plaza Mayor de Ciudad de México, llamándose en lo sucesivo Plaza de la Constitución. Con el nuevo régimen constitucional, los virreinatos fueron abolidos, en consecuencia Venegas se convirtió en el jefe político superior. Además se permitió la libertad de prensa. Mediante este derecho, Joaquín Fernández de Lizardi en el periódico El Pensador Mexicano y Carlos María de Bustamante en El Jugetillo criticaron los abusos de la administración virreinal. Dos meses más tarde, Venegas suspendió el artículo constitucional que permitía la libertad de prensa. Fernández de Lizardi fue encarcelado durante breve tiempo, Bustamante huyó a Zacatlán para reunirse con los insurgentes, poco después se trasladó a Oaxaca y siguió escribiendo para el Correo Americano del Sur. La decisión de Venegas fue severamente criticada por los diputados americanos en Cádiz. A fines de febrero de 1813 se recibió un bando enviado desde España, en él se le pedía a Venegas presentarse en la Península ibérica para apoyar la campaña militar contra los franceses y se nombraba como su sucesor a Félix María Calleja.

#### Sitio de Acapulco

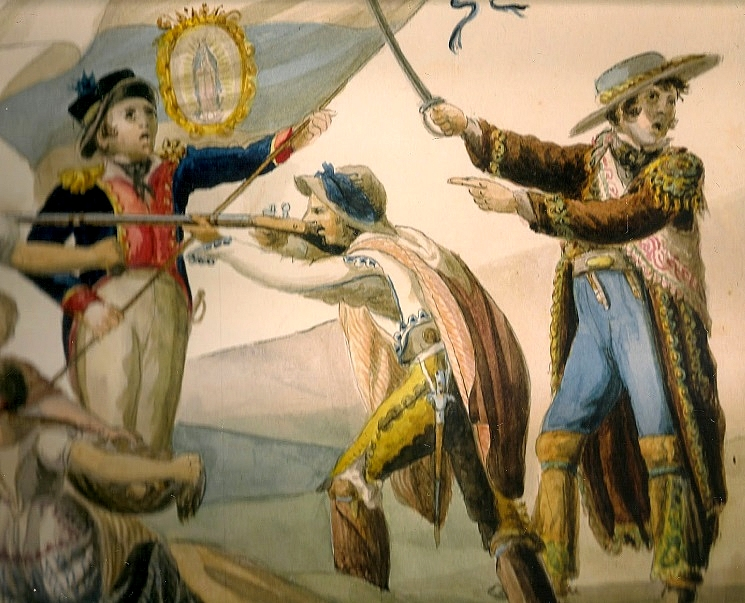
Bandera de los insurgentes durante el Sitio de Acapulco. Acuarela de Theubet de Beauchamp.

El 9 de febrero de 1813, Morelos salió de Oaxaca rumbo al puerto de Acapulco, llegando a El Veladero el 29 de marzo. El lugar era defendido por el realista Pedro Antonio Vélez, quien sucumbió a los ataques, perdiendo la ciudad el 12 de abril. Se refugió en el Fuerte de San Diego, cuyo sitio se extendió durante cuatro meses hasta que capituló el 20 de agosto. De esta suerte, la comunicación marítima con Filipinas por el océano Pacífico quedó bajo control de los insurgentes. Por su parte, Mariano Matamoros logró posicionarse con éxito en el Istmo de Tehuantepec, con el triunfo de la Batalla de La Chincúa, en la que logró rechazar fuerzas realistas que incursionaron desde Chiapas, provincia que durante esa época pertenecía a la Capitanía General de Guatemala.
Durante el tiempo del sitio de Acapulco, José Sixto Verduzco atacó infructuosamente Valladolid —la cual estaba fuertemente resguardada por los realistas—, fue perseguido y derrotado por el capitán Pedro Antonelli en Puruándiro. Ignacio López Rayón se reunió con Verduzco en Pátzcuaro para reclamarle esta imprudente acción militar, pero un contingente realista forzó a los insurgentes a separarse, obligando a Verduzco a replegarse hacia Ario y a Rayón hacia Puruarán. Adicionalmente José María Liceaga fue derrotado en Celaya por Manuel Gómez Pedraza. Las desavenencias entre los vocales de la Junta de Zitácuaro se incrementaron, pues reclamaron interferencias entre sus jurisdicciones. Durante mayo de 1813, en la capital, Leona Vicario —integrante de Los Guadalupes— se escapó de la ciudad para reunirse con Andrés Quintana Roo en Tlalpujahua; en Salvatierra, Agustín de Iturbide derrotó a Ramón López Rayón; en Huichapan, Julián Villagrán y su hijo "el Chito" fueron capturados y liquidados por las fuerzas comandadas por el capitán Pedro Monsalve.
Una vez que asumió el cargo de jefe político superior, Calleja juró el cumplimiento de la Constitución. Nuevas elecciones para las representaciones de diputados a las Cortes de Cádiz se habían realizado en Nueva España, resultando ganadores para todos los escaños los criollos, pero la administración virreinal negó la entrega de viáticos aduciendo falta de liquidez en el erario. Por tal motivo, solo viajaron tres de los catorce diputados electos a España. El visitador eclesiástico de Querétaro, José Mariano Beristáin, denunció a Calleja que Josefa Ortiz de Domínguez continuaba realizando proselitismo a favor de la causa de los insurgentes, en consecuencia fue arrestada y trasladada al convento de Santa Teresa en México.

### Morelos y el Congreso de Chilpancingo

#### Congreso de Chilpancingo

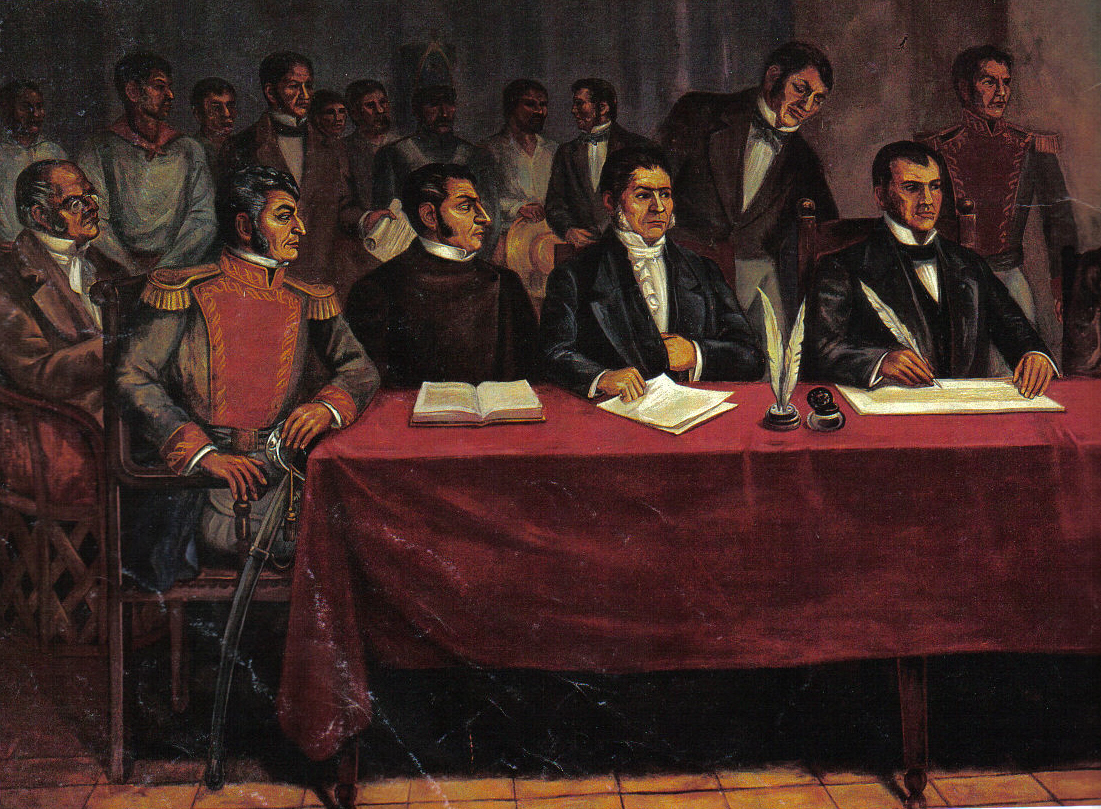
Congreso de Chilpancingo o Congreso de Anáhuac.

Debido a las diferencias que se habían suscitado entre Liceaga, Verduzco y Rayón, Morelos convocó en junio de 1813 un congreso que se instaló en Chilpancingo durante el mes de septiembre. Para tal objetivo se nombraron diputados a Ignacio López Rayón por Guadalajara, a José Sixto Verduzco por Michoacán, a José María Liceaga por Guanajuato, a Andrés Quintana Roo por Puebla, a Carlos María de Bustamante por México, a José María Cos por Veracruz, a José María Murguía por Oaxaca, a José Manuel de Herrera por Técpan, y como secretarios a Cornelio Ortiz de Zárate y Carlos Enríquez del Castillo. El 14 de septiembre se dio inicio a la primera sesión del Congreso de Chilpancingo —cuyo nombre oficial fue Congreso de Anáhuac—, donde Morelos hizo leer a su secretario Juan Nepomuceno Rosáins los Sentimientos de la Nación. Este documento declaraba la independencia de la nación, la soberanía popular, la religión católica como única, la supresión de obvenciones, la división de poderes, la igualdad ante la ley, la abolición de las castas, la abolición de la esclavitud, la eliminación de la tortura, e instituía la celebración del 12 de diciembre para la Virgen de Guadalupe y el 16 de septiembre para conmemorar el inicio de la guerra de independencia proclamado por Miguel Hidalgo. 

«Que la América es libre e independiente de España y de toda otra nación, gobierno o monarquía, y que así se sancione dando al mundo las razones».
Primer punto de los Sentimientos de la Nación.

Al día siguiente, Morelos fue nombrado generalísimo de las fuerzas insurgentes y titular del poder ejecutivo. Sería llamado alteza, pero rechazó este título adoptando el de siervo de la Nación.
En contraste con la posición de la Junta de Zitácuaro, la cual fue disuelta, el Congreso de Chilpancingo se dio a la tarea de definir jurídicamente las razones por las cuales la América mexicana debía ser libre de España. Este fue un punto de discordia con López Rayón quien manifestó no estar de acuerdo con el primer punto mencionado en los Sentimientos de la Nación, pues defendía que la tesis que había abrazado el movimiento autonomista de 1808, debería seguir subsistiendo, es decir, América era dependiente del rey de España, pero no de la nación española, por tanto, la independencia buscada no era con respecto a la Corona, sino del "gobierno ilegítimo" que se había reunido en Cádiz.

#### Declaración de Independencia de América Septentrional

Territorios dominados por los insurgentes en 1813.

Durante el congreso se pronunciaron otros discursos políticos de mayor o menor importancia, pero el 6 de noviembre de 1813, día de la clausura, se leyó el Acta Solemne de la Declaración de Independencia de la América Septentrional, la cual fue redactada por Carlos María de Bustamante y Andrés Quintana Roo. En ella, ya no se aceptaba la soberanía de Fernando VII y se postulaba de forma radical la separación de la autoridad española: "queda rota para siempre jamás y disuelta la dependencia del trono español".
Mientras los insurgentes se reunían en el Congreso de Chilpancingo, el abad Manuel Abad y Queipo advirtió a Calleja que Morelos era, sin disputa, el alma y el tronco de toda la insurrección, indicó que en la junta que habían convocado los insurgentes en Chilpancingo seguramente se le iba a elevar a jefe supremo independiente de toda autoridad, que ya poseía el sur de la Nueva España desde Zacatula a Tehuantepec, por lo tanto, no se le debería dar más tiempo para organizar su ejército.
En noviembre de 1813 los miembros de la Audiencia de México propusieron que "se suspendiera la Constitución mientras durasen circunstancias tan revolucionarias y turbulentas, y que se revistiese a Calleja de las facultades necesarias y se observase la ley de Indias, que lo autorizaba para extrañar de esos dominios a los que conviniese al servicio de Dios, paz y quietud pública, adoptándose el sistema de rigor, único que para casos semejantes enseñaba la historia de las naciones". De esta manera, la Carta de Cádiz no logró ser vigorizada en el territorio de la Nueva España.

#### Batalla de las Lomas de Santa María

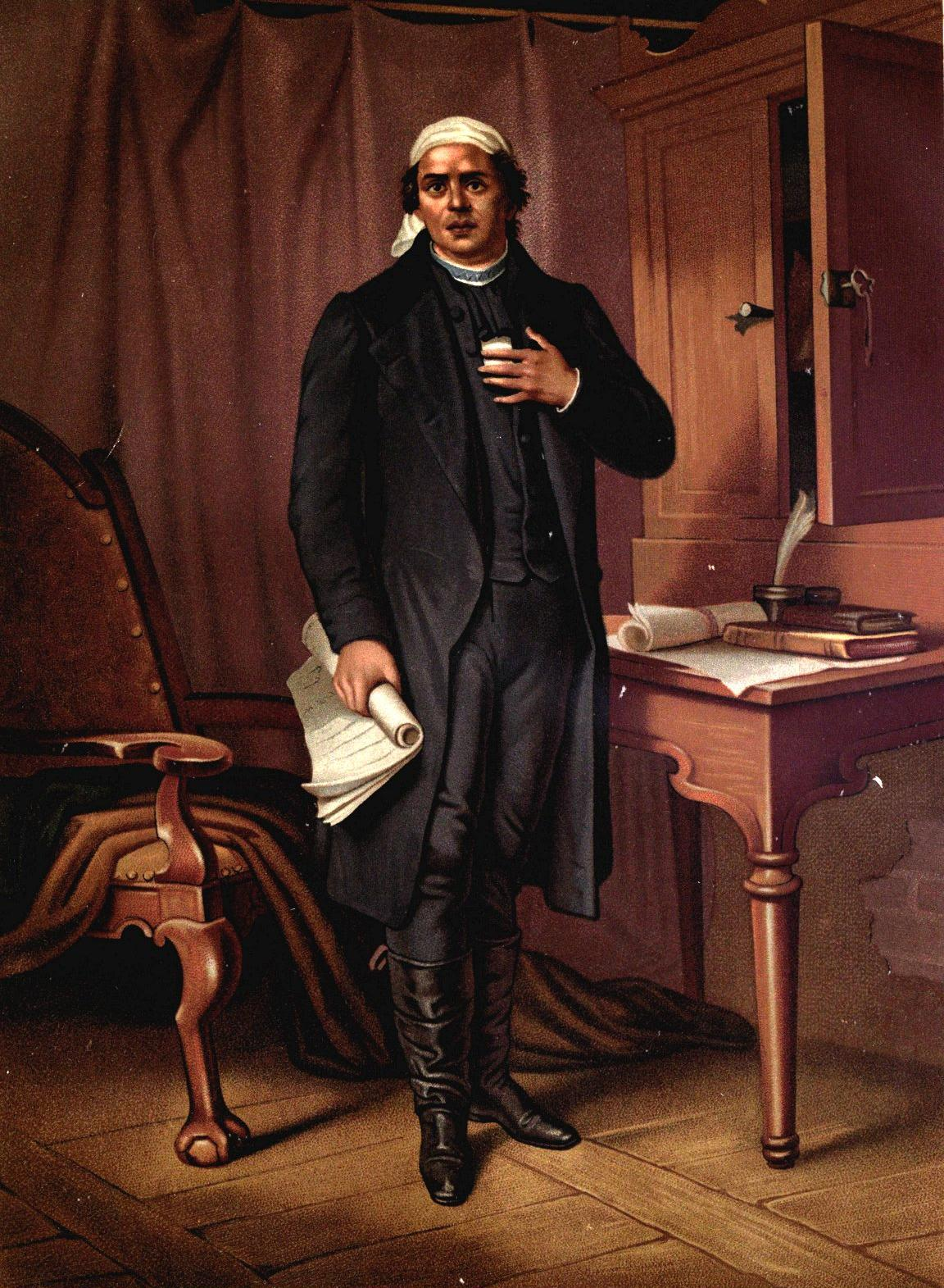
José María Morelos. Rechazó los títulos de Su Alteza y Generalísimo, concedidos por el Congreso de Chilpancingo. En cambio, se hizo llamar Siervo de la Nación.

Una vez que se abasteció de artillería del Fuerte de San Diego en Acapulco, Morelos planificó tomar la ciudad de Valladolid con la idea de situar en esa ciudad el Congreso, para posteriormente avanzar desde ahí hacia Guanajuato, Guadalajara y San Luis. Miguel y Víctor Bravo fueron designados para proteger a los miembros del Congreso. El 7 de noviembre, saliendo de Chilpancingo, Morelos, los Galeana, Nicolás Bravo y Matamoros avanzaron hacia Cutzamala, Carácuaro, Tacámbaro, Tiripetío y Undameo. Las fuerzas insurgentes formadas por cinco mil seiscientos hombres contaban con treinta cañones. Para esta operación Morelos solicitó a Ramón López Rayón y Rafael López Rayón incorporarse cada uno con mil hombres, desde Tlalpujahua y San Miguel el Grande, respectivamente. Valladolid estaba resguardada por Domingo Landázuri con un regimiento de ochocientos hombres. Cuando Calleja se enteró del avance de las fuerzas insurgentes, envió a Ciriaco del Llano con dos mil hombres desde Ixtlahuaca y a Agustín de Iturbide con mil hombres desde Acámbaro para reforzar la defensa de la ciudad. En su marcha confrontaron el 21 de diciembre a los Rayón en Jerécuaro, a quienes derrotaron. El 23 de diciembre, Galeana y Bravo asediaron la capital michoacana pero fueron repelidos. La noche siguiente, el campamento principal de los insurgentes fue sorpresivamente atacado por las fuerzas de Iturbide y Del Llano dando inicio a la Batalla de las Lomas de Santa María; el padre Navarrete, al mando de su división acudió al lugar para apoyar el inesperado ataque. Los realistas se retiraron y las tropas insurgentes confundidas continuaron combatiendo entre sí, diezmándose. La derrota infligida por los realistas frustró los planes de Morelos y marcó el inicio del ocaso de sus campañas.
Perseguidos por las tropas de Iturbide, el resto de los hombres de Morelos marcharon hacia Puruarán. Mariano Matamoros fue designado para la defensa de la plaza. El 5 de enero de 1814, los realistas, decididos a terminar con el ejército insurgente, lograron la victoria en la batalla de Puruarán. Matamoros fue capturado y trasladado a Morelia, a pesar de que Morelos trató de negociar su vida a cambio de doscientos prisioneros españoles, Calleja ordenó su fusilamiento, el cual se llevó a cabo el 3 de febrero. Morelos se dirigió a Coyuca (hoy de Catalán) y a Ajuchitlán, en donde nombró a Rosáins como su segundo jefe militar. El 19 de febrero, el coronel Gabriel de Armijo —quien había abatido poco días antes a Víctor Bravo en Mezcala— propinó un fuerte golpe en Chichihualco a las fuerzas de Rosáins, quien logró escapar. El 29 de marzo, la ciudad de Oaxaca fue retomada por los realistas bajo las órdenes de coronel Melchor Álvarez, al mando de un ejército de 2000 hombres, entre los que se encontraba el batallón de Saboya. Todas estas derrotas fueron criticadas por Ignacio López Rayón, quien culpó a Rosáins por su incapacidad estratégica. A partir de entonces los dos comandantes insurgentes se enemistaron. López Rayón marchó a Zongolica y Rosáins a Jamapa, fueron acechados por el coronel realista Francisco Hevia desde Orizaba. El 15 de marzo, Miguel Bravo fue capturado en Chila por el coronel Félix de la Madrid, se le trasladó a Puebla y fue ejecutado ahí un mes después. Morelos, Pablo y Hermenegildo Galeana viajaron al Fuerte de San Diego con el objetivo de desmantelar la artillería e inutilizar los cañones de grueso calibre, fueron perseguidos por Gabriel de Armijo quien los forzó a huir el 11 de abril. Una escaramuza en Pie de la Cuesta con el coronel insurgente Juan Álvarez, permitió a los Galeana y Morelos salir del puerto, de cualquier forma, el avance de Armijo llegó hasta El Veladero consolidando la posición el 6 de mayo.

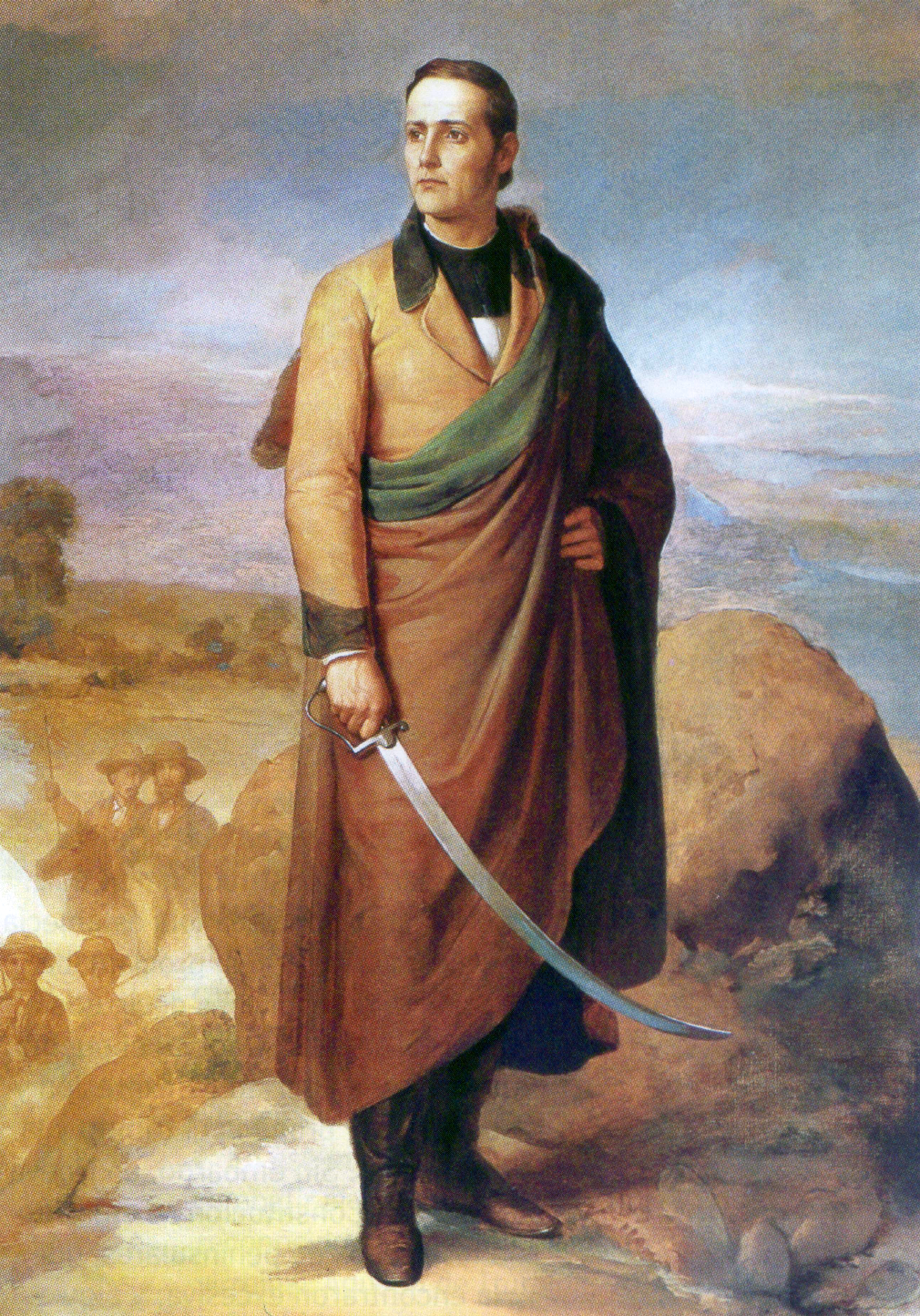
Mariano Matamoros.

En la provincia de México, el insurgente José Francisco Osorno derrotó al teniente José del Toro logrando atacar Tulancingo y burlando a las fuerzas virreinales por los Llanos de Apan. En contraste, Ramón López Rayón y Epitacio Sánchez, después de la derrota de Puruarán, debieron refugiarse en la sierra de Zitácuaro; y Benedicto López tuvo que escapar a Zacapu al ser asediado por el coronel realista José Antonio Andrade. El 25 de junio, el teniente coronel Fernández de Avilés venció a Hermenegildo Galeana en las cercanías de Coyuca (hoy de Benítez). Galeana fue herido de muerte por el soldado Joaquín León y su cabeza fue colocada en una ceiba en la plaza del pueblo.
Las desavenencias entre los insurgentes fueron incrementándose. Ignacio López Rayón, después de ser derrotado en Omealco, en lugar de unirse a Rosáins prefirió dirigirse a Zacatlán para construir cañones con la ayuda del platero Alconedo, pero los hermanos Mier y Terán lo abandonaron en Tecamachalco. A finales de mayo, Rosáins se dirigió a la carretera de Xalapa a Orizaba, en donde José Antonio Martínez se había posicionado para cobrar peaje a las caravanas realistas, debido a que este último era fiel a López Rayón, Rosáins decidió liquidarlo para después designar a Juan Pablo Anaya y Guadalupe Victoria como encargados de la misma zona. El 20 de junio desembarcó en Nautla el general francés Jean Joseph Amable Humbert, quien dijo venir en representación de los Estados Unidos para apoyar a los insurgentes. López Rayón, entusiasmado, informó al Congreso de Anáhuac, pero Rosáins se le adelantó, designando a Anaya la misión de embarcarse junto con el francés hacia Nueva Orleans. En ese lugar se preparó una expedición con la ayuda de José Álvarez de Toledo y Dubois, pero esta nunca se llevó a cabo al ser impedida por órdenes del presidente James Madison. Las disensiones y los enfrentamientos armados entre López Rayón y Rosáins aumentaron por dicho incidente. En Silacayoapan, en un enfrentamiento entre José Herrera —quien era fiel a López Rayón— y Ramón Sesma —que era fiel a Rosáins— fue detenido por Manuel Mier y Terán, quien logró reconciliarlos para hacer frente al coronel realista Melchor Álvarez. Los insurgentes rechazaron con éxito el ataque, tomando las localidades de Teposcolula, Tlaxiaco y Yanhuitlán. Mientras tanto, los miembros del Congreso de Anáhuac fueron forzados a escapar de Uruapan por el realista Pedro Celestino Negrete, para así situarse en Apatzingán.

#### Restauración absolutista en España
Las Cortes españolas sesionaron del 1 de octubre de 1813 al 10 de mayo de 1814. Por diversas razones —como había ocurrido en Nueva España con los diputados—, de los ciento cuarenta y nueve diputados americanos que deberían presentarse, solamente sesenta y cinco estuvieron presentes, de los cuales, cuarenta y dos eran suplentes. Durante ese periodo los invasores franceses fueron desalojados de España. Para enero de 1814, las Cortes y la Regencia se habían trasladado a Madrid. En febrero de 1814, el rey Fernando VII "el Deseado" firmó el Tratado de Valençay, por el cual consiguió recuperar su libertad. Antes de regresar a España, el rey ordenó al duque de San Carlos entrevistarse con la Regencia. Las Cortes le informaron que habían decretado que solo después de que el rey jurase la Constitución se le reconocería como soberano legítimo de España, de esta forma "el Deseado" emprendió su regreso. Pero un grupo de sesenta y nueve diputados del "partido de los serviles" prepararon un documento conocido como el Manifiesto de los persas; entre ellos, se encontraban los novohispanos Antonio Joaquín Pérez, Salvador Sanmartín y José Cayetano Foncerrada. Por medio del manifiesto, los persas solicitaron al rey no aceptar la Constitución. Por añadidura el capitán general de Valencia Francisco Javier de Elío ofreció a Fernando VII el apoyo de su regimiento para abolir las Cortes. Después de meditarlo, "el Deseado" decidió restablecer el absolutismo y el 4 de mayo firmó un decreto por el cual se anulaba la Constitución y las leyes que se habían expedido durante su ausencia: "como si no hubiesen pasado jamás tales actos y se quitasen de en medio del tiempo". El ejército persiguió a los liberales, algunos como Vicente Rocafuerte huyeron a Francia, otros como Agustín Argüelles, Miguel Ramos Arizpe y el general Juan O'Donojú fueron encarcelados. Se estima que la cantidad de prisioneros o exiliados fue de doce mil liberales.
En Ciudad de México, las primeras noticias del regreso de Fernando VII se recibieron el 13 de junio de 1814, pero no fue sino hasta el 7 de agosto cuando se conocieron los pormenores de las determinaciones de "el Deseado". La Inquisición fue reinstalada, fue nombrado Manuel Flores como inquisidor y José Tirado como fiscal. Diez días más tarde, Calleja publicó un bando por el que se prohibía bajo severas penas, contradecir directa o indirectamente los derechos y prerrogativas del trono. Los comerciantes de México y Veracruz que eran amantes de la Constitución recibieron con desagrado las noticias. Los insurgentes, incluyendo a Ignacio López Rayón, a pesar de los reveses que habían sufrido, reafirmaron su resolución de continuar la lucha armada.

#### Constitución de Apatzingán
En contraste, el 15 de junio de 1814 el Congreso de Anáhuac terminó de redactar el Decreto Constitucional para la Libertad de la América Mexicana, conocido como la Constitución de Apatzingán. Fue proclamada el 22 de octubre y estaba dividida en dos títulos: principios o elementos constitucionales y forma de gobierno, la cual se sustentó en tres poderes: Ejecutivo, Legislativo y Judicial. Fueron tres miembros en los que recayó el Poder Ejecutivo: José María Liceaga, José María Cos y José María Morelos. A pesar de que a este último se le había retirado del cargo político en 1813, nuevamente se le confirió el puesto, pero esta vez, para ejercerlo de forma compartida. Sin embargo, el decreto constitucional impedía a los miembros del Ejecutivo mandar tropas y solamente podían ejercer acción militar bajo circunstancias extraordinarias y con el correspondiente permiso del Congreso. De esta forma, el siervo de la nación entró en un período de aletargamiento militar.
Después de la promulgación de la Constitución de Apatzingán, Vicente Guerrero fue designado para emprender nuevamente la campaña en Oaxaca, aunque al principio no fue reconocido por Ramón Sesma que se encontraba en Silacoayoapan y era fiel a Rosáins. El Congreso de Anáhuac envió a Francisco Arróyave para sustituir a este último, pero lejos de obedecer las órdenes, Rosáins lo mandó fusilar bajo el cargo de traición el 21 de diciembre de 1814 en un paraje del cerro Colorado conocido con el mote de la Palma del Terror. Por otra parte, el insurgente Víctor Rosales logró apoderarse de un cuantioso botín en el mineral de Pinos de Zacatecas. A finales de noviembre de 1814, el realista Ciriaco del Llano fue derrotado por Ramón López Rayón y Epitacio Sánchez en Maravatío, pero casi al mismo tiempo Agustín de Iturbide venció y liquidó a Manuel Villalongín en Puruándiro. Con la finalidad de prevenir cualquier desembarque de armas destinado a los insurgentes, la costa de Nautla fue asegurada por el coronel realista Manuel González de la Vega.
En marzo de 1815, Iturbide y Del Llano unieron sus fuerzas para atacar el cerro del Cóporo, el cual estaba resguardado por Ignacio y Ramón López Rayón, el ataque dirigido por los tenientes realistas Vicente Filisola, Juan José Codallos, Pablo Obregón y Ramón de la Madrid fue repelido. Ese mismo mes, el coronel realista Márquez Donayo sorprendió a Rosáins, Sesma, y Mier y Terán en Soltepec. Tras la frustración de la derrota, Rosáins mandó realizar nuevos fusilamientos, pero sus excesos provocaron que sus compañeros desconocieran su mando militar. En julio de 1815, después de una derrota de los insurgentes en Jilotepec, Epitacio Sánchez se acogió al indulto del gobierno virreinal. El 27 de julio, en Jamapa, Rosáins fue perseguido y vencido por los propios insurgentes; una vez capturado se le remitió al Congreso de Anáhuac, pero se logró fugar en las inmediaciones de Chalco y solicitó el indulto realista, el cual le fue concedido por el virrey Calleja en octubre de 1815. En respuesta a las peticiones que realizaron los comerciante de Cádiz a Fernando VII, un contingente de dos mil realistas, al mando del brigadier Fernando Miyares y Mancebo, desembarcó en Veracruz. Entre agosto y septiembre, Miyares comenzó su campaña en contra de Guadalupe Victoria en Puente del Rey así como contra Manuel Mier y Terán en las cumbres de Acultzingo.

#### Captura y muerte de Morelos
Después de su retirada del cerro del Cóporo, Iturbide incursionó sin éxito en Michoacán en busca de los miembros del Congreso de Anáhuac. Al retirarse pasó por Pátzcuaro, en donde aprehendió a Bernardo Abarca y lo mandó fusilar en Tzintzuntzan. Para vengar la muerte de este último, el doctor José María Cos tomó las armas, uniéndose a los grupos insurgentes de Vargas y Carvajal, sin embargo violaba el artículo constitucional que prohibía a los miembros del Ejecutivo realizar estas acciones. El Congreso lo conminó a regresar a su puesto, pero lejos de obedecer, el doctor Cos publicó en Zacapu un manifiesto expresando su inconformidad al respecto de las políticas adoptadas por dicho organismo, entre ellas la de que sus miembros no habían sido elegidos de forma popular y que estos buscaban ayuda militar en el extranjero comprometiendo la religión y la honra nacional. Por otra parte declaró que los congresistas habían maniatado a los jefes militares insurgentes, cuestionando a cada paso sus acciones. En consecuencia el Congreso ordenó a José María Morelos arrestarlo, Cos fue sentenciado a muerte por su desacato, pero sobre la base de sus méritos y a solicitud de José María Izazaga, se le conmutó la pena a prisión perpetua. "Los hombres de leyes y los hombres de armas no llegaron a entenderse. Las divergencias que se dieron entre el poder legislativo y el ejecutivo se acentuaron con el paso del tiempo". En Puruarán, el 14 de julio de 1815, Morelos dirigió una carta al presidente de Estados Unidos, James Madison, solicitándole el reconocimiento de la independencia y el beneplácito para el recibimiento de un embajador enviado por los insurgentes:

«Los desastres que traen consigo las alternativas de la guerra, y que en alguna vez nos ha precipitado nuestra misma inexperiencia, jamás han abatido nuestros ánimos, sino que, sobreponiéndonos constantemente a las adversidades e infortunios, hemos sostenido por cinco años nuestra lucha, convenciéndonos prácticamente de que no hay poder capaz de sojuzgar a un pueblo determinado a salvarse de los horrores de la tiranía…[…]…Nuestro sistema de gobierno, habiendo comenzado, como era natural, por los más informes rudimentos, se ha ido perfeccionando sucesivamente, según que lo han permitido las turbulencias de la guerra y hoy se ve sujeto a una Constitución cimentada en máximas a todas luces liberales y acomodada en cuanto ha sido posible al genio, costumbres y hábitos de nuestros pueblos, no menos que a las circunstancias de la revolución nos ha impuesto. Con el transcurso del tiempo, recibirá modificaciones y mejoras a medida que nos ilustre y nos enseñe la experiencia; pero nunca nos desviaremos una sola línea de los principios esenciales que constituyen la verdadera libertad civil.»
Fragmento de la carta dirigida a James Madison escrita por José María Morelos, 14 de julio de 1815. (Muñoz, 2009, p. 100)

Los miembros del Congreso consideraron que no se encontraban seguros en Michoacán debido al asedio que sufrían constantemente. Adicionalmente esperaban recibir noticias de José Manuel de Herrera, quien había sido enviado a los Estados Unidos como ministro plenipotenciario. Por estas razones decidieron trasladarse a Tehuacán. A manera de previsión política, nombraron un Junta Subalterna de Gobierno para ejercer acción en las provincias occidentales de Texas. El 29 de septiembre de 1815, el Congreso salió de Uruapan. Morelos planeó la protección de la expedición, dispuso que Nicolás Bravo se situara en Huetamo, Vargas en Tenancingo, Guerrero en Temalaca, y designó a José María Lobato como escolta del Congreso. Al enterarse de este traslado, Calleja designó al teniente coronel Manuel de la Concha para interceptar la caravana. El 5 de noviembre en una avanzada, Morelos, Lobato y Bravo enfrentaron a las fuerzas realistas en la Batalla de Temalaca. Los congresistas pudieron evadirse del lugar, pero durante la acción Morelos fue aprehendido por el ex insurgente Matías Carrasco. Nicolás Bravo se puso al frente del resto de la tropa pero los diputados le quitaron el mando militar. Manuel Mier y Terán tomó la decisión de disolver el Congreso bajo los mismos argumentos que había empleado el doctor Cos. Esta decisión solamente fue apoyada con reservas por Francisco Osorno, quien se encontraba en Apan. Nicolás Bravo —enfadado por la determinación— se dirigió a Veracruz, Guadalupe Victoria se trasladó a Ajuchitlán y Vicente Guerrero a Acatlán.
Morelos fue llevado a Ciudad de México. El 27 de noviembre el tribunal de la Inquisición lo declaró "hereje formal negativo, fautor de herejes, perseguidor y perturbador de los santos sacramentos, cismático, lascivo, hipócrita, enemigo irreconciliable del cristianismo, traidor a Dios, al Rey y al Papa". El obispo de Oaxaca, Antonio Bergosa y Jordán, realizó la degradación canónica. Por órdenes del virrey Calleja, el 22 de diciembre de 1815, Morelos fue fusilado en San Cristóbal Ecatepec.

## Tercera etapa: Resistencia, guerra de guerrillas (1815-1820)

Núcleos de la resistencia insurgente entre 1814 y 1821.

Tras la muerte de Morelos, los grupos insurgentes lucharon de manera aislada; aproximadamente veinte mil rebeldes continuaron en pie de lucha. Las fuerzas más disciplinadas de los insurgentes se encontraban distribuidas de la siguiente manera: Manuel Mier y Terán en Tehuacán, Guadalupe Victoria en Puente de Rey, José Francisco Osorno en Zacatlán y los llanos de Apan, cada uno de ellos contaba con dos mil hombres; los hermanos Ignacio y Ramón López Rayón operaban con setecientos hombres en el cerro del Cóporo; en el sur Nicolás Bravo, Julián de Ávila y Pablo Galeana comandaban ochocientos hombres; mientras que Vicente Guerrero en la Sierra Madre del Sur, Ramón Sesma en Silacayoapan y Juan del Carmen en la zona de la Mixteca baja contaban con quinientos; en la Lago de Chapala persistían ochocientos hombres bajo los mandos de José Santana, Encarnación Rosas y del padre Marcos Castellanos; en Michoacán, Manuel Muñiz, Garza y Correa contaban con cuatro mil hombres; el presbítero José Antonio Torres (homónimo del insurgente que había tomado Guadalajara en 1810 y muerto en 1811) tenía reclutados ochocientos hombres en El Bajío; Víctor Rosales operó en Zacatecas con trescientos hombres. Por añadidura comenzaron a destacar Pedro Moreno, que se estableció en el cerro del Sombrero cerca de León, Patricio López en Santa Gertrudis, José Antonio Couto en las Cumbres de Maltrata, el doctor Ignacio Couto en el cerro Palmillas, Melchor Múzquiz en Monte Blanco, José María Villapinto en Boquilla de Piedras, y Pedro Ascencio junto con el cura José Manuel Izquierdo en el Cerro Goleta.

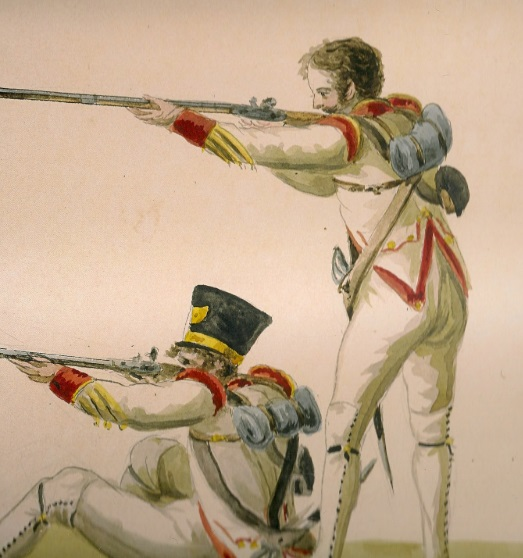
Soldados españoles en 1820. Acuarela de Theubet de Beauchamp del álbum "Trajes y vistas de México"

Durante esta etapa, el caudillo español Francisco Xavier Mina, de ideología liberal, organizó desde los Estados Unidos una expedición con trescientos hombres para apoyar la lucha de los independentistas, pues su objetivo personal era luchar contra el régimen absolutista de Fernando VII. Mina era un navarro que había luchado en su país y puesto en práctica la guerrilla en la región de los Pirineos en contra del absolutismo de la Corona española, huido a Francia y después a Inglaterra, donde conoció a Servando Teresa de Mier. Fue el fraile dominico quien lo entusiasmó respecto de la lucha por la emancipación de la Nueva España. Finalmente viajó a los Estados Unidos, desde donde se había embarcado para combatir del lado de los insurgentes novohispanos, entrando al país por la costa de Tampico.
Mientras los efectivos insurgentes habían disminuido considerablemente, en ese estado de cosas, las fuerzas realistas superaban los cuarenta mil efectivos. En la División de México el propio virrey Félix María Calleja contaba con dos mil seiscientos hombres; el coronel Manuel de la Concha en Apan tenía mil quinientos diez, el coronel Alejandro Álvarez de Güitán en la sección de Huejutla ciento cincuenta y uno; el brigadier Ciriaco del Llano en el Ejército del Sur contaba con seis mil seiscientos noventa y nueve; el mariscal de campo José Dávila en la División de Veracruz tenía seis mil cuatrocientos ochenta y dos; para la defensa de convoyes, el coronel Francisco Hevia contaba con novecientos sesenta y ocho; el coronel Cosme de Urquiola en la Isla del Carmen tenía trescientos treinta y nueve; el coronel José Gabriel de Armijo en la División de Acapulco contaba con dos mil seiscientos cincuenta y un efectivos; en Toluca, el teniente coronel Nicolás Gutiérrez tenía doscientos ochenta y dos; en Ixtlahuaca el coronel Matías Martín y Aguirre, setecientos ochenta y siete; en Tula, el coronel Cristóbal Ordóñez, ochocientos ochenta y ocho; en Querétaro, el brigadier Ignacio García Rebollo, novecientos noventa y uno; el Ejército del Norte comandado por el coronel José Castro, tres mil ochocientos tres; el Ejército de Reserva del mariscal de campo José de la Cruz contaba con tres mil trescientos sesenta y tres; la División de las Provincias Internas de Oriente al mando del brigadier Joaquín Arredondo, tres mil novecientos ochenta y siete; la División de las Provincias Internas de Occidente al mando de mariscal de campo Bonavia, doscientos setenta y nueve; en la Antigua California, el capitán Argüello contaba con ciento nueve y en Nueva California el teniente coronel Pablo Sola tenía tres mil seiscientos cinco hombres. A esta fuerza, se debía agregar un número de realistas indeterminado que se encontraban en pueblos pequeños.

### Junta de Jaujilla
La Junta Subalterna de Gobierno —formada por el general Manuel Muñiz, el abogado Ayala, Dionisio Rojas, José Pagola y Felipe Carvajal— se estableció en Taretan. En febrero de 1816, el general insurgente Juan Pablo Anaya, siguiendo el ejemplo de Mier y Terán, sorprendió a los miembros en la hacienda de Santa Efigenia, reduciéndolos a prisión. Este hecho indignó a los jefes insurgentes que se encontraban en la zona. El comandante José María Vargas arrestó a Anaya y a sus seguidores, pero antes de ser pasados por armas lograron escapar. Vargas formó una nueva Junta Gubernativa en Uruapán, siendo encabezada por él mismo en compañía de Remigio Yarza, Víctor Rosales, el presbítero José Antonio Torres, José María Izazaga, Manuel Amador y José de San Martín.
Juan Pablo Anaya se reunió con Ignacio López Rayón y lo convenció de no reconocer a esta junta. Vargas y San Martín viajaron para negociar con el antiguo presidente de la Junta de Zitácuaro. A pesar de que Rayón nunca reconoció a esta junta, se renombraron a sus integrantes. La Junta de Jaujilla —la cual se conoció con este nombre porque se instaló en el fuerte de Jaujilla, en las ciénagas de Zacapu— quedó conformada con Ignacio Ayala, Mariano Tercero, José Pagola, Mariano Sánchez Arriola, Pedro Villaseñor y José de San Martín, como secretario del Despacho de Guerra fue nombrado Francisco Lojero y como secretario de Hacienda, Antonio Vallejo. Durante esta reorganización el doctor José María Cos recobró su libertad, volvió con López Rayón, pero no permaneció en el Cóporo, optando por acogerse al indulto que Félix María Calleja había ofrecido a todos los rebeldes durante la captura de Morelos. Cos vivió en Pátzcuaro hasta 1819, fecha en la que falleció.

#### Últimas campañas realistas ordenadas por Calleja en 1816
En los llanos de Apan, de febrero a abril de 1816, el coronel realista Manuel de la Concha confrontó a los insurgentes dirigidos por Francisco Osorno. A pesar de la victoria que este último obtuvo sobre su subalterno Juan Rafols el 18 de abril, tres días más tarde el propio De la Concha infligió una fuerte derrota a los rebeldes, quienes fueron perseguidos por Anastasio Bustamante. Osorno pudo escapar pero muchos de sus subalternos se rindieron y se acogieron al indulto, incorporándose a las filas realistas.
En Huauchinango, el insurgente Mariano Guerrero se rindió ante el capitán Francisco de las Piedras, mientras que Alejandro Álvarez de Güitián venció a un pequeño grupo de independentistas que se habían fortificado en Tlaxcalantongo. En Huichapan, el sargento mayor Casasola persiguió a los hermanos Rafael y José Manuel Villagrán —últimos familiares de Julián—. Una vez vencidos, se acogieron al indulto. Manuel Mier y Terán dio órdenes de fortificar el cerro de Santa Gertrudis dejando a cargo a Francisco Miranda, el lugar fue asediado sin éxito por Saturnino Samaniego pues a la defensa del sitio se unió Juan Mier y Terán. En Pénjamo, Agustín de Iturbide logró dispersar a las fuerzas comandadas por el presbítero José Antonio Torres; enseguida, Pedro Monsalve continuó la persecución de los insurgentes llegando hasta Comanja pero en ese lugar fue rechazado por Pedro Moreno. En el sur, el comandante Pío María Ruiz fue obligado a replegarse en Huetamo por Vicente Guerrero.
En julio de 1816, Manuel Mier y Terán realizó una malograda expedición a Coatzacoalcos con la finalidad de ser abastecido de cuatro mil fusiles por el aventurero estadounidense William Davis Morrison. El 1 de septiembre, fue sorprendido en Playa Vicente por el comandante realista Pedro Garrido y aunque Mier y Terán pudo retirarse, Morrison cayó preso y más tarde fue fusilado. En su ruta de retirada, la expedición insurgente fue nuevamente atacada el 10 de septiembre en Tlacotalpan por el comandante Juan Bautista Topete, Mier y Terán logró la victoria logrando escapar a Tehuacán, lugar al que llegó el día 22 del mismo mes. Pocos días antes, Juan Mier y Terán había sido derrotado por el comandante realista Antonio Núñez Castro en Coxcatlán. Los sobrevivientes de este grupo de insurgentes pudieron reunirse con las fuerzas de Patricio López en la Sierra de Oaxaca. Durante el mes de agosto, Manuel de la Concha ordenó a Anastasio Bustamante realizar una campaña de persecución en los Llanos de Apan, la cual fue un éxito, pues obligó a Francisco Osorno a abandonar la zona, restableciendo la seguridad de los caminos para los convoyes realistas. Osorno huyó a Tehuacán para reunirse con las fuerzas de Mier y Terán.

#### Juan Ruiz de Apodaca es nombrado virrey de Nueva España
En los primeros días de septiembre, el teniente general Juan Ruiz de Apodaca desembarcó en Veracruz para sustituir a Félix María Calleja como virrey de Nueva España. Su caravana fue atacada en Perote por el insurgente Antonio Vázquez Aldana, pero gracias a la intervención oportuna del coronel Márquez Donayo, Apodaca logró llegar a Ciudad de México el día 20 de septiembre. Un mes más tarde, Calleja se dirigió a Veracruz escoltado por Márquez Donayo. A su regreso a España, Fernando VII le otorgó el título de Conde de Calderón como premio a su desempeño. Años más tarde, sería nombrado jefe de un ejército destinado a la reconquista de Nueva España, pero el propósito de ese ejército nunca se llevó a cabo. Vivió sus últimos años como capitán general en Valencia. La política del nuevo virrey Apodaca fue más indulgente, prohibió el fusilamiento de prisioneros insurgentes con el objeto de lograr la pacificación por medios más humanitarios y promovió aún más los indultos.
El 7 de noviembre se lograron aún tres victorias realistas: José Morán pudo dispersar un avance de las fuerzas insurgentes comandadas por Francisco Osorno, y Mier y Terán en las inmediaciones de San Andrés Chalchicomula, varios subalternos se acogieron al indulto. Cerca de Actalán, Vicente Guerrero sufrió una derrota en contra de Saturnino Samaniego durante la Batalla de Cañada de Los Naranjos. Melchor Múzquiz fue vencido y capturado en Monte Blanco por el coronel Márquez Donayo. Hacia finales del mismo mes, Carlos María Llorente realizó una campaña en Túxpam y Huauchinango, extinguiendo las aduanas que había establecido Guadalupe Victoria; en este regimiento realista comenzó a destacar Antonio López de Santa Anna. Desde La Antigua, el teniente coronel José Rincón incursionó a Boquilla de Piedras, capturando el pequeño puerto que era un punto de comunicación para acopio de armas de los independentistas. Durante la defensa del lugar murió el insurgente José María Villapinto.

#### Capitulaciones e indultos
A finales del noviembre de 1816, José María Vargas —quien había formado la Junta Gubernativa de Uruapan— se acogió al indulto, entregando el fuerte de Carrizalillo al teniente coronel Luis Quintar. Pocos días después Fermín Urtiz hizo lo mismo con la fortificación de San Miguel Curistarán. En diciembre, Antonio Linares sostuvo escaramuzas con Ignacio López Rayón y Juan Pablo Anaya en Pátzcuaro; cuatro meses antes, la isla de Janitzio había sido ocupada por un destacamento realista al mando de Agustín Aguirre. El 7 del mismo mes, las fuerzas insurgentes de Rafael López Rayón fueron destrozadas en Tancítaro por Pedro Celestino Negrete.
Durante cuatro años, un grupo de insurgentes —bajo los mandos de José Santana, Encarnación Rosas y del cura Marcos Castellanos— resistieron en la isla de Mezcala del Lago de Chapala el constante asedio ordenado por José de la Cruz. Desde 1812, varios realistas como Pedro C. Negrete, Rosendo Porlier, Ángel Linares, José Navarro, José Antonio Serrato, José María Narváez, Manuel Pastor o Marcelino Croquer fracasaron en el intento de tomar este reducto. Los rebeldes incursionaban furtivamente durante las noches hacia las costas del lago, obteniendo víveres y armamento —el cual era enviado por José María Vargas—, llegando a atacar poblaciones como Ocotlán. Durante sus correrías secuestraron la falúa Fernando en su trono, convirtiéndose este suceso en una afrenta para los sitiadores. Cuando la balanza de los triunfos comenzó a inclinarse a favor de los realistas, De la Cruz mandó talar las costas del lago y dispuso ocho mil hombres para fortalecer el bloqueo a la isla. Fue hasta el 25 de noviembre de 1816 que se negoció la capitulación e indulto. No se sabe de la suerte de Encarnación Rosas, aunque probablemente murió durante algún asalto; a José Santana se le designó la gobernación de la misma isla y murió en 1852; el cura Marcos Castellanos regresó a Ajijic, en donde murió en 1826. Al momento de la capitulación las fuerzas insurgentes contaban con ochocientos hombres y diecisiete cañones.
Matías Martín de Aguirre y Pío María Ruiz incrementaron la campaña contra el cerro del Cóporo, ordenando quemar todas las sementeras a la redonda, al igual que los pueblos de Púcuaro, Santa Catarina Ocurio y Encarnación. Sin recibir auxilio alguno durante dos meses, Ramón López Rayón convocó a una junta con sus subalternos. Después de discutirlo presentaron su capitulación y aceptación al indulto el 2 de enero de 1817. Cinco días más tarde los realistas tomaron posesión del lugar en donde encontraron treinta piezas de artillería, trescientos cincuenta soldados y más de mil civiles que se habían refugiado bajo el amparo de los insurgentes.
Una triple ofensiva realista —organizada desde Teotitlán por el coronel Manuel de Obeso, desde la Mixteca por los comandantes Félix de la Madrid y Saturnino Samaniego, así como desde Puebla por el coronel Francisco Hevia— se dirigió hacia Tepexi de la Seda, Tehuacán y Cerro Colorado para atacar a los hermanos Juan y Joaquín Mier y Terán, así como a Francisco Osorno. Después de diecinueve días de combate en diversos frentes, el 21 de enero de 1817 Manuel Mier y Terán capituló y se acogió al indulto ante el capitán Bracho. De igual forma Francisco Osorno se rindió ante el mayor Juan Ráfols el 11 de febrero en San Andrés Chalchicomula. Casi al mismo tiempo el insurgente Manuel Pérez fue hecho prisionero al abandonar el fuerte de Santa Gertrudis, Ramón Sesma capituló el fuerte de San Esteban y el brigadier realista Melchor Álvarez venció a los insurgentes Miguel Martínez y José María Sánchez en Silacoayapan. El 8 de marzo, Carlos María de Bustamante se indultó en Veracruz y fue sometido a prisión en San Juan de Ulúa durante algún tiempo. Entre el 4 y 10 de marzo el coronel Ordóñez tomó en Guanajuato la meseta conocida como Mesa de los Caballos, la cual era defendida por el cura Carmona y Encarnación Ortiz. El 20 de mayo, en el rancho de la Campana, cerca de Tacámbaro, fuerzas realistas de Miguel Barragán sorprendieron a un grupo insurgente; durante este combate murió Víctor Rosales, irónicamente la operación fue guiada por el exinsurgente y vocal de la Junta de Jaujilla, Manuel Muñiz, quien se había indultado pocos días antes.
Por otra parte, Vicente Guerrero fue sitiado por las fuerzas de Gabriel Armijo en Xonacatlán durante treinta días, pudo romper el sitio, pero durante la acción murió Juan del Carmen. Guerrero se marchó a Veracruz para conseguir armas con Guadalupe Victoria, quien había sido forzado a dejar Nautla y retroceder a Misantla. El presbítero José Antonio Torres pudo fortalecerse en el cerro de San Gregorio cerca de Pénjamo realizando sus operaciones militares coordinadas con Pedro Moreno que se resguardó en el cerro del Sombrero en la serranía de Comanja. El 9 de febrero, Ignacio López Rayón —quien no había reconocido la autoridad de la Junta de Jaujilla— fue arrestado por Nicolás Bravo, el antiguo presidente de la Junta de Zitácuaro fue trasladado a Patambo. Esta era la situación en Nueva España al final del primer tercio de 1817.

### Expedición de Francisco Xavier Mina

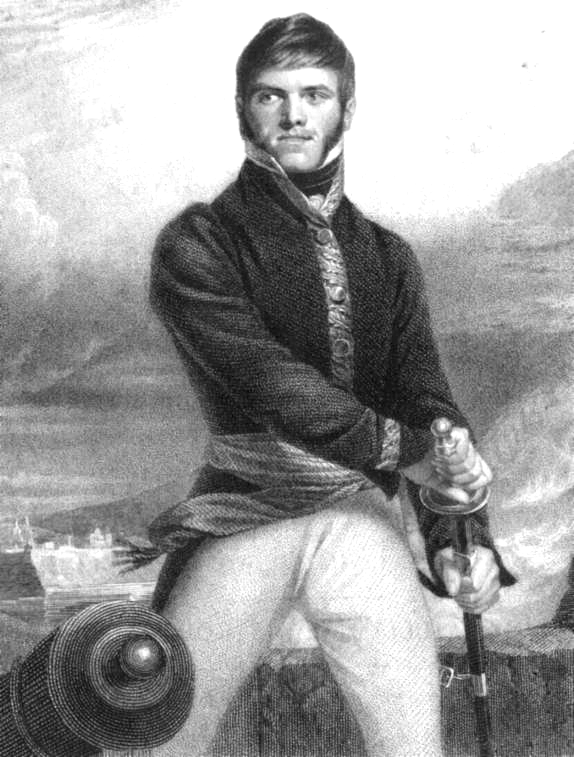
Francisco Xavier Mina.

Francisco Xavier Mina era un estudiante de jurisprudencia en Zaragoza durante la Invasión francesa a España. Empuñó las armas como voluntario de los ejércitos de la derecha y centro en su lugar de nacimiento. Luchando contra los invasores fue hecho prisionero y trasladado a Francia en 1810. Al regresar a su patria, en 1814, quedó consternado con la determinación de Fernando VII de abolir la Constitución gaditana y de las órdenes de aprehensión que se habían girado en contra de los políticos y pensadores de ideología liberal. Manuel de Lardizábal y Uribe le ofreció un puesto de mando en Nueva España para luchar contra los insurgentes, pero lo rechazó indignado pensando que la causa de los americanos era la misma que la de los españoles europeos. Se unió a su tío Francisco Espoz y Mina para luchar a favor de la restauración de la Constitución, pero al fracasar tuvo que exiliarse en Londres, huyendo por Francia. En 1815 fue convencido por Servando Teresa de Mier de luchar contra el absolutismo, apoyando la independencia de las colonias americanas. De esta forma, zarpó el 15 de mayo de 1816 del puerto de Liverpool en compañía de oficiales españoles, italianos e ingleses. Antes de llegar a Nueva España, la expedición buscó recursos en Nueva Orleans, Galveston, Saint Thomas y Haití. En los buques Cleopatra, Neptuno y Congreso mexicano, desembarcó en Soto la Marina el 15 de abril de 1817. Construyó una guarnición en el mismo lugar, estableció una imprenta y publicó un manifiesto que explicaba los motivos de su expedición.

«Sólo el rey, los empleados y los monopolistas son los que se aprovechan de la sujeción de América en perjuicio de los americanos. Ellos, pues, son los únicos enemigos y los que quisieran eternizar el pupilaje en que los tienen, a fin de elevar su fortuna y la de sus descendientes sobre las ruinas de este infeliz pueblo…[…]…Permitidme, mexicanos, participar de vuestras gloriosas tareas, aceptad los servicios que os ofrezco en favor de vuestra sublime empresa y contadme entre vuestros compatriotas. ¡Ojalá acierte yo a merecer este título haciendo que vuestra libertad se enseñoree, o sacrificándole mi propia existencia! Entonces, en recompensa, decid a vuestros hijos: "Esta tierra fue dos veces inundada en sangre por españoles serviles, vasallos abyectos de un rey; pero hubo también españoles liberales y patriotas que sacrificaron su reposo y su vida por nuestro bien"».
Proclama del 25 de abril de 1817 de Francisco Xavier Mina en Soto la Marina.

#### Campaña militar de Mina
Cien soldados realistas se unieron a las filas del Ejército Auxiliador de la República Mexicana, pero la noticia del desembarco —el cual ya se esperaba— llegó a la capital. De inmediato, los ejércitos realistas se pusieron en marcha para confrontar a los recién llegados. Al mismo tiempo, desde Veracruz, zarparon la fragata Sabina y las goletas Belona y Prosperina al mando del comandante Francisco de Berenger. Los barcos de la expedición de Mina se encontraban abandonados, no obstante lo cual fueron incendiados y destruidos por órdenes de Berenger.
Mina por su parte dejó cien hombres —entre ellos a Servando Teresa de Mier y al mando del mayor José Sardá— para proteger la plaza y se internó tierra adentro con trescientos ocho hombres para unirse con los ejércitos insurgentes el 24 de mayo de 1817. Sostuvo el primer combate contra fuerzas realistas, dirigidas por el capitán Villaseñor, en la Batalla del Valle de Maíz el 8 de junio. Siete días más tarde pudo repeler el ataque de una fuerza superior dirigida por Benito Armiñán en la Batalla de Peotillos. El 23 de junio, llegó al fuerte del Sombrero para reunirse con Pedro Moreno. Mientras tanto, el brigadier Joaquín de Arredondo forzó a la pequeña guarnición insurgente a capitular durante el Sitio de Soto la Marina el 15 de junio. Sardá y los soldados fueron encarcelados en San Juan de Ulúa para después ser exiliados a España. Teresa de Mier fue trasladado a la Fortaleza de San Carlos de Perote y después a las cárceles de la Inquisición, lugar en donde estuvo preso hasta 1820.
El 28 de junio, sumando poco más de quinientos hombres, las fuerzas combinadas de Mina y Moreno lograron derrotar al capitán Cristóbal Ordóñez en la Batalla de Los Arrastraderos, pero fueron sitiados en el Fuerte del Sombrero por el mariscal de campo Pascual Liñán desde el 1 al 20 de agosto. Durante el sitio, Mina pudo salir para buscar pertrechos y el presbítero José Antonio Torres intentó auxiliarlos con una fuerza de cien hombres, pero fue repelido en Silao por el mayor Juan Ráfols. Pedro Moreno y Juan Davis Bradburn lograron escapar, siendo perseguidos por Anastasio Bustamante. Las bajas de los insurgentes sumaron más de cuatrocientos cincuenta efectivos.
Mina organizó a un pequeño grupo de hombres en el Fuerte de Los Remedios y salió de ahí para continuar su campaña por El Bajío. El 3 de septiembre, realizó la toma de la hacienda del Bizcocho en San Diego de la Unión; después se dirigió a San Luis de la Paz y Valle de Santiago para seguir aumentando el número su ejército. Fue perseguido nuevamente por Anastasio Bustamante, a quien tuvo que confrontar en la hacienda de La Caja. Mientras tanto, Pascual Liñán, con una fuerza de seis mil hombres, comenzó el sitio del Fuerte de Los Remedios, el cual fue defendido por José Antonio Torres al mando de mil quinientos hombres. Mina solicitó ayuda a la Junta de Jaujilla y presentó un plan para ayudar a escapar a los hombres de Torres que se encontraban sitiados; la estratagema consistía en atacar la ciudad de Guanajuato para así distraer la atención del ejército de Liñán. Sin embargo, el 27 de octubre, los hombres de Mina fueron atacados por el regimiento del teniente coronel José María Nova en la hacienda del Venadito. Durante el combate murió Pedro Moreno, Mina fue capturado y puesto a disposición del coronel Orratia. Por órdenes de Pascual Liñán, el 11 de noviembre de 1817, Xavier Mina fue fusilado en el cerro del Bellaco a la vista de los defensores del Fuerte de Los Remedios. Por esta victoria realista, el virrey Apodaca recibió el título de Conde de Venadito.
Los insurgentes resistieron el sitio durante cuatro meses. El 1 de enero de 1818 intentaron la fuga pero fueron sorprendidos y derrotados, muriendo el capitán Crocker, el doctor Hennessey, el guerrillero Cruz Arroyo, Manuel Muñiz —quien había abandonado su indulto para unirse a la campaña de Mina— y el coronel Diego Novoa. El presbítero José Antonio Torres logró escapar. Por el bando de los vencedores, Pascual Liñán recibió la Orden de Isabel la Católica, Anastasio Bustamante fue promovido a coronel, Miguel Béistegui a teniente coronel y Pedro Celestino Negrete a mariscal de campo.

#### Situación en otras áreas durante 1817
Los jefes insurgentes siguieron operando de forma independiente. En Orizaba, Ignacio Couto fue rechazado por el coronel José Ruiz durante los primeros meses de 1817, su grupo de setenta y cinco hombres fue obligado a replegarse a Palmillas en donde fue sitiado durante todo el mes de julio por el coronel Santa Marina. Los insurgentes intentaron escapar pero fueron capturados y fusilados en Huatusco y Orizaba. Couto fue llevado a Puebla para ser ejecutado, pero logró evadir la prisión con la ayuda José Manuel de Herrera; sin embargo, no regresó a las armas debido a que a él, y a su hermano José Antonio, se les concedió el indulto meses más tarde. Adicionalmente, las guerrillas de Nautla, comandadas por Serafín Olarte, fueron derrotadas por completo por Carlos María Llorente. Al caer estas posiciones, Guadalupe Victoria, en lugar de indultarse, prefirió refugiarse en la zona de Jamapa y no volvió a aparecer en escena hasta 1821. Durante mayo y junio, Benedicto López pudo rechazar en Maravatío los asedios del mayor Pío María Ruiz, mientras que Nicolás Bravo reconstruyó la fortaleza del cerro del Cóporo logrando derrotar el 1 de septiembre al coronel Ignacio Mora en la Batalla del Cerro de Cóporo. La fortaleza fue sitiada en noviembre por el comandante Márquez Donayo; Bendicto López intentó romper la línea sitiadora para llevar alimentos y pertrechos, pero el 29 de noviembre fue liquidado por los realistas. Ramón López Rayón, que ya se encontraba indultado, indicó a Márquez Donayo los sitios vulnerables de la fortificación, de tal suerte que el lugar fue tomado el 1 de diciembre, aunque Bravo logró escapar.
Vicente Guerrero se fortaleció en Poliutla y Ajuchitlán, logrando rechazar los ataques de Gabriel de Armijo. En la costa del Pacífico los insurgentes Isidoro Montes de Oca y Francisco Mongoy hicieron lo mismo con las fuerzas realistas comandadas por José Joaquín de Herrera y José Aguilera. En cambio, el 17 de octubre, el padre José Manuel Izquierdo y Pablo Ocampo sucumbieron ante los ataques de los coroneles Marrón y Manuel Gómez Pedraza en Alahuistlán; solamente Ocampo logró escapar. El 10 de diciembre, en las cercanías de Huetamo, un grupo de realistas dirigidos por el ex insurgente José Antonio de la Cueva y por el cura José Felipe Salazar se disfrazaron de insurgentes para así capturar a José Sixto Verduzco, y al día siguiente a Ignacio López Rayón. Nicolás Bravo intentó realizar el rescate, pero de igual forma fue capturado por los hombres de Gabriel de Armijo el 22 de diciembre en el rancho de los Dolores en la Sierra Sur.

### Resistencia de Guerrero

Actividad militar de Vicente Guerrero (1812-1817).

Vicente Guerrero se unió a las tropas de José María Morelos en El Veladero desde 1811. Por ende estuvo supeditado a la Junta de Zitácuaro y al Congreso de Chilpancingo, juró la Constitución de Apatizingán, reconoció la autoridad de la Junta de Jaujilla y las que posteriormente se formaron en la ranchería de Zárate y en la hacienda de las Balsas, reconociendo de esta forma la legalidad y continuidad insurgente. Hasta 1814 su papel fue secundario, pero después de las derrotas de Valladolid y Puruarán fue comisionado por Morelos para mantener la revolución en el sur, área cuya geografía conocía muy bien por sus actividades como arriero y comerciante anteriores al estallido de la lucha armada.
En 1816, rechazó el indulto ofrecido por el virrey Apodaca y prefirió mantenerse en pie de lucha. Participó en un sinnúmero de acciones militares, a veces favorables y a veces desfavorables, las cuales tuvieron lugar en La Mixteca, en la Costa Chica, en la Costa Grande, a lo largo de la zona del río Mezcala y en Tierra Caliente. Sus perseguidores más importantes fueron los comandantes realistas Félix de la Madrid y Gabriel de Armijo.

#### Sitio al Fuerte de Jaujilla

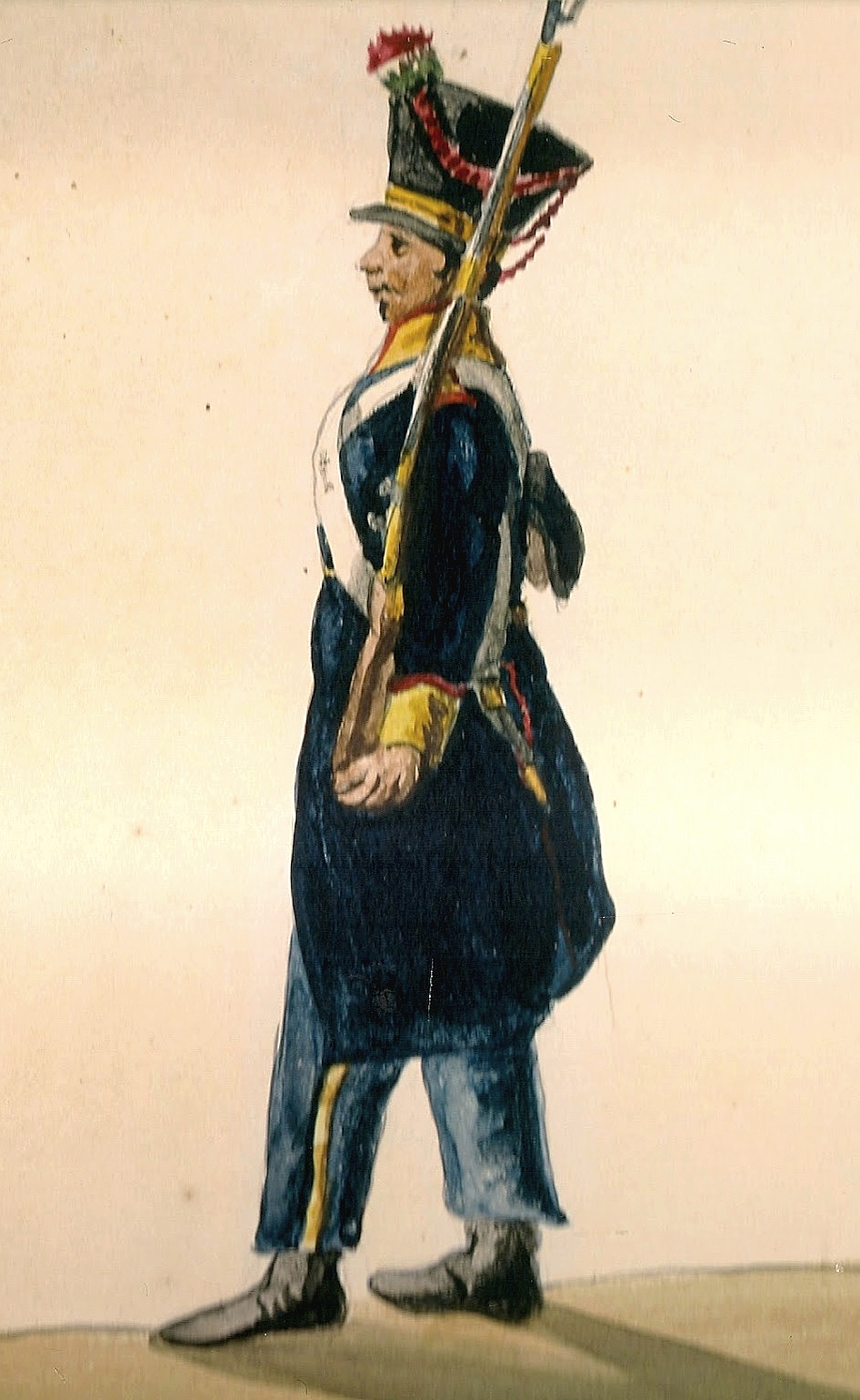
Soldado de la división del general Guerrero

Desde el 15 de diciembre de 1817, el coronel Matías Martín de Aguirre y el coronel José Barradas iniciaron con una fuerza de mil hombres el sitio al Fuerte de Jaujilla, donde la defensa estuvo a cargo del coronel insurgente Antonio López de Lara y de los capitanes Christie y Devers. Los vocales de la Junta de Jaujilla, Antonio Cumplido, Ignacio Ayala, el canónigo José de San Martín, así como los secretarios Francisco Lojero y Antonio Vallejo, huyeron del sitio para establecerse en la ranchería de Zárate en el partido de Turicato, aunque Ayala prefirió dimitir y su lugar fue ocupado por Pedro Villaseñor. El 3 de febrero, el presbítero José Antonio Torres levantó una fuerza de trescientos hombres en Pénjamo para ayudar a romper el sitio, pero su ataque fue rechazado. Por la intercepción de un correo, los miembros de la Junta de Zárate fueron sorprendidos el 18 de febrero pero lograron huir, con excepción de José de San Martín, quien fue aprehendido y encarcelado por tres años. Finalmente, después de casi tres meses de sitio, los insurgentes del Fuerte de Jaujilla capitularon el 6 de marzo de 1818.
Los miembros de la Junta de Gobierno se reorganizaron en la ranchería de Zárate en Huetamo; esta vez fue conformada por José Pagola, Mariano Sánchez Arriola y Pedro Villaseñor, decidiéndose relevar del mando al presbítero José Antonio Torres debido a que por causas desconocidas había pasado por armas a su segundo, Lucas Flores, y a Remigio Yarza, quien fuera firmante de la Constitución de Apatzingán. En su lugar fue nombrado el coronel Juan Arago, militar que había llegado en la expedición de Xavier Mina. Torres se negó a reconocer la autoridad de la Junta de Zárate, prefiriendo unirse a los coroneles Encarnación y Francisco Ortiz, con quienes logró reunir mil quinientos hombres, pero fueron derrotados por el coronel realista Anastasio Bustamante el 28 de abril de 1818. Tras la derrota, Torres se unió con Miguel Borja y con un pequeño grupo de trescientos hombres reconoció como única autoridad a Ignacio Ayala, pero su fuerza fue perseguida y dispersada por el coronel Márquez Donayo. Torres fue abandonado por la mayor parte de sus seguidores y finalmente murió durante una riña con un subalterno. Entretanto, la Junta de Gobierno fue nuevamente sorprendida el 10 de junio, siendo capturados y fusilados por el capitán realista Tomás Díaz, José Pagola y el secretario José Bermeo. Sánchez Arriola y Villaseñor huyeron a la hacienda de las Balsas, en donde se establecieron bajo la protección de Vicente Guerrero. Mariano Ruiz de Castañeda fue nombrado vocal de la nueva Junta.

#### Vicente Guerrero como general en jefe de las tropas del sur

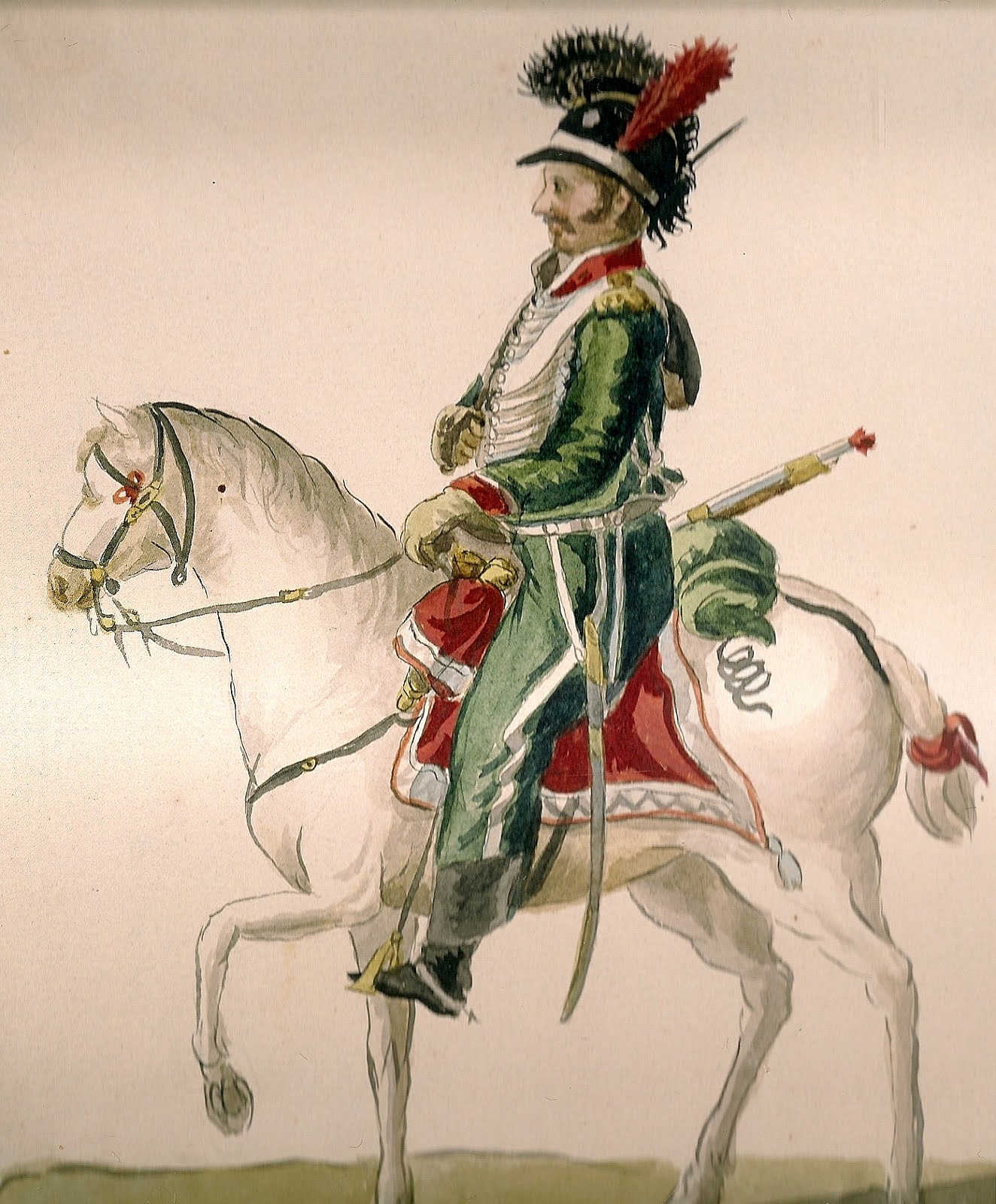
Dragón de la escolta del General Guerrero

Constituida la nueva Junta del Balsas, la cual se hizo llamar Superior Gobierno Republicano, se ratificó el nombramiento de Vicente Guerrero como general en jefe del Ejército del Sur. Con esta investidura, el caudillo se dedicó a reclutar nuevas fuerzas y reorganizar a las existentes para construir un fuerte en el cerro de Santiago, al que se llamó Fuerte de Barrabás. El 1 de abril de 1818, debido a una traición, Guerrero fue atacado por Gabriel de Armijo en el campamento de San Gregorio. El general insurgente fue perseguido hasta Zacatula, en donde los capitanes Isidoro Montes de Oca, Pablo Galeana y Pedro Mongoy, al mando de trescientos hombres, confrontaron a los realistas. El combate se mantuvo durante varios días y sin ninguna victoria definida, Armijo se trasladó a Teloloapan y los insurgentes hacia Coahuayutla.
El 15 de septiembre de 1818, Armijo realizó una nueva ofensiva pero fue derrotado en la Batalla de El Tamo. Con esta victoria y las armas capturadas, Guerrero incrementó su fuerza de ochocientos a mil ochocientos hombres. Quince días más tarde, cerca de Zirándaro, se desarrolló la Batalla de Cerro de Barrabás y nuevamente la victoria fue para los insurgentes, quienes lograron capturar cuatrocientos fusiles más. Con un mayor ejército, Guerrero emprendió la reconquista de Tierra Caliente, fortificándose en Huetamo, Cutzamala, Tlachapa, y la hacienda de Cuauhlotitlán, en donde también provocó fuertes bajas a los realistas. Durante estas campañas comenzó a destacar el insurgente Pedro Ascencio Alquisiras.

#### Capitulaciones insurgentes durante 1818
En Nueva Galicia, el insurgente Gordiano Guzmán —quien se había unido a la causa desde 1811 en Sayula— realizó una serie de ataques en las áreas de Tecalitlán y Tuxpan, pero fue abatido a mediados de noviembre por el coronel Rafael Cevallos en un punto conocido como Piedras de Lumbre. En la misma provincia, la Junta de Balsas nombró al coronel Santiago González como comandante militar de la zona oriental, quien fue perseguido por el teniente coronel Hermenegildo Revuelta, quien logró hacerlo huir a Silao en el mes de septiembre. Durante el curso de 1818, otros jefes insurgentes se indultaron, entre ellos Vicente Vargas y el padre Melgarejo en Toluca, Inclán en Xochimilco e incluso Rafael Villagrán —quien había vuelto a tomar las armas durante el tiempo de la expedición de Xavier Mina— en Huichapan. En el área de Veracruz —a pesar de que Guadalupe Victoria se encontraba refugiado— existieron algunos levantamientos por parte de los indígenas de Coxquihui, quienes atacaron Xalapa, y de algunos otros grupos insurgentes que atacaron La Antigua. Para contrarrestar estos brotes, Apodaca ordenó a Ciriaco del Llano y al coronel José Barradas realizar campañas militares para reducir las fortificaciones de la zona.

#### Campañas realistas durante 1819
En enero de 1819 el virrey Apodaca destituyó del mando de la provincia de Veracruz al mariscal de campo José Dávila, nombrando en su lugar a Pascual de Liñán. Durante el mismo mes, en la zona de Jamapa, varios oficiales insurgentes se acogieron al indulto. El 2 de febrero, Liñán otorgó la libertad a Carlos María de Bustamante. En Nueva Galicia, Hermenegildo Revuelta continuó persiguiendo a los pequeños grupos independentistas que quedaban en la zona. Durante el mes de marzo, en la cañadas de Huango, Vicente Lara, con una fuerza de mil quinientos hombres, logró vencer a un grupo de cien insurgentes que eran dirigidos por el coronel Juan Davis Bradburn. Este pudo escapar para unirse a Vicente Guerrero. Poco después de esta derrota se indultaron Mariano Tercero —quien a la sazón era vocal de la Junta Gubernativa— y Juan Pablo Anaya. En el mes de julio lo mismo hicieron Juan Arago y Pablo Erdozaín. En El Bajío, el regimiento de Anastasio Bustamante logró la captura del guerrillero Andrés Delgado "el Giro", quien murió en manos del alférez Castillo el 3 de julio en las cercanías de Santa Cruz; su cabeza fue exhibida en Salamanca. En la Sierra Gorda aún continuaban resistiendo al regimiento del realista Casanova un pequeño grupo de insurgentes bajo los mandos del coronel Miguel Borja y del doctor José Antonio Magos. El virrey Apodaca envió para reducir a este grupo al brigadier Melchor Álvarez, quien se hizo acompañar de algunos ex insurgentes que conocían la zona y que previamente se habían indultado. De esta forma, durante el mes de junio fue capturado y fusilado el guerrillero Guadalupe González en el llano de Montenegro; casi de inmediato el doctor Magos solicitó el indulto. Borja resistió hasta el 28 de diciembre, fue vencido en San Miguel el Grande y se le llevó a Querétaro, lugar en donde se le otorgó el indulto.
Vicente Guerrero llevó la guerra con Gabriel de Armijo hasta Chilapa, pero durante sus combates, la Junta fue sorprendida en las Balsas y en consecuencia Mariano Sánchez Arriola fue capturado y fusilado. Así fue como desapareció el único centro directivo de la revolución. Pedro Ascencio se fortaleció en Tlatlaya, mientras que Guerrero hizo lo propio en Coahuayutla. A mediados de junio se integró a las fuerzas realistas de la zona el teniente coronel José Antonio de Echávarri, quien logró capturar el Fuerte de Barrabás. Nuevas ofensivas de los realistas Pío María Ruiz y Barragán forzaron a Guerrero a cruzar el río Balsas hacia Michoacán, siendo vencido el 5 de noviembre en la Batalla de Agua Zarca. Tras la derrota, el caudillo insurgente cruzó nuevamente el río, pero esta vez, en dirección hacia la Sierra Sur.

## Cuarta etapa: Consumación (1820-1821)
Se estima que habían muerto más de un millón de personas en Nueva España después de más de diez años de lucha. Es decir, una sexta parte de la población de la Nueva España había sido aniquilada durante la guerra. Los gastos de guerra, por otro lado, tanto en España como en América, llevaron al reino a la bancarrota. Las minas, muchas de ellas abandonadas, redujeron su producción a una tercera parte de los niveles que se tenían antes de 1810. La producción de las haciendas, de igual forma, fue mermada por falta de mano de obra. Como efecto secundario, la Iglesia dejó de recibir los diezmos habituales. La metrópoli española siguió imponiendo restricciones económicas y solicitando el envío de recursos para coadyuvar a su propia crisis. Los miembros del ejército virreinal estaban descontentos por los bajos sueldos y porque existía una abierta preferencia hacia las tropas expedicionarias que habían llegado de España desde 1812.
En España, la revolución iniciada por Rafael de Riego dio inicio al Trienio Liberal y de esta forma se restauró la vigencia de la Constitución de Cádiz. Fueron impuestas medidas anticlericales para restar poder a la Iglesia, entre ellas la expulsión de los jesuitas, la abolición de diezmo y de la Inquisición. Cuando la élite de Nueva España vio afectados sus intereses intentó rechazar la forma de gobierno liberal. Una serie de reuniones, encabezadas por el canónigo Matías de Monteagudo, tuvieron lugar en el oratorio de San Felipe Neri y fueron conocidas bajo el nombre de Conspiración de la Profesa. Sus miembros vieron en Agustín de Iturbide al jefe militar capaz de dar un giro a la lucha de Independencia, la cual en lugar de tener el matiz popular que habían abanderado Hidalgo y Morelos, se convirtió en un proyecto de la oligarquía novohispana que deseaba devolver a Fernando VII su poder absoluto.

### Campañas contra los insurgentes en 1820
Para principios de 1820, aún continuaron existiendo focos de insurrección latentes en diversos puntos de Nueva España. En Nueva Galicia, Guanajuato y Michoacán persistieron los ataques de Gordiano Guzmán, Francisco y Encarnación Ortiz, y de los hermanos Bedoya. En el sur, Pedro Ascencio continuó siendo perseguido sin éxito por Juan Rafols, quien después de ser derrotado recibió refuerzos de las tropas de Toluca, Querétaro y Celaya. De cualquier forma, Ascencio, con ayuda del presbítero José Manuel Izquierdo, logró nuevas victorias en abril y mayo, siendo la más significativa la que tuvo lugar en Cerromel. Manuel de la Concha aprehendió a Nicolás Izquierdo —padre del insurgente—, el realista amenazó a José Manuel con la vida de su padre si no se sometía al indulto y ante la negativa giró la orden de fusilamiento. Por su parte, Vicente Guerrero, con la ayuda de José María Lobato, continuó atacando a las tropas de Gabriel de Armijo, impidiendo que este pudiese plantear una verdadera ofensiva. Durante la época de lluvia las tropas insurgentes de Ascencio y Guerrero atacaron simultáneamente al capitán realista, quien prefirió renunciar a su puesto en el mes de noviembre.

#### La Constitución española restaurada
En España, el 1 de enero de 1820, el general español Rafael de Riego junto con otros liberales convencieron a los soldados de la localidad Las Cabezas de San Juan para que se rebelaran y restauraran la Constitución de Cádiz. La revolución se expandió en la Península ibérica.
Se trata de la rebelión de los 22.000 soldados de la gran expedición a Ultramar que se había concentrado en Cádiz y que abandonaron la misión de embarcar para reprimir a los insurgentes americanos, desautorizando a su jefe Félix María Calleja del Rey. Como resultado el rey Fernando VII se vio obligado a jurar la Carta Magna el 10 de marzo:

«He oído vuestros votos, y cual tierno padre he condescendido a lo que mis hijos reputan conducente a su felicidad. He jurado la Constitución por la cual suspirabais, y seré siempre su más firme apoyo. Ya he tomado las medidas oportunas para la pronta convocación de las Cortes…[…]…Marcharemos francamente, y yo el primero, por la senda constitucional.»
Fernando VII de España, 10 de marzo de 1820.Zárate (1880, p. 646)

El rey nombró una Junta Provisional Consultiva y los políticos y pensadores liberales fueron excarcelados. Se programaron elecciones a las nuevas Cortes, las cuales iniciarían sus sesiones en el mes de julio. Se enviaron instrucciones a los virreinatos y capitanías para que se publicara el decreto real por el cual se restauraba la Constitución. Con conocimiento de la demora que llevarían las elecciones en las colonias, la Junta Provisional escogió treinta suplentes para representar al Nuevo Mundo. Los diputados americanos, muchos de ellos recién liberados, protestaron la decisión exigiendo una mayor número de representantes, amenazando además, de no participar en la elección de suplentes. La Junta no accedió a la petición y fue Miguel Ramos Arizpe quien los convenció de que era mejor opción tener pocos diputados que ninguno. Los primeros diputados de Nueva España fueron el propio Miguel Ramos Arizpe, José Mariano Michelena, José María Couto, Manuel Cortázar, Francisco Fagoaga, José María Montoya y Juan de Dios Cañedo. Cuando las Cortes se reunieron, nuevamente se formuló la "cuestión americana", que demandaba mayor representación, libre comercio y abolición de monopolios; adicionalmente, se insistió en establecer un mayor número de diputaciones provinciales.

#### La conspiración de La Profesa
Las primeras noticias del triunfo de la revolución liberal llegaron al puerto de Veracruz el 26 de abril de 1820. Los criollos de ideología liberal recibieron estas noticias con entusiasmo, al igual que los miembros del Consulado de Veracruz, quienes deseaban volver a instalar el libre comercio en la Nueva España. Tres días después se recibió la noticia en la Ciudad de México, pero los españoles de ideas absolutistas, conformados por la clase aristócrata y el alto clero, reaccionaron de distinta manera. El canónigo Matías de Monteagudo lideró una serie de reuniones secretas conocidas con el nombre de Conspiración de La Profesa. A ellas asistieron el regente de la Real Audiencia de México, Miguel Bataller, el fiscal de la Inquisición, José Tirado, el obispo de Puebla Antonio Joaquín Pérez, Juan José Espinosa de los Monteros, miembros del Consulado de México, y otros más que habían sido partícipes del golpe de Estado de 1808. El propio virrey Apodaca tenía conocimiento de estas reuniones.
En primera instancia los conspiradores pretendieron evadir o aplazar la jura de la Constitución, pero debido a que esta fue ampliamente aceptada por los comerciantes de Veracruz con el apoyo de tropas españolas, Apodaca hizo lo propio el 31 de mayo de 1820. A pesar de que se convocó a un Real Acuerdo, y la Carta Magna fue jurada por los oidores, así como por las altas autoridades religiosas, los conspiradores no se dieron por vencidos. Buscaron un jefe militar para poder llevar a cabo su último plan, el cual consistía en proclamar la independencia de Nueva España para establecer una monarquía dirigida por un infante de España. Fue Matías de Monteagudo quien recomendó al nuevo jefe político superior, Juan Ruiz de Apodaca, nombrar a Agustín de Iturbide como comandante de los ejércitos del sur. Apodaca accedió a la propuesta y el día 15 de noviembre de 1820, Iturbide aceptó el puesto solicitando el grado de brigadier y la asignación del regimiento de Celaya el cual había comandado con anterioridad.
Para la Iglesia la situación se agravó ya que se abolió la Inquisición, la Compañía de Jesús fue suprimida por segunda ocasión y se anunció la desaparición de las órdenes monásticas, la venta de bienes eclesiásticos, así como la reducción de diezmos. Por una parte, el grupo de los persas temieron represalias por haber apoyado el golpe absolutista de Fernando VII, por otra parte, los insurgentes que se encontraban en prisión fueron liberados: Nicolás Bravo, Ignacio López Rayón, Manuel Mier y Terán, José Sixto Verduzco, Francisco Osorno y muchos otros.

#### Abrazo de Acatempan

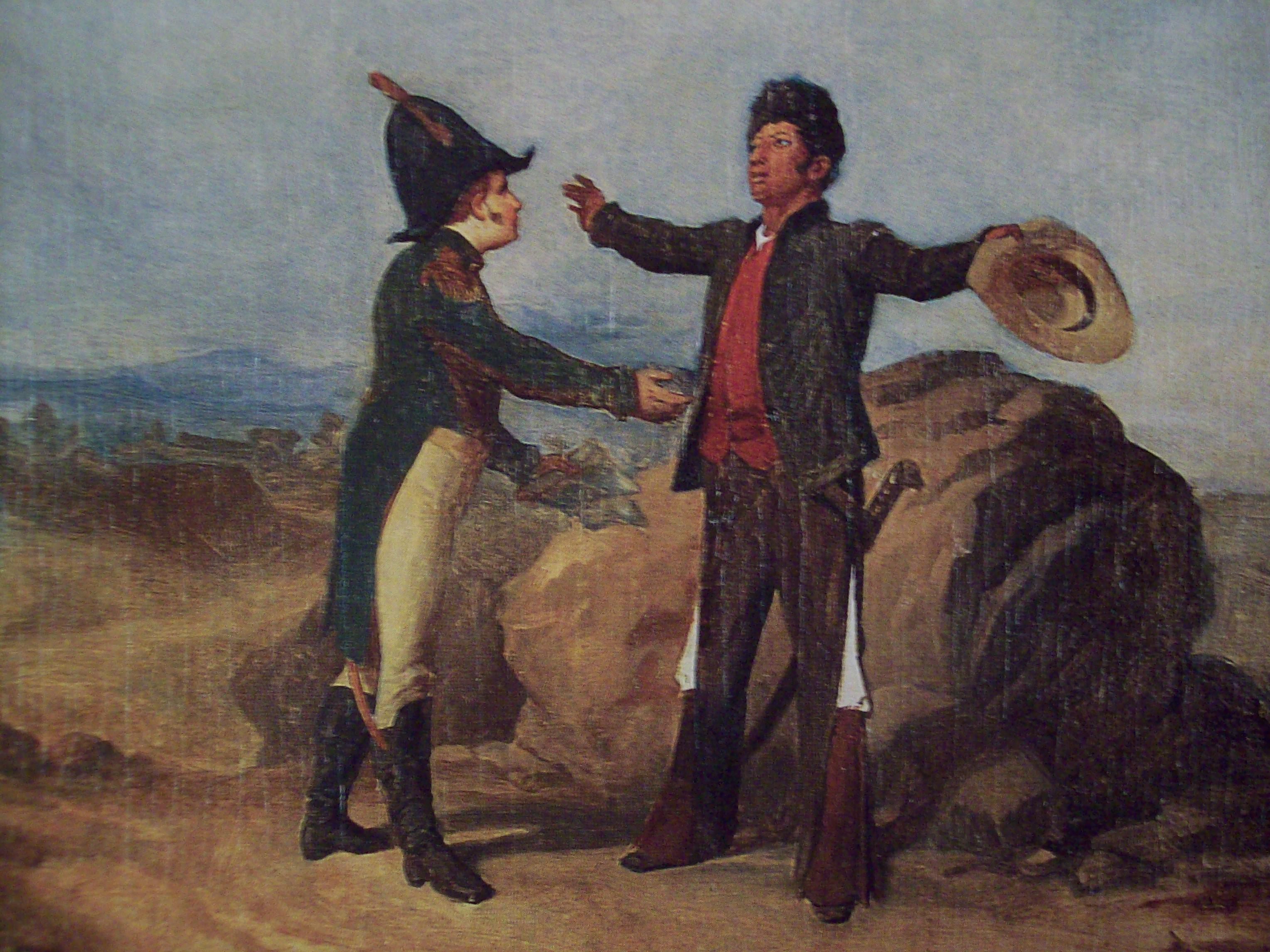
Abrazo de Acatempan.

El 16 de noviembre de 1820, Agustín de Iturbide salió de Ciudad de México para comenzar la campaña contra los insurgentes del sur, Pedro Ascencio tenía sus campamentos en Tlatlaya y la Goleta, mientras que las fuerzas de Vicente Guerrero se encontraban diseminadas en Ajuchitlán y las montañas de la Coronilla. Las fuerzas realistas se encontraban al norte en Zacualpan, Cuernavaca y Cuautla; al poniente, bajo el mando del coronel Juan Rafols, en Tejupilco, Sultepec y Temascaltepec; al oriente, bajo el mando del teniente coronel Miota, en Ometepec, Tlapa y la Mixteca Alta; el curso del río Mezcala estaba vigilado por el teniente coronel Juan Isidro Marrón; el resto de las tropas que había comandado Gabriel de Armijo, se encontraban bajo el mando de José Antonio de Echávarri en Acapulco, Tixtla, Chilapa y Teloloapan. Iturbide se estableció en este último lugar para esperar al regimiento de Celaya, el cual llegó el 17 de diciembre comandado por Francisco Quintanilla, con los oficiales subalternos Valentín Canalizo y Miguel Arroyo. Iturbide reveló a los capitanes Quintanilla, Manuel Díaz de la Madrid y José María González. El proyecto que tenía pensado consistía en derrotar rápidamente a los insurgentes para después realizar la proclama del que se llamaría Plan de Iguala. Para realizar con celeridad sus intenciones, solicitó al virrey la ayuda del cuerpo de caballería de Frontera, incrementando su tropa a dos mil quinientos efectivos. Durante estos días el coronel Juan Davis Bradburn abandonó a los insurgentes para unirse a las fuerzas de Iturbide. Este militar, que había llegado en la expedición de Xavier Mina, había rehusado obedecer las órdenes de fusilar a un grupo de realistas; al conocer la causa de su deserción, Iturbide no dudó en aceptarlo. El 22 de diciembre dio inicio la campaña contra las tropas de los insurgentes.
El 28 de diciembre Pedro Ascencio, con un grupo de ochocientos hombres, sorprendió la retaguardia del contingente de Iturbide en las inmediaciones de Tlatlaya. En consecuencia murieron ciento ocho soldados realistas y entre ellos, el capitán José María González. Quintanilla, Iturbide y el resto del ejército realista se replegaron a Teloloapan. El 2 de enero de 1821, el propio Vicente Guerrero con cuatrocientos hombres, venció a una columna subalterna mandada por Carlos Moya en la Batalla de Zapotepec, cerca de Chilpancingo. Al evaluar estas dos derrotas, Iturbide concluyó que los insurgentes conocían muy bien el terreno y que vencerlos le llevaría más tiempo del que tenía planeado. Por tal motivo cambió su estrategia y escribió una carta a Guerrero el 10 de enero. La misiva, además de ofrecerle el indulto, notificaba que los exinsurgentes en Ciudad de México ya habían sido liberados y que los diputados novohispanos habían viajado a España para pedir muchos de los deseos por los que habían luchado los insurgentes, entre ellos que todos los hijos del país sin distinción alguna fuesen considerados ciudadanos, y que el rey o un infante de España gobernase la colonia. De tal suerte, Iturbide pidió a Guerrero que le enviase a Nicolás Catalán, o alguna otra persona de su confianza, para poder explicarle los pormenores necesarios con la finalidad de sellar un pacto de paz.
Guerrero que ya había rechazado una oferta de indulto con anterioridad, tomó con cautela la propuesta de Iturbide y le respondió en una carta fechada el 20 de enero, que había percibido ciertas ideas de liberalismo. Explicó bajo su punto de vista, cómo los americanos se habían levantado en armas durante la cautividad de Fernando VII en contra de los peninsulares para no subyugarse al designio de las Juntas españolas. Expresó la inconformidad por las negativas que el virrey Juan Ruiz de Apodaca había dado a las propuestas de los jefes insurgentes, así como la decepción que sintieron cuando se enteraron del trato inequitativo y de falta de representación en las Cortes de Cádiz, así como de las negativas que se habían dado a las peticiones de los diputados americanos. Guerrero dejó en claro que no albergaba esperanzas con el nuevo viaje de los diputados americanos, le mencionó a Iturbide que si este luchaba por los intereses de la nación militaría bajo sus órdenes, pero puntualizó que no aceptaba el indulto, el cual consideraba degradante, y que no pensaba abrazar el partido del rey.

«…Soy de sentir que lo expuesto es bastante para que Ud. conozca mi resolución y la justicia en que me fundo, sin necesidad de mandar sujeto a discutir sobre propuestas algunas, porque nuestra única divisa es independencia y libertad. Si este sistema fuese aceptado por Ud. conformaremos nuestras relaciones; me explayaré más, combinaremos planes, y protegeré de cuantos modos me sea posible sus empresas; pero si no se separa del constitucional de España, no volveré a recibir contestación suya, ni verá letra mía…[…]…Le anticipo a Ud. esta noticia para que no insista, ni me note de impolítico, porque ni me ha de convencer nunca a que abrace el partido del rey, sea el que fuere…[…]…Obre Ud. como le parezca, que la suerte decidirá, y me será más glorioso morir en campaña que rendir la cerviz al tirano…[…]…y le repito, que todo lo que no sea concerniente a la total independencia, lo disputaremos en el campo de batalla. Si alguna feliz mudanza de Ud. me diere el gusto que deseo, nadie me competirá la preferencia en ser su más fiel amigo y servidor…»
Carta de Vicente Guerrero dirigida a Agustín de Iturbide del 20 de enero de 1821.

Antes de que Iturbide recibiera esta carta, el 25 de enero, Pedro Ascencio atacó a las fuerzas del coronel Rafols en Totomaloya, obligando a los realistas a replegarse hacia Sultepec. El 27 de enero, el coronel realista Francisco Antonio Berdejo, con una fuerza de trescientos hombres, fue vencido por los hombres de Vicente Guerrero en el Espinazo del Diablo, cerca de Chichihualco. El 4 de febrero, desde Tepecuacuilco, Iturbide escribió una segunda carta a Guerrero en la que le propuso reunirse cerca de Chilpancingo para sellar un pacto de paz, enviando a Antonio Mier y Villagómez como su emisario. Finalmente el 10 de febrero, de acuerdo a Lorenzo de Zavala, se efectuó una reunión en Acatempan en donde Guerrero e Iturbide, respaldados por sus tropas, se reunieron, conversaron y se abrazaron para sellar la paz. De acuerdo a Lucas Alamán, fue José Figueroa el comisionado por los insurgentes para reunirse con el comandante realista. A partir de ese momento, las fuerzas militares de Guerrero de tres mil quinientos hombres —incluyendo a los hombres de Ascencio—, se pusieron a las órdenes de Iturbide. Este último envió a Apodaca la noticia el 18 de febrero, quien la recibió con júbilo sin sospechar el desenlace.

### Plan de Iguala

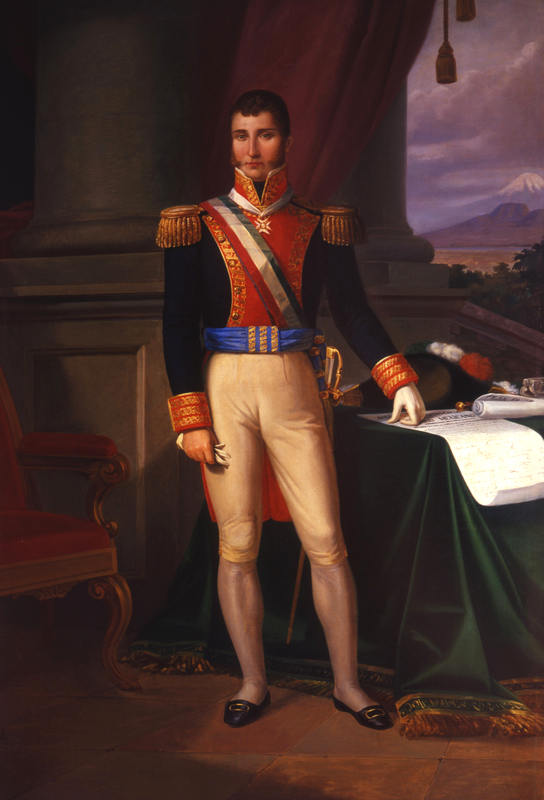
Agustín de Iturbide.

Una vez que Iturbide logró establecer la paz con los insurgentes, comenzó su campaña epistolar. Envió una carta a Juan José Espinosa de los Monteros con el borrador del plan. Con la finalidad de ganar más adeptos, mandó emisarios para explicar sus intenciones a los comandantes realistas Pedro Celestino Negrete, Anastasio Bustamante y Luis Cortazar. Se reunió personalmente en Sultepec con el teniente coronel Miguel Torres. El compadre de Iturbide, Juan Gómez Navarrete, informó a los diputados, que se encontraban en Veracruz a punto de zarpar hacia España, el plan que se iba a proclamar. La mayor parte de ellos recibió con desconfianza la noticia.
El 24 de febrero de 1821, Iturbide proclamó el Plan de Iguala el cual se fundamentó en tres garantías: religión católica como única aceptada, unión de todos los habitantes, e independencia de la Nueva España. El documento constaba de veinticuatro artículos que sintetizaban las aspiraciones autonomistas e independentistas de todos los sectores de la sociedad novohispana. Se proponía la creación de una junta, lo cual había deseado Primo de Verdad desde 1808; la abolición de la esclavitud y defensa de la religión católica, lo cual había proclamado Hidalgo en 1810; se establecía que todos los habitantes sin distinción serían considerados ciudadanos, lo cual había proclamado Morelos en 1813; se proclamaba un régimen constitucional, por lo cual luchó Mina en 1817; se buscaba la unión y la paz para terminar con el derramamiento de sangre, lo cual, después de una década de luchas fratricidas, deseaba toda la población; se ratificaban los privilegios y los fueros del clero, lo cual deseaba la Iglesia; y se darían reconocimientos de grado así como recompensas a los militares, lo cual deseaban los miembros del ejército; se pretendía establecer un régimen monárquico moderado constitucional adecuado a la entidad cuyo trono sería ofrecido al propio Fernando VII, o bien a alguno de los infantes de España, lo cual dejaba la puerta abierta a los que insistían en las ideas absolutistas. Se creó el Ejército Trigarante conformado inicialmente por el ejército Insurgente y por las tropas realistas que se encontraban bajo el mando de Iturbide, quien asumió el puesto de jefe máximo.
El Plan de Iguala fue enviado al jefe político superior Apodaca, al arzobispo Pedro de Fonte y a otros funcionarios de la Nueva España. En una carta particular, Iturbide le pidió a Apodaca presidir la Junta Gubernativa que se contemplaba en el plan, le dijo que no creía que Fernando VII hubiese jurado voluntariamente la Constitución de Cádiz y que si el monarca o su familia accedían a gobernar Nueva España, se podría redactar una constitución moderada la cual permitiría reintegrar las preeminencias de las que habían sido despojados los miembros de la Iglesia. Pero la respuesta del jefe político superior no fue la esperada, el día 3 de marzo, Apodaca publicó un bando exhortando a todos los habitantes a no leer los planes seductores de Iturbide, los cuales eran contrarios a la Constitución que se había jurado en mayo. Esta postura fue secundada por el Ayuntamiento de México. Los absolutistas que habían participado en la Conspiración de La Profesa, vieron que el Plan de Iguala trastornaba sus planes originales, pues estos tan solo consistían en proclamar la independencia de la colonia para erigir un trono al monarca absoluto o a alguno de los infantes de España. El 14 de marzo, Apodaca declaró a Iturbide fuera de la protección de la ley, ofreció un indulto general a quienes hubiesen jurado el Plan de Iguala, siempre y cuando reiterasen su juramento de fidelidad a la Constitución y al rey. Al mismo tiempo, mandó formar el Ejército del Sur con una tropa de cinco mil hombres inicialmente bajo el mando del mariscal de campo Pascual de Liñán y del brigadier Javier de Gabriel. El coronel José Gabriel de Armijo fue llamado para ser nuevamente comandante general del Sur, se unieron el batallón de Castilla del coronel Francisco Hevia, el batallón del Infante Carlos, parte de la caballería del regimiento del Príncipe y parte de la tropa comandada por el coronel Juan Ráfols que se encontraba en Tejupilco.

#### Campaña del Ejército Trigarante
El 16 de marzo, Iturbide envió dos cartas con copias del Plan de Iguala a España. La primera fue dirigida al rey Fernando VII a quien invitó para gobernar al reino de la América septentrional o Imperio Mexicano. La segunda fue dirigida a los diputados de las Cortes españolas a quienes pidió aceptar de forma pacífica la independencia de la Nueva España, advirtiéndoles que tenía un ejército disciplinado listo para defender esta causa.
Antes de que el Ejército Trigarante (religión, unión e independencia) iniciara su campaña, las tropas realistas se encontraban comandadas por el coronel Samaniego en La Mixteca; el coronel Manuel de Obeso en Oaxaca; el coronel Zarzosa en San Luis Potosí; el batallón Extremadura en Puebla; el brigadier Joaquín Arredondo en las Provincias Internas de Oriente; el mariscal de campo Alejo García Conde en las Provincias Internas de Occidente; su hermano, el brigadier Diego García Conde con ayuda del coronel Rafael Bracho en Durango; el mariscal de campo José de la Cruz en Nueva Galicia; el brigadier Pedro Celestino Negrete en Colima; el batallón Navarra en Zacatecas; el teniente coronel Manuel Rodríguez de Cela con la ayuda de Miguel Barragán en Michoacán; el brigadier Domingo Estanislao Luaces con la ayuda de José María Novoa en Querétaro y la Sierra Gorda; el coronel Francisco Hevia en Córdoba; el capitán de fragata Juan Bautista Topete cubriendo la costa de sotavento en Alvarado, Tlacotalpan y la sierra de Tuxtepec; el capitán Antonio López de Santa Anna cubriendo la costa de barlovento; el capitán Carlos María Llorente en Tampico y la Huasteca potosina; el coronel José María Calderón en Xalapa; el capitán Juan Horbegoso en Veracruz; y el coronel Agustín de la Viña en Perote.
Durante el mes de marzo y los primeros días de abril de 1821, las reacciones fueron diversas. Acogieron y proclamaron con entusiasmo el Plan de Iguala, el capitán Horbegoso en Veracruz; el subalterno Celso de Iruela en Perote; José Joaquín de Herrera quien avanzó a Tepeyehualco y San Juan de los Llanos; Luis Cortázar en los Amoles quien se desplazó a Salvatierra, Pénjamo y Valle de Santiago; Anastasio Bustamante quien se dirigió a Guanajuato, lugar en donde ordenó descolgar de la Alhóndiga de Granaditas los cráneos de Hidalgo, Allende, Aldama y Jiménez para darles sepultura. Después logró reunir un ejército de seis mil hombres en Salamanca, Irapuato, Silao, León y San Miguel el Grande; el sargento mayor Juan Domínguez en Apatzingán; el teniente coronel Miguel Barragán en Ario; así como Vicente Filisola y Juan José Codallos en Tusantla. El plan fue rechazado por Vicente Marmolejo en Cuernavaca, Tomás Cajigal en Taxco, Martín Almela en Tixtla, José María Armijo y José de Ubiella en Iguala, todos ellos que se encontraban bajo las órdenes de Iturbide, pero defeccionaron para unirse a las tropas realistas. Por otra parte, Antonio Linares no aceptó el plan en Celaya y se dirigió a Querétaro; Agustín de la Viña se pertrechó en la Fortaleza de San Carlos de Perote, al igual que el coronel Quintanar en Valladolid.
Las primeras acciones militares tuvieron lugar cuando el cura de Xalapa, José Martínez, obligó al coronel José Rincón a retroceder hacia Orizaba en busca de la ayuda de Antonio López de Santa Anna. El 25 de marzo, el ex insurgente Francisco de Miranda en combinación con José Joaquín de Herrera lograron la capitulación de Santa Anna y Rincón, quienes a partir de ese momento juraron el Plan de Iguala. Herrera entró a la ciudad de Córdoba el 1 de abril forzando la capitulación del comandante realista Alcocer. El ex insurgente Nicolás Bravo comenzó su campaña en Chilpancingo, Tixtla, Chilapa de Álvarez e Izúcar. Juan Álvarez comenzó el sitio de Acapulco; Vicente Guerrero, José Antonio Echávarri fueron asignados para confrontar a las fuerzas realistas de Pascual de Liñán; mientras tanto, Iturbide cruzó la Tierra Caliente en dirección a Cutzamala en donde se le unió el ex insurgente Ramón López Rayón a quien le destinó fortalecer nuevamente el cerro del Cóporo en Zitácuaro. En el mes de abril, la comitiva de Iturbide llegó a Acámbaro para reunirse con Bustamante, Cortázar y Joaquín Parres, a partir de lo cual el ex insurgente Epitacio Sánchez fue su escolta. En El Bajío, los insurgentes Francisco Ortiz, Encarnación Oriz, Miguel Borja, José Durán, y algunos otros más que todavía se encontraban levantados en armas, se unieron al Ejército Trigarante.
El Ejército del Sur dirigido por Márquez Donayo y Gabriel de Armijo se dirigió a Zacualpan para confrontar sin éxito a las fuerzas insurgentes dirigidas por Pedro Ascencio y el padre José Manuel Izquierdo, los días 9 y 10 de abril en la sierra de Sultepec. El día 14 de abril, el capitán realista Ignacio Inclán proclamó el Plan de Iguala en Lerma atacando la retaguardia del Ejército del Sur, sin embargo fue capturado por el capitán Jorge Henríquez en las cercanías de Toluca. José Joaquín Herrera inició su avance hacia Puebla; con la finalidad de detenerlo, el general Ciriaco del Llano ordenó al teniente coronel Zarzosa salir a su encuentro, pero gran parte de la tropa realista desertó para unirse a los trigarantes en la cañada de Ixtapa y al ver disminuido su ejército, Zarzosa regresó a Puebla. En contraparte Herrera con un mayor contingente se logró posicionar en Chalchicomula y Tepeaca.
El coronel Francisco Hevia persiguió a las fuerzas de Nicolás Bravo, pero cuando este paso por Atlixco se le unieron Francisco Osorno y otros ex insurgentes que habían luchado en los Llanos de Apan y juntos se dirigieron a Huejotzingo. Creyendo que Bravo y Osorno realizarían un ataque a la ciudad de Puebla, Hevia regresó a Izúcar para preparar la defensa, pero Bravo se dirigió a Huamantla, lugar en donde se le unió el capitán Francisco Miranda Palacios. Cuando Hevia y Ciriaco del Llano se enteraron de que Herrera se encontraba en Tepeaca, marcharon con una fuerza de mil cuatrocientos soldados para sitiarlo; Bravo acudió al mismo lugar con cuatrocientos hombres para ayudar a Herrera, pero después de tres días de combate, el 26 de abril, los trigarantes abandonaron la plaza. Bravo se dirigió a los Llanos de Apan y Herrera regresó a Córdoba.

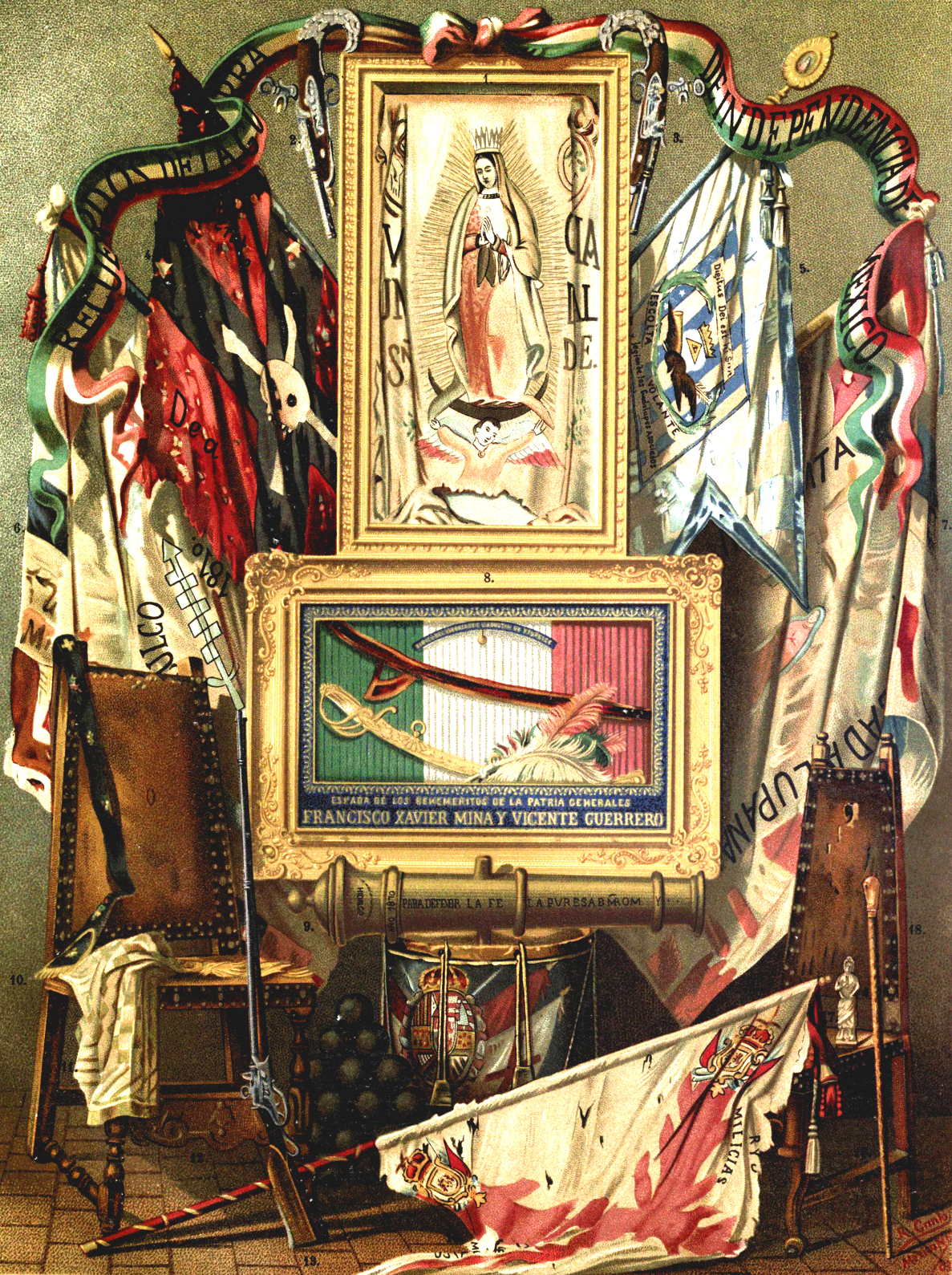
Objetos de la época de la independencia.

El 25 de abril, Antonio López de Santa Anna proclamó la independencia en Alvarado, permitiendo al capitán realista Juan Bautista Topete retirarse con algunos de sus hombres hacia Veracruz. El 15 de mayo, Francisco Hevia comenzó el asalto a Córdoba; al día siguiente de iniciado el combate murió en acción, sucediéndolo en el mando el teniente coronel Blas del Castillo y Luna, quien pudo penetrar a la ciudad pero fue repelido. El 18 de mayo, Santa Anna con una fuerza de quinientos cincuenta hombres llegó al emplazamiento para auxiliar a los sitiados, y dos días después, los sitiadores huyeron a Orizaba para unirse con el coronel realista Samaniego, quien al evaluar la situación decidió replegarse a Puebla. Días más tarde, Santa Anna y Joaquín Leña atacaron por sorpresa la ciudad de Xalapa; después de seis horas de combate, el capitán Juan Horbegoso pidió la capitulación. El 20 de abril, tras haber estado escondido, Guadalupe Victoria se unió al movimiento trigarante publicando una proclama; las guerrillas de la costa se volvieron a levantar en armas, de tal suerte que el fuerte de La Antigua fue abandonado por los realistas. El Puente del Rey fue tomado por los independentistas, y los indígenas de Coxquihui tomaron las armas en la región Huasteca en contra el ejército de Carlos María Llorente. Para finales de mayo toda la provincia de Veracruz, exceptuando la capital, se había pronunciado a favor de la independencia.
El 1 de mayo, Iturbide se encontraba en León, desde ahí envió una misiva a José de la Cruz para negociar su adhesión al movimiento independentista. El 8 de mayo, en las cercanías de Yurécuaro se entrevistaron ambos personajes, convinieron un armisticio provisional e Iturbide pidió a De la Cruz convencer a Apodaca para aceptar el Plan de Iguala. Terminada la reunión el jefe máximo del Trigarante se dirigió a Huaniqueo y De la Cruz regresó a Guadalajara. Conforme a lo convenido envió a un mensajero a la capital, pero Apodaca rechazó enérgicamente la propuesta. La localidad de Huniqueo era defendida por mil seiscientos realistas bajo el mando del coronel Luis Quintanar, quien inicialmente se negó a rendirse, sin embargo una numerosa fuerza trigarante que crecía día a día se fue instalando tanto en los alrededores de Huniqueo como de Valladolid. Aunado a esta situación parte de la tropa realista desertó para unirse a los trigarantes. El 19 de mayo ambas ciudades fueron capituladas por Luis Quintanar y Manuel Rodríguez de Cela, la rendición fue pacífica, sin dispararse un solo tiro. En contraste, el doctor José Antonio Magos que había proclamado el Plan de Iguala en Ixmiquilpan sufrió una derrota el 23 de mayo infligida por el coronel realista José María Novoa; y cerca de Tetecala, los regimientos del capitán Dionisio Boneta y del comandante Cristóbal Húber derrotaron a las fuerzas de Pedro Ascencio el 3 de junio, durante el combate el ex insurgente murió, su cabeza fue enviada a Cuernavaca en donde fue exhibida en público por órdenes de Gabriel de Armijo.
La derrota de Ascencio fue recibida con beneplácito por Apodaca, pero la rendición de Valladolid lo consternó. Desesperado, publicó un bando por el cual canceló la libertad de imprenta y llamó al alistamiento forzoso de varones entre dieciséis y cincuenta años de edad. Pero ninguna de estas medidas impidió que parte de la tropa de la capital desertara y huyera para reunirse con los trigarantes. Entusiasmado por la noticia de la toma de Valladolid, Pedro Celestino Negrete proclamó la independencia el 13 de junio en San Pedro Tlaquepaque; de inmediato se le unió el capitán Eduardo Laris que ocupaba el cuartel del Hospicio, a quien respaldó con una tropa de trigarantes el coronel José Antonio Andrade. Laris fue designado para tomar el puerto de San Blas, el cual capitularía el 25 de julio. Al verse sin protección, José de la Cruz huyó de Guadalajara para reunirse con la división de Hermenegildo Revuelta, ambos se dirigieron a Zacatecas. Tras una breve escala, continuó su marcha hacia Durango lugar en el que fue bien recibido por el obispo Juan Francisco Castañiza el 4 de julio; durante la marcha del contingente realista, en Saín Alto, parte de la tropa arengada por el cabo de batallón José María Borrego defeccionó y regresó a Zacatecas, proclamando el Plan de Iguala el mismo día. El 6 de julio, Negrete realizó la misma acción en Aguascalientes, cuya población lo vitoreó.
La plaza de San Juan del Río, resguardada por mil cien realistas bajo el mando del coronel José María Novoa, comenzó a ser rodeada por los trigarantes; desde Toluca un batallón dirigido por el teniente coronel Almela llegó al lugar en su ayuda, pero las fuerzas dirigidas por Anastasio Bustamante, Juan Domínguez Manso y Luis Quintanar —quien se había unido al movimiento independentista— amedrentaron por su número a las tropas realistas las cuales desertaron en forma masiva. El 7 de junio, Novoa negoció la capitulación y con solo cuatrocientos fieles se retiró a la capital. En una situación similar, pero con seiscientos cincuenta hombres, se encontraba el brigadier Luaces en Querétaro. Desde San Luis Potosí partió un contingente de ochocientos realistas bajo los mandos de los coroneles Bracho y Pedro Pérez de San Julián con la finalidad de ayudarlo. Nuevamente esta marcha fue rodeada por las tropas de los trigarantes de José Antonio de Echávarri, Gaspar López, Zenón Fernández, Juan José Codallos, Luis Cortázar y Anastasio Bustamante; sin mayor alternativa, Bracho y Pérez de San Julián se rindieron a discreción el 22 de junio en San Luis de la Paz. Poco después, el brigadier realista Torres Valdivia abandonó la ciudad de San Luis Potosí, la cual fue tomada por los coroneles Zenón Fernández y Gaspar López. El 27 de junio el Ejército Trigarante, que rodeaba la ciudad de Querétaro, estaba conformado por diez mil hombres. Sin mayores esperanzas de apoyo militar, el brigadier Luaces capituló la plaza de forma pacífica. Por otra parte, el 18 de junio la ciudad de Toluca fue defendida por el coronel Ángel Díaz del Castillo, pero fue derrotado por las fuerzas de Vicente Filisola, Felipe Martínez y del padre José Manuel Izquierdo; en la batalla murieron trescientos realistas y los sobrevivientes se replegaron a la capital.
Desde finales de mayo la Fortaleza de San Carlos de Perote fue sitiada por la undécima división del Trigarante, dirigida por Antonio López de Santa Anna y defendida por el realista Agustín de la Viña. El 11 de junio, el coronel Saturnino Samaniego rompió el sitio, obligando a los trigarantes a retroceder a Xalapa. Santa Anna planeó tomar el puerto de Veracruz; a principios de julio, logró capturar el baluarte de Santa Bárbara, el baluarte de La Merced y el baluarte de Santa Lucía. Pero fracasó en su intento simultáneo de asaltar el baluarte de Santiago, la Escuela Práctia de Artillería, y el cuartel de Fijo que estaba defendido por el teniente coronel José Rincón. Una mala coordinación de sus hombres, aunada a un fuerte aguacero que mojó la pólvora, dio el triunfo al brigadier José García Dávila. Las bajas de los trigarantes ascendieron a casi cien hombres. Al ver frustrados sus planes, Santa Anna se dirigió a Córdoba y Orizaba, desde donde ordenó una expedición a Puente del Rey con el objetivo de cortar las comunicaciones al puerto para evitar un posible avance de los realistas hacia Xalapa.

#### Deposición de Juan Ruiz de Apodaca
Las derrotas y capitulaciones que se suscitaron durante los primeros cinco meses de la campaña del Ejército Trigarante fueron una afrenta para los oficiales de los cuerpos expedicionarios españoles, quienes achacaron estas desgracias a la impericia e ineptitud del jefe político superior Juan Ruiz de Apodaca. Entre estos oficiales se encontraban el teniente coronel Francisco Buceli, los capitanes Lara, Carlos María Llorente, Carballo y Miguel Béistegui. Durante la noche del 5 de julio de 1821, los conjurados detuvieron a los coroneles Francisco Javier Llamas y Blas del Castillo y Luna, tomando así el mando de los regimientos Órdenes militares, Castilla, Infante don Carlos y dos compañías de Marina. Con este cuerpo de efectivos rodearon el Palacio Virreinal e irrumpieron en la sala donde se encontraba reunido Apodaca con los altos jefes militares Pascual de Liñán, Francisco Novella, Juan Sociat y Manuel Espinosa Tello. Después de una acalorada discusión, se determinó que Francisco Novella asumiría el cargo de Apodaca. Esta sedición no fue bien recibida por los miembros de la Junta Provincial de México, no obstante, el nombramiento fue ratificado el 8 de julio de 1821.
El avance de los trigarantes continuó, desde finales de abril Nicolás Bravo realizó una campaña por Zacatlán, y Tulancingo, en donde sorprendió al coronel Manuel de la Concha. El jefe realista huyó a la capital y Bravo se apoderó del armamento que se encontraba almacenado en Pachuca. El 14 de junio, este contingente trigarante, constituido por tres mil efectivos, salió de Tulancingo con dirección a Puebla. Durante su paso por Tlaxcala se le unieron los exjefes realistas Zarzosa y Miota con una fuerza de caballería de trescientos cincuenta hombres. Casi al mismo tiempo, José Joaquín de Herrera llegó a Cholula, en donde se le unió el ex insurgente Manuel Mier y Terán para dirigir la artillería. La ciudad de Puebla estaba defendida por Ciriaco del Llano, quien tenía como segundo al coronel José Morán, desplazado en San Martín Texmelucan. El día 6 de julio comenzaron las hostilidades cuando una columna realista intentó confrontar a los trigarantes, pero esta fue obligada a regresar a la ciudad para resguardarse; Mier y Terán dirigió un cañeo incesante hacia la ciudad. El día 17 se pactó un armisticio, durante este lapso, el coronel Manuel de la Concha se aproximó para ayudar a los sitiados, pero su avance fue combatido por Epitacio Sánchez, Joaquín Ramírez y Sesma, quienes lo obligaron a regresar a la capital.
Entretanto, Iturbide marchó de Arroyo Zarco hacia Cuernavaca, la cual estaba guarnecida por Gabriel de Armijo y Cristóbal Húber, pero estos al enterarse del numeroso ejército que se aproximaba, no hicieron ningún esfuerzo por confrontarlo y se trasladaron de inmediato a Ciudad de México. El 23 de julio, Iturbide entró en Cuernavaca, en donde dirigió una proclama a los habitantes:

«Ya no sufriréis el yugo de los opresores, cuyo lenguaje es el insulto, el artificio y la mentira, y cuya ley está cifrada en su ambición, venganzas y resentimientos. La Constitución española en la parte que no contradice á nuestro sistema de independencia, arregla provisionalmente nuestro gobierno, mientras que reunidos los diputados de nuestras provincias dictan y sancionan la forma que más convenga para nuestra felicidad social.»
Proclama del 23 de julio de 1821 de Agustín de Iturbide dirigida a los habitantes de Cuernavaca.

El jefe máximo del Trigarante prosiguió su camino a Cholula. El día 28 de julio, Ciriaco del Llano capituló la plaza de Puebla permitiéndose a las tropas expedicionarias españolas dirigirse a Tehuacán con honores, con goce de sueldo y con instrucciones para embarcarse a La Habana. El 2 de agosto, Iturbide entró triunfalmente en Puebla. Se oyeron algunas voces que lo saludaban diciendo "¡viva Agustín I!". El jefe máximo fue recibido por el obispo Antonio Joaquín Pérez, quien lo lisonjeó mediante un discurso en el que mencionó el salmo ciento veintitrés: laqueus contritus est, et nos liberatis sumus (el lazo fue quebrado y nosotros fuimos liberados).
Las Provincias Internas de Oriente se encontraban bajo el mando del brigadier Joaquín Arredondo. Cuando los rumores de la proclamación del Plan de Iguala llegaron a mediados de marzo, una agitación se produjo en los ánimos de la población. En junio, Arredondo concentró sus fuerzas militares en Monterrey y ordenó trasladar al mismo sitio todos los recursos económicos que se encontraban en Saltillo, pero el tesorero apoyado por los miembros del Ayuntamiento se negó a obedecer. El brigadier envió al capitán Nicolás del Moral a la plaza para arrestar al tesorero y hacer cumplir su orden, pero el capitán, lejos de obedecer, optó por proclamar el Plan de Iguala el 1 de julio en Saltillo. Arredondo comprendió que esta reacción sucedería de igual forma en Monterrey, por lo que se anticipó, proclamando él mismo el plan en dicha ciudad, pero quienes habían proclamado el plan en Saltillo se rehusaron a seguir reconociéndolo como autoridad. De tal suerte, el brigadier se marchó a Tampico para embarcarse hacia La Habana. En el caso de Texas, esta se adhiere a la independencia el 19 de julio de 1821.
En las Provincias Internas de Occidente, las más distantes a los centros de batalla, las noticias del Plan de Iguala empezaron a circular en el mes de marzo de 1821, por lo cual diversos asentamientos en Sonora, Chihuahua, Nuevo México, Alta California y Baja California, comenzaron a adherirse a este, proclamando en consecuencia la independencia y su integración al Imperio Mexicano. El gobernador de la Alta California, Pablo Vicente de Solá viajó a la Ciudad de México en septiembre con la intención de firmar el Acta de Independencia del Imperio Mexicano, pero llegó en enero de 1822.
En la provincia de Oaxaca el presbítero y ex insurgente José María Sánchez tomó nuevamente las armas para adherirse al Plan de Iguala; poco después el teniente coronel Pedro Miguel Monzón se trasladó al lugar para ayudar a los independentistas. De esta forma, para el 9 de junio el plan había sido proclamado en Tehuacán y Teotitlán. Diez días más tarde, el capitán realista Antonio de León decidió unirse a los trigarantes, logrando tomar para la causa las plazas de Tezontlán y Huajuapan. El 5 de julio, León inició el ataque del Fuerte de San Fernando en Yanhuitlán, el cual era defendido por el teniente coronel Antonio Aldao. El coronel realista Manuel de Obeso acudió en su ayuda pero solo logró avanzar hasta Huitzo en donde fue atacado por León. Sin contar con más apoyo, Aldao firmó la capitulación el día 17 de julio entregando su armamento a los sitiadores. El día 29, con un gran número de indígenas mixtecos, León se dirigió a Huitzo. Después de disparar tres horas los cañones sobre las posiciones realistas, Obeso se rindió. El 30 de julio, Antonio de León, el contingente mixteco y la caballería de Francisco Miranda tomaron de forma pacífica la ciudad de Oaxaca para proclamar la independencia.

### Tratados de Córdoba

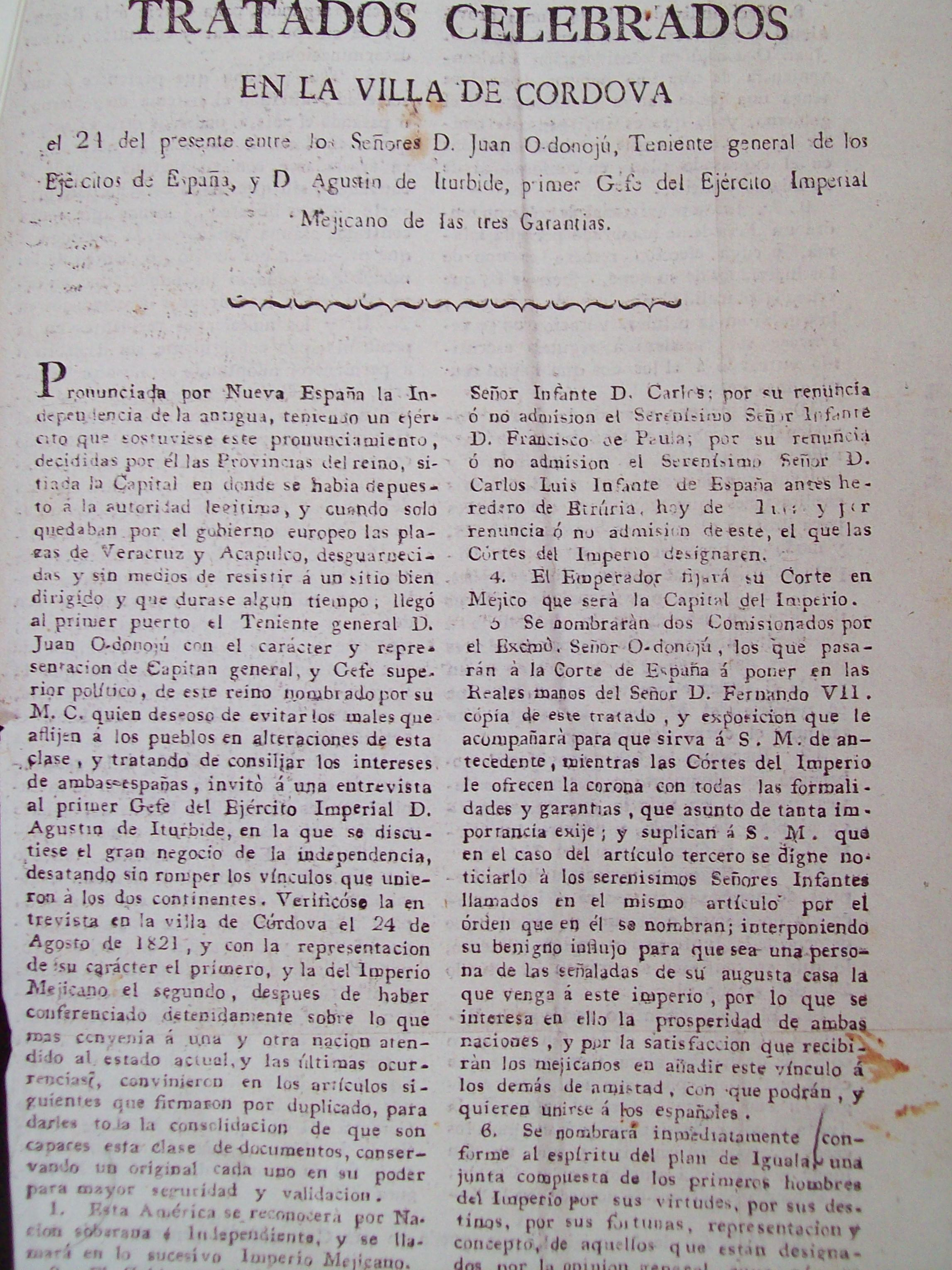
Tratados de Córdoba.

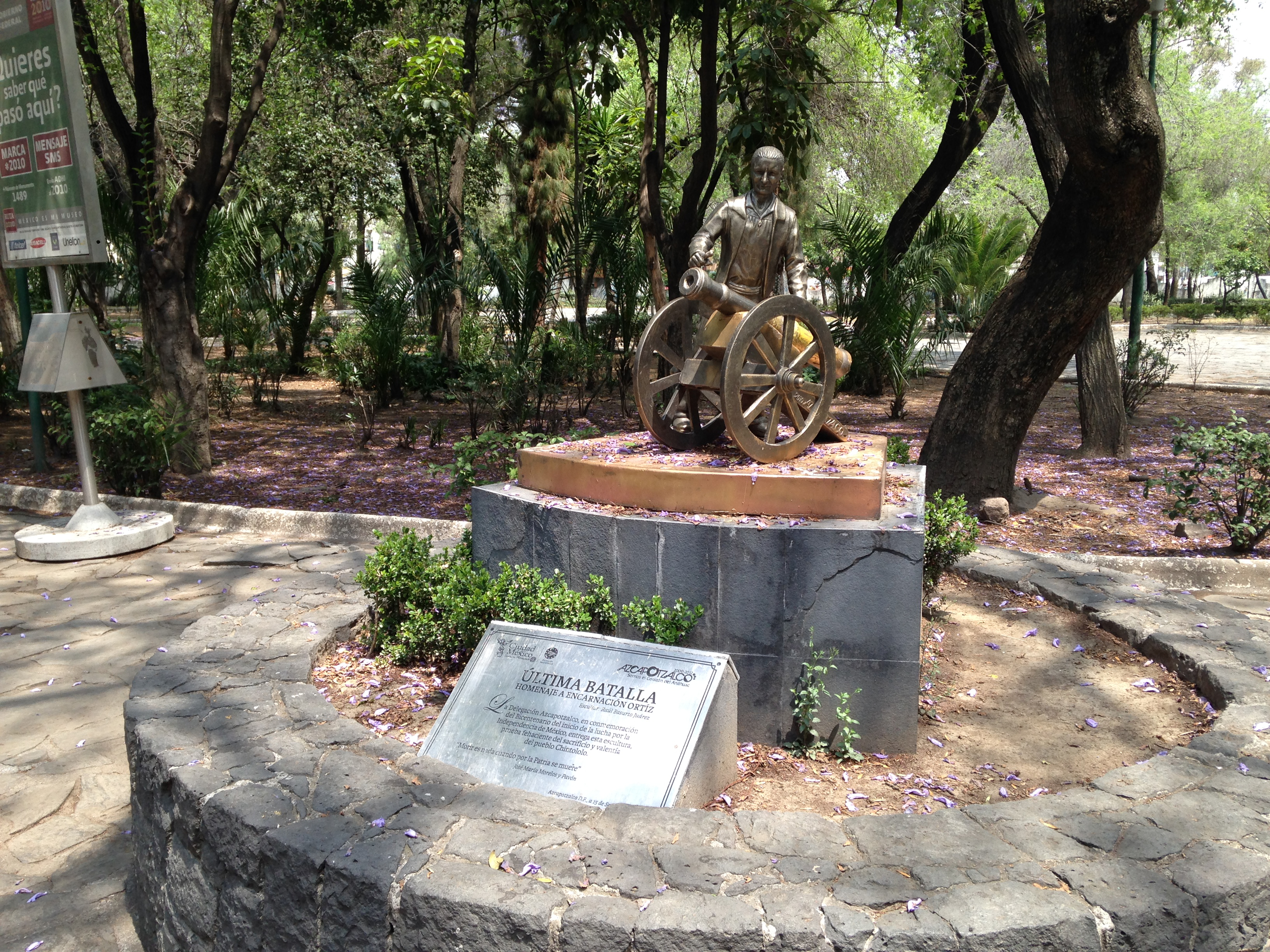
Monumento a Encarnación Ortiz, conmemorando la Batalla de Azcapotzalco en la Ciudad de México.

Desde que se reunieron las Cortes en Madrid en 1820, los diputados del Nuevo Mundo intentaron captar la atención para resolver la "cuestión americana", cuyas propuestas demandaban mayor representación, abolición de monopolios y libre comercio. La delegación americana era minoría pues solo estaba conformada por setenta y ocho diputados y, por tanto, la atención de las Cortes se centró en resolver los problemas internos de la Península ibérica. No obstante, durante los primeros días de 1821, los diputados Miguel Ramos Arizpe y José Mariano Michelena lograron la aceptación del incremento de seis a catorce diputaciones provinciales para el territorio de Nueva España, así como la destitución de funcionarios que eran considerados "anticonstitucionales, brutales y antiamericanos", entre ellos Juan Ruiz de Apodaca y José de la Cruz. De esta forma se nombró para ejercer el cargo de capitán general y jefe político superior de Nueva España al general Juan O'Donojú, quien zarparía de Cádiz el 30 de mayo. Antes de partir hacia América, O'Donojú, Ramos Arizpe y Michelena se reunieron para hablar de los planes de crear regencias, establecer las diputaciones en todas las intendencias, y reforzar el orden constitucional, logrando un perfecto entendimiento pues los tres eran liberales y compañeros masones.
Durante el mes de junio, en las Cortes se debatió la posibilidad de enviar a América un infante de España para gobernar y lograr la autonomía deseada, pero Fernando VII se opuso al proyecto pues temía que esta medida podría desembocar en "llevarle a la guillotina". Una propuesta alternativa fue presentada por José María Couto, la cual pretendía que algunos diputados de la legislatura de Nueva España también ejercieran sus funciones en el Parlamento español, pero simultáneamente llegaron las noticias del estallido del movimiento independentista iniciado en febrero y del Plan de Iguala. En consecuencia, la mayoría de los diputados repudiaron cualquier reestructuración al Imperio español; la división entre americanos y peninsulares se hizo evidente por lo que se pospuso el tratar la "cuestión americana" hasta septiembre.
Después de haber realizado una escala en Puerto Cabello, O'Donojú desembarcó del navío Asia en San Juan de Ulúa el 3 de agosto. Fue recibido por el brigadier José García Dávila, quien después de la ceremonia protocolaria acostumbrada le informó que, a excepción de la Ciudad de México, Veracruz, Durango, Chihuahua, Acapulco y la Fortaleza de San Carlos de Perote toda la Nueva España había sido liberada del dominio español. El nuevo jefe político superior realizó una proclama a los habitantes en la cual increpó la precipitación del movimiento independentista, exponiendo que en las Cortes se debatía la posibilidad de que se concediese la representación soberana que tanto se anhelaba y pidió que se pusiese a prueba su gobierno y en caso de que este no llenase las expectativas, se encontraba en la mejor disposición para permitir que se eligiera otro jefe. O´Donojú ordenó un cese a las hostilidades por parte de los realistas, y envió a dos emisarios con cartas dirigidas a Iturbide para celebrar una reunión. El 11 de agosto, el jefe máximo del Trigarante dio respuesta, señalando a la villa de Córdoba como lugar de la cita. Por otra parte, se dirigió a Texcoco, desde donde notificó las proclamas de O'Donojú al mariscal Francisco Novella. Este último solicitó un armisticio y el permiso para enviar dos comisionados para reunirse con el recién llegado. Iturbide aceptó, pero cuando los enviados llegaron a Texcoco se les prohibió el paso bajo el pretexto de que las condiciones del armisticio no habían sido aceptadas por Novella.
En Ciudad de México se concentraron la mayor parte de las tropas realistas; con el regreso de las divisiones de Gabriel Armijo, Cristóbal Húber, Melchor Álvarez y Manuel de la Concha, el cuerpo de efectivos era de cinco mil hombres. Con un panorama de acción de guerra inminente, parte de la población civil prefirió emigrar a las pequeñas poblaciones aledañas. Los conventos se llenaron de mujeres y muchos miembros del ejército realista huyeron por las noches para incorporarse a los independentistas. Novella distribuyó sus tropas en Tepeyac, Tacuba, Tacubaya, Mixcoac, Coyoacán y el Peñón, en contraparte Luis Quintanar, Anastasio Bustamante y otros jefes trigarantes rodearon a la ciudad tomando posiciones en Chalco, Ixtapaluca, Tepotzotlán, Huehuetoca y Cuautitlán. A pesar de que el armisticio se encontraba plenamente vigente, el 19 de agosto, la proximidad de las tropas realistas e insurgentes suscitó un tiroteo innecesario que produjo la Batalla de Azcapotzalco, la cual se prolongó hasta el anochecer. No hubo un claro resultado favorable para ninguno de los beligerantes, ya que durante la refriega murieron doscientos realistas y doscientos trigarantes. Entre estos últimos se encontraba el ex insurgente Encarnación Ortiz, y cuando sus compañeros se enteraron de lo ocurrido, por venganza, pasaron por las armas al teniente Vicente Gil, que había sido hecho prisionero en el campo de batalla. Ambos bandos se retiraron a sus emplazamientos.
El día 24 de agosto de 1821, después de escuchar misa, O'Donojú e Iturbide firmaron los Tratados de Córdoba, compuestos por diecisiete artículos en cuyos puntos principales se reconocía la soberanía e independencia del Imperio Mexicano, el cual sería monárquico constitucional moderado. Sería llamado a gobernar Fernando VII o algún otro miembro de la casa real y, en caso de que ninguno de ellos aceptase, las Cortes del Imperio designarían al soberano. Mientras tanto, de acuerdo a lo estipulado en el Plan de Iguala, se formaría una Junta Provisional Gubernativa.
En la costa del Golfo de México, Santa Anna ordenó al capitán Juan Nepomuceno Fernández, al mando de cuatrocientos hombres, ocupar las poblaciones de Acayucan y Coatzacoalcos. Para el 31 de agosto el avance se logró extender con éxito hasta Villahermosa de San Juan Bautista, Huimanguillo, San Antonio y Cunduacán. Al mismo tiempo el realista Carlos María Llorente proclamó el Plan de Iguala en Laguna de Tuxpan. El 26 de mismo mes, el mariscal de campo Alejo García Conde —quien era comandante general de las Provincias Internas de Occidente— hizo lo mismo en Chihuahua. Su hermano, el brigadier Diego García Conde, se había atrincherado en compañía de José de la Cruz con mil hombres en Durango. La ciudad fue sitiada por dos mil seiscientos trigarantes bajo el mando de Pedro Celestino Negrete, quien solicitó su rendición, explicándoles la situación general que reinaba en Nueva España. El 17 de agosto los realistas solicitaron un armisticio para verificar el curso que tomaban los asuntos en la capital, pero Negrete ordenó comenzar el asalto el día 22, el cual se prolongó hasta el día 31, cuando los realistas izaron una bandera blanca en la torre de la catedral. Negrete resultó herido por una bala en la mandíbula, pero a pesar de ello, él mismo ratificó la capitulación marchando al frente de sus hombres para tomar la plaza el 6 de septiembre. José de la Cruz se trasladó a Veracruz, en donde se embarcó con destino a España.

#### Junta en Tacubaya

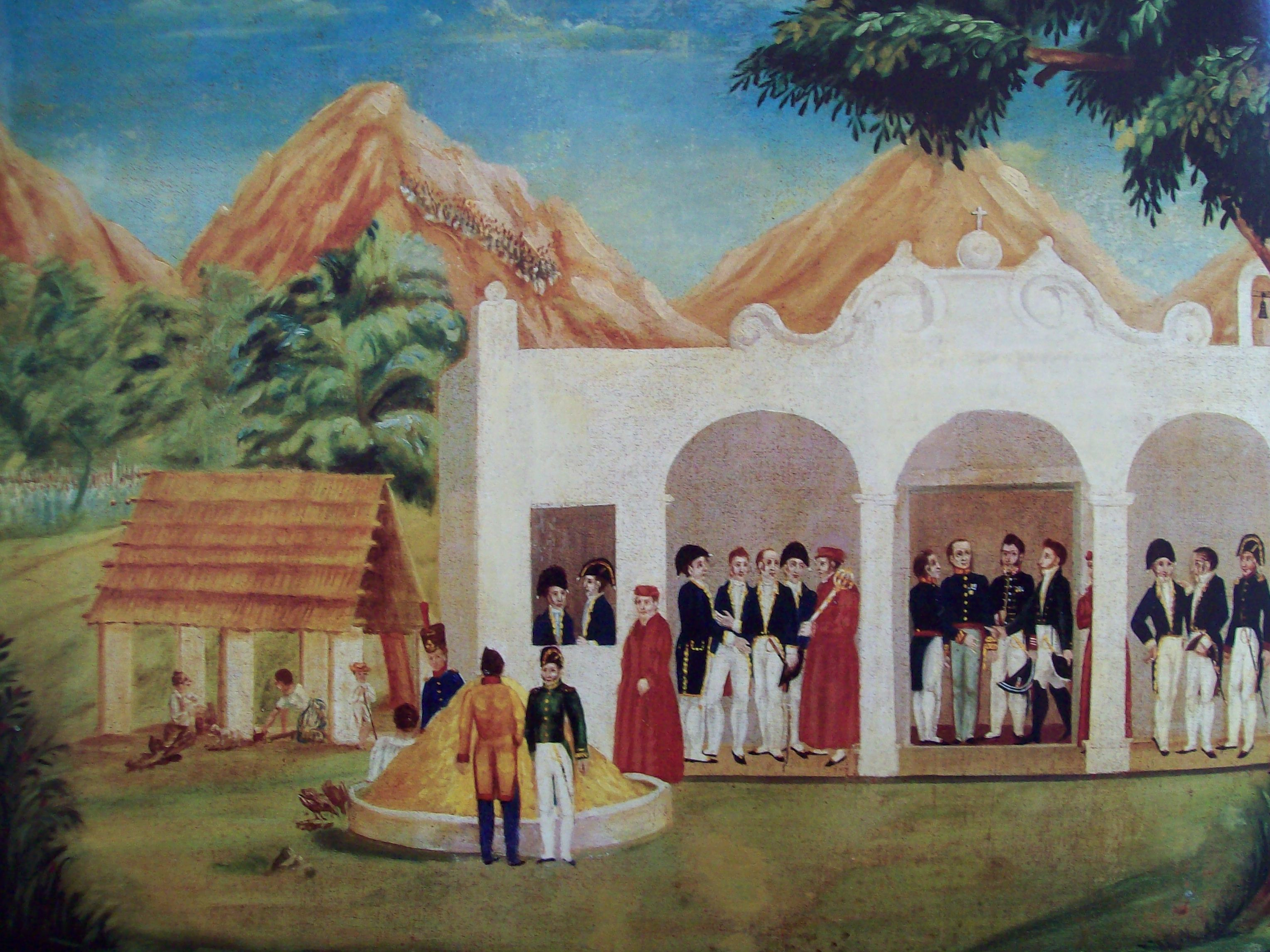
Entrevista de O'Donojú, Novella e Iturbide en Tacubaya el 13 de septiembre de 1821.

El 30 de agosto, Francisco Novella recibió en la capital a los comisionados de O'Donojú, los cuales portaban una copia de los Tratados de Córdoba. El mismo día se convocó una junta general de guerra a la que asistieron, además de los altos mandos militares, el arzobispo Pedro de Fonte; por la diputación provincial el doctor José Miguel Guridi y Alcocer y Juan Bautista Lobo; por el Ayuntamiento de México Juan José Acha y Francisco Manuel Sánchez de Tagle; por el cabildo eclesiástico los canónigos Bucheli y Matías de Monteagudo; por la Audiencia de México los oidores Osés y José Yáñez; por el Consulado de México el conde de la Cortina; por Minería Fausto Elhuyar y José Alegría, así como otras personas de menos importancia. En primera instancia se argumentó que O'Donojú no tenía facultades para firmar los tratados, y que se le debía requerir para que explicara personalmente su postura. Para ello se comisionaron al doctor Alcocer y al coronel Castillo y Luna y al mismo tiempo se solicitó prorrogar el armisticio.
El 5 de septiembre, con un ejército de dieciséis mil hombres rodeando a la capital, Iturbide montó su cuartel en Azcapotzalco. A este lugar acudieron a rendirle pleitesía miembros de la aristocracia, así como los militares Domingo Luaces, Melchor Álvarez, Juan Horbegoso, José Morán, Cela, y Arana, quienes se incorporaron al Ejército Trigarante recibiendo nombramientos de inmediato para dirigir el sitio de la capital.
O'Donojú se entrevistó con los comisionados. Además de requerirle su visita al Palacio Virreinal, se le pedía reconocer el cargo de jefe político superior a Novella. Ante esta petición O´Donojú se negó, aludiendo la violenta y criminal destitución de Apodaca. Novella pidió entonces su reconocimiento como capitán general. Irritado, O'Donojú volvió a negarse a dar tal reconocimiento, el cual solamente aceptaría si Apodaca era restituido en su cargo. Finalmente ambas partes accedieron a reunirse el 13 de septiembre en Tacubaya, siempre y cuando Iturbide estuviese presente. La reunión de los generales O'Donojú y Novella se celebró a puerta cerrada. Al término de la misma, solo se dio a conocer que el armisticio se prorrogaba por tres días más.
De vuelta en la capital, el 15 de septiembre, Novella hizo público el reconocimiento de O'Donojú como nuevo jefe político superior. Se giraron órdenes para liberar de prisión a los simpatizantes de la independencia, se restableció la libertad de prensa y se permitió el libre tránsito de acceso a la ciudad. El día 16 de septiembre de 1821 desde Tacubaya, O´Donojú anunció la terminación de la guerra. Iturbide publicó una proclama invitando a la población a reunirse bajo las banderas de la libertad para que así participasen de los beneficios de la victoria.
La Intendencia de Yucatán por su lado, que dependía en lo judicial del virreinato de la Nueva España, era gobernada por Juan María Echéverri. Este, al enterarse de los movimientos independentistas de Tabasco, convocó en Mérida a la diputación provincial y al Ayuntamiento a una reunión para decidir la postura a tomar. De esta forma, el 15 de septiembre se declaró la independencia de Yucatán y se designaron como emisarios al coronel Juan Rivas Vértiz y al abogado Francisco Antonio Tarrazo para expresar a Iturbide y O'Donojú el deseo de unirse al Imperio Mexicano.
Durante la primera quincena de septiembre, la provincia de Chiapas, que pertenecía a la Capitanía General de Guatemala, declaró así mismo su independencia. El intendente Juan Nepomuceno Batres juró el Plan de Iguala y sus habitantes manifestaron su interés por incorporarse al Imperio mexicano.
El 15 de septiembre de 1821, en la Provincia de Guatemala, Gabino Gaínza convocó una junta con las autoridades del lugar en la que se decidió proclamar el Plan de Iguala, pero la población se encontraba a disgusto por la anexión de la Provincia de Ciudad Real de Chiapas, acordada en Comitán. Si bien se realizó el juramento al Plan, la población manifestó su deseo de independencia absoluta tanto de España como de México. Casi al mismo tiempo, la Provincia de San Salvador, la Provincia de Comayagua y la Provincia de Nicaragua y Costa Rica declararon su independencia y aunque existieron fuertes disidencias entre ellas, se integraron al Imperio Mexicano.

#### Entrada del Ejército Trigarante a Ciudad de México, firma del acta de independencia

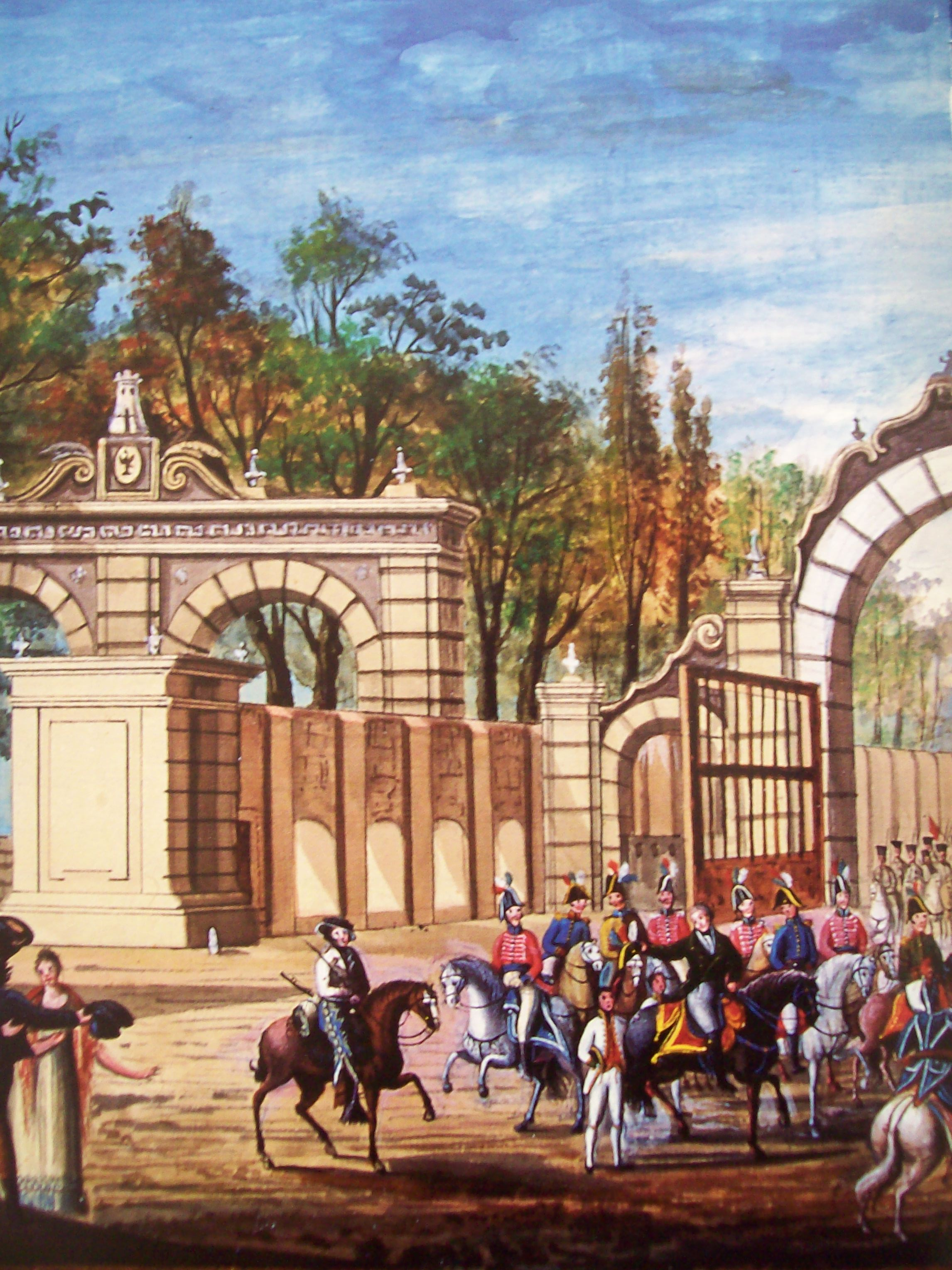
Entrada del Ejército Trigarante por la Garita de Belén a Ciudad de México el 27 de septiembre de 1821.

Tacubaya fue la residencia temporal de Iturbide y O'Donojú. Fueron visitados por los miembros de la diputación provincial, del Ayuntamiento, del cabildo eclesiástico, del Consulado, así como por el gobernador de la mitra de Michoacán, Manuel de la Bárcena, el oidor José Isidro Yáñez, y el obispo de Puebla Antonio Joaquín Pérez, quienes aspiraban a formar parte del nuevo gobierno. De esta forma se escogieron a los treinta y ocho miembros de la Junta Provisional Gubernativa, pero no fue llamado ninguno de los ex insurgentes para tomar parte. Los días 22 y 25 de septiembre se efectuaron dos sesiones preparatorias. Del 21 al 24 de septiembre, las tropas expedicionarias de España abandonaron la capital para establecerse en Texcoco y Toluca, lugares donde permanecerían hasta organizar su partida y embarque hacia La Habana. El día 24, José Joaquín Herrera ocupó el Bosque de Chapultepec, el 25 entró a la ciudad Vicente Filisola, y el 26 Juan de O´Donojú.
El 27 de septiembre de 1821, la división de Filisola salió de Chapultepec para reunirse con el grueso de las tropas del Ejército Trigarante en Tacuba. A las diez de la mañana, el jefe máximo encabezó el desfile de entrada a la capital, avanzando por el Paseo Nuevo hasta la avenida Corpus Christi, en donde se detuvo en la esquina del convento de San Francisco bajo un arco triunfal. El alcalde decano José Ignacio Ormachea le entregó las llaves de la ciudad. Desfilaron 16 134 efectivos, de los cuales 7 416 eran infantes, 7 955 dragones de caballería, y 763 artilleros, quienes transportaban 68 cañones de diferentes calibres. Entre sus principales oficiales se encontraban Agustín de Iturbide, Domingo Estanislao Luaces, Pedro Celestino Negrete, Melchor Álvarez, Epitacio Sánchez, José Morán, Vicente Guerrero, Nicolás Bravo, Anastasio Bustamante, José Joaquín Parrés, José Antonio de Echávarri, José Joaquín de Herrera, Luis Quintanar, Miguel Barragán, Vicente Filisola, José Antonio Andrade, Felipe de la Garza, Manuel de Iruela, Antonio López de Santa Anna, Gaspar López, Mariano Laris, y Juan Zenón Fernández. Una vez terminado el desfile, en la Catedral de México se celebró una misa en la cual se entonó el Te Deum, después Iturbide dirigió un discurso a la población:

Mexicanos: Ya estáis en el caso de saludar a la patria independiente como os anuncié en Iguala; ya recorrí el inmenso espacio que hay desde la esclavitud a la libertad, y toqué los diversos resortes para que todo americano manifestase su opinión escondida […] Ya me veis en la capital del imperio más opulento sin dejar atrás ni arroyos de sangre, ni campos talados, ni viudas desconsoladas, ni desgraciados hijos que llenen de maldiciones al asesino de su padre; por el contrario, recorridas quedan las principales provincias de este reino, y todas uniformadas en la celebridad han dirigido al ejército trigarante vivas expresivos y al cielo votos de gratitud […] Se instalará la Junta; se reunirán las Cortes; se sancionará la ley que debe haceros venturosos, y yo os exhortó a que olvidéis las palabras alarmantes y de exterminio, y sólo pronunciéis unión y amistad íntima…
Agustín de Iturbide, 27 de septiembre de 1821.

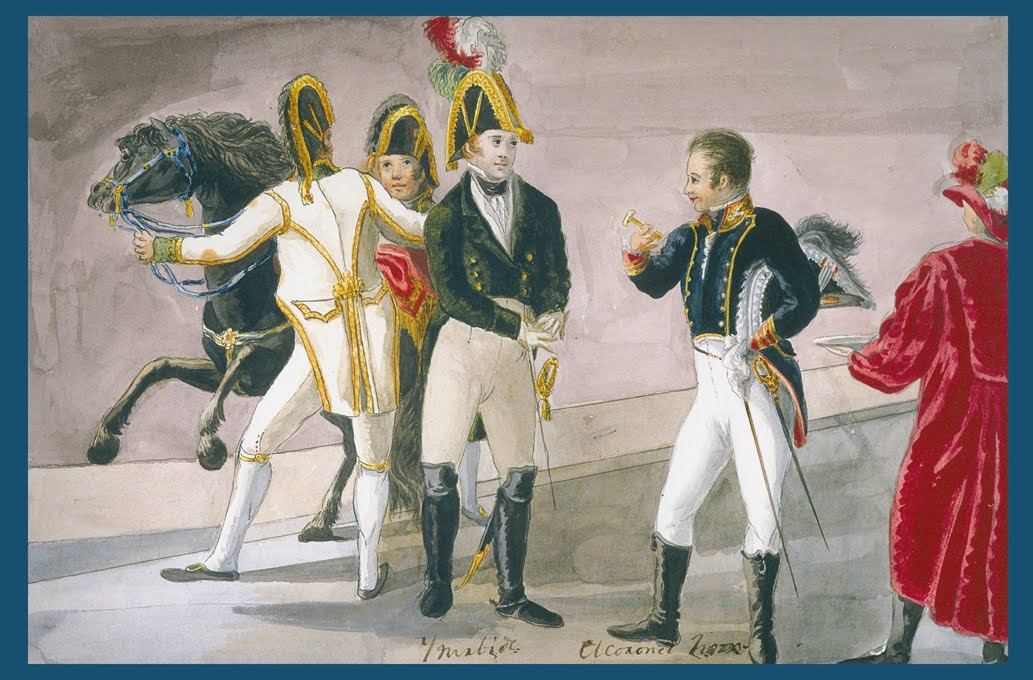
El general Iturbide recibe las llaves de Ciudad de México del coronel Ormaechea. Acuerela de Theubet de Beauchamp.

El 28 de septiembre la Junta Provisional Gubernativa realizó su primera sesión en el salón de acuerdos del recién nombrado Palacio Imperial. Los treinta y ocho miembros se dirigieron a la Catedral para jurar el Plan de Iguala y los Tratados de Córdoba. A las nueve de la noche se llevó a cabo la firma del Acta de Independencia del Imperio Mexicano. La Junta eligió cinco miembros para formar una Regencia, en la cual recayó el Poder Ejecutivo: Agustín de Iturbide como presidente y como vocales Manuel de la Bárcena, José Isidro Yáñez, Manuel Velázquez de León, y Juan de O'Donojú, pero este último murió de pleuresía el 8 de octubre, por lo cual fue sustituido por el obispo de Puebla Antonio Joaquín Pérez.
El 9 de octubre, Antonio López de Santa Anna llevó a cabo las acciones militares que lograron la capitulación del Fortaleza de San Carlos de Perote. El 15 de octubre, Isidoro Montes de Oca designó al coronel Juan Álvarez para lograr la misma tarea en el Fuerte de San Diego de Acapulco. El 26 de octubre, el gobernante interino de Veracruz Manuel Rincón se adhirió al plan de independencia, sustituyó al brigadier José García Dávila, quien prefirió resguardarse en la fortaleza de San Juan de Ulúa, siendo este el último reducto español que capituló hasta el 18 de noviembre de 1825.

## Reacciones de España

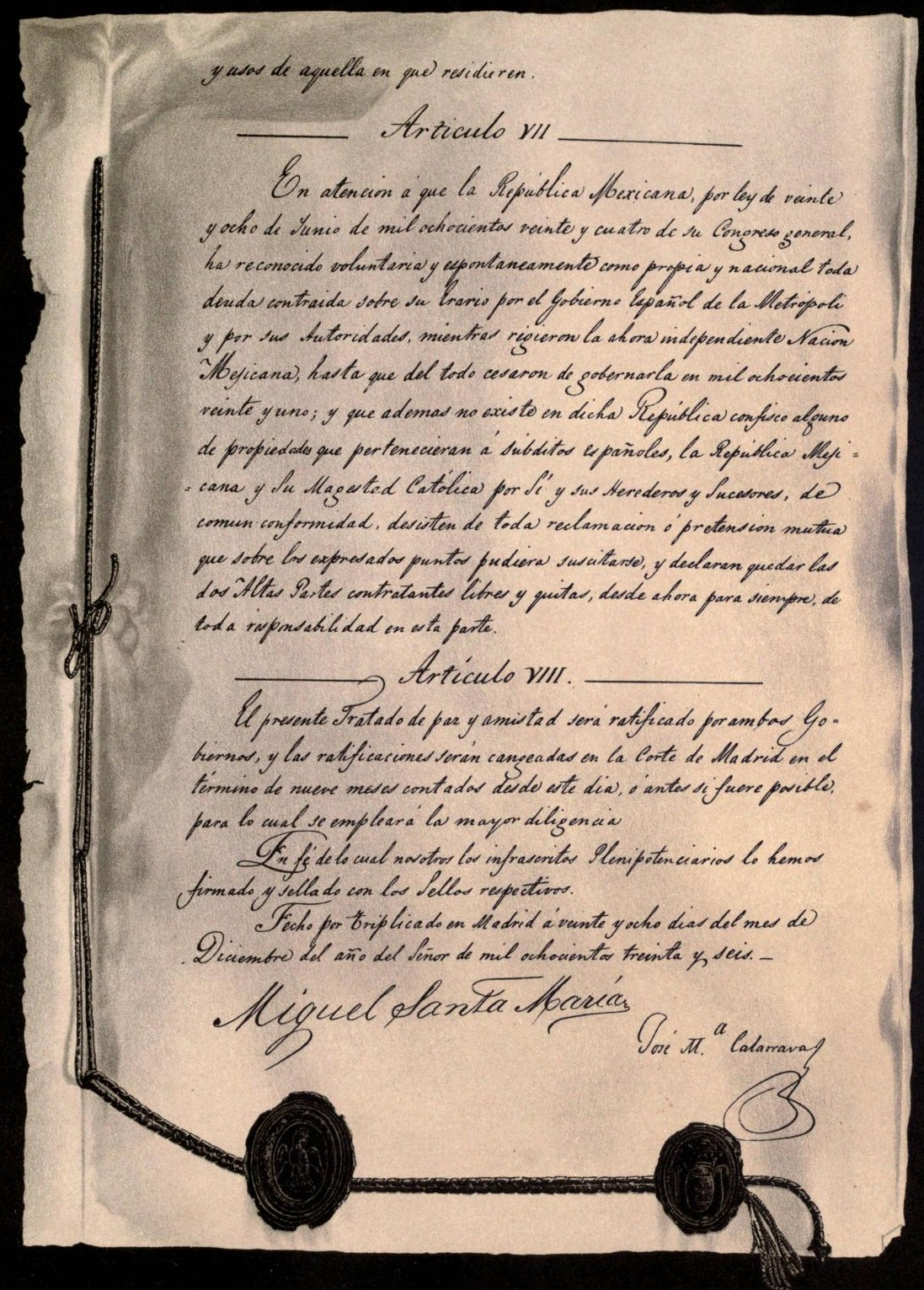
Última hoja del Tratado de Paz y Amistad firmado por Miguel Santa María y José María Calatrava el 28 de diciembre de 1836.

En las Cortes de Madrid se determinó que los diputados suplentes de América ya no podrían participar en las nuevas sesiones, pues estos habían sido elegidos solamente para un período. Por tanto, los legisladores como Miguel Ramos Arizpe y Mariano Michelena fueron excluidos. Las noticias de la independencia de Nueva España y Guatemala lograron encender la pasión de los diputados peninsulares, quienes rechazaron la firma de los Tratados de Córdoba. Los diputados novo-hispanos Lucas Alamán, Juan Gómez de Navarrete y Miguel Puchet expusieron elocuentemente que si las Cortes no reconocían las exigencias del Nuevo Mundo como legítimas, España perdería sus reinos americanos. Pero los diputados europeos se negaron a dar concesiones a los americanos, estos últimos perdieron paulatinamente la esperanza de ver consensuadas sus peticiones. El 13 de febrero de 1822, una vez más las Cortes decidieron por amplia mayoría posponer la "cuestión americana" hasta las siguientes sesiones regulares. Ningún diputado del Nuevo Mundo se opuso, puesto que ninguno de ellos permaneció en el Parlamento español. Habían emprendido el viaje de regreso a sus tierras, convencidos de que solo la independencia podría darles el gobierno que deseaban. El 30 de junio de 1822, Fernando VII volvió a intentar infructuosamente recuperar el poder absoluto con la ayuda de su Cuerpo de Guardias Reales. En abril de 1823, el monarca logró su objetivo con la ayuda de la Santa Alianza, permitiendo el paso al ejército francés para pisar nuevamente el territorio español, y así conseguir restaurar el absolutismo. Rafael de Riego fue ahorcado en noviembre de 1823 en la Plaza de la Cebada en Madrid. En la Península ibérica, se dio inicio al período conocido como Década Ominosa.
Fueron varios los intentos de reconquista en México por parte de los españoles, el último de los cuales tuvo lugar en 1829. En esta ocasión, el general Isidro Barradas y el almirante Ángel Laborde partieron de Cuba con casi cuatro mil soldados y diecinueve embarcaciones. Desembarcaron el 26 de julio en Cabo Rojo, cerca de Tampico, pero el general Antonio López de Santa Anna coordinó la defensa y finalmente el 11 de septiembre derrotó a los españoles en la Batalla de Pueblo Viejo.
Fue hasta el 28 de diciembre de 1836, cuando después de haber realizado negociaciones de paz y reconciliación, España reconoció la independencia de México. Por parte del gobierno español el tratado fue firmado por María Cristina de Borbón, viuda de Fernando VII, y José María Calatrava, mientras que por el gobierno mexicano Miguel Santa María y el presidente interino José Justo Corro.

## México surge a la vida independiente

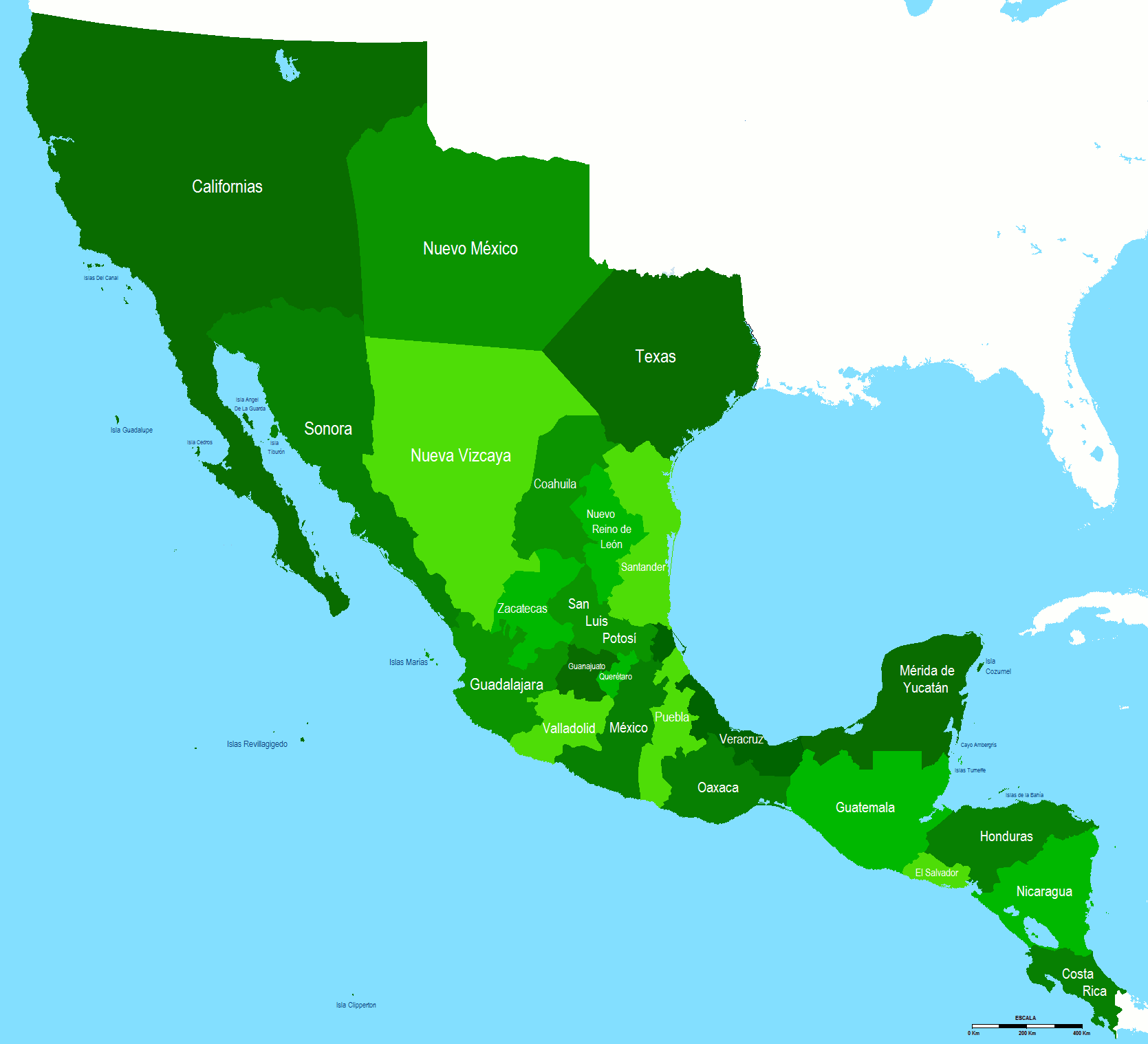
Mapa del Primer Imperio Mexicano en 1822.

Desde el nombramiento de los integrantes de la Junta Provisional Gubernativa fue sintomático que no se encontrase ninguno de los antiguos líderes insurgentes. Se convocó a la elección de diputados para el Congreso Constituyente. Esta fue por estamentos, lo que impidió una representación equitativa de las provincias. No obstante, se logró formar un grupo heterogéneo. Durante la primera asamblea se disputó la titularidad de la soberanía, la cual asumió el Congreso, provocándose así un claro distanciamiento con la Regencia, de la cual Iturbide era el titular.
En el seno del Congreso, sin existir propiamente partidos políticos, se formaron básicamente dos grupos mayoritarios: los republicanos y los Iturbidistas, así como un grupo minoritario que anhelaba un régimen gobernado por los borbonistas. El 18 de mayo, los Iturbidistas —conformados por el alto clero y miembros del Ejército Imperial— pidieron y obtuvieron la corona para Agustín I, quien fue coronado el 21 de julio de 1822.
La reducción de impuestos y alcabalas produjo una crisis económica, los sueldos del ejército no podían ser cubiertos. El Congreso propuso la disminución de las fuerzas armadas. La oposición de los liberales contra el emperador se exacerbó y una conspiración organizada para establecer la república fue descubierta. En razón de esto varios diputados fueron arrestados.
Iturbide decidió disolver el Congreso el 31 de octubre, con lo cual el pacto de unión establecido en el Plan de Iguala se rompió. Este despotismo fue increpado por Antonio López de Santa Anna el 6 de diciembre mediante el Plan de Veracruz. A pesar de que Iturbide envió a José Antonio de Echávarri a reprimir la sublevación, en febrero de 1823 se proclamó el Plan de Casa Mata, al cual se unieron los antiguos insurgentes Guadalupe Victoria, Nicolás Bravo y Vicente Guerrero. En solamente siete semanas, las dieciséis diputaciones provinciales, ávidas de obtener mayor autonomía, se adhirieron al nuevo plan. El 19 de marzo de 1823, el efímero imperio terminó con la abdicación a la corona y el exilio de Iturbide.
Se estableció un triunvirato conformado por Guadalupe Victoria, Nicolás Bravo y Pedro Celestino Negrete, cuyos suplentes fueron José Mariano de Michelena, Miguel Domínguez y Vicente Guerrero, dándose así el paso definitivo a la instauración del  régimen republicano. La clase política estuvo integrada por  centralistas, cuyos principales promotores eran los miembros de la  logia masónica escocesa y por  federalistas, cuyos principales promotores eran los miembros de la  logia masónica yorquina.
El 31 de enero de 1824 se aprobó el Acta Constitutiva de la Federación Mexicana y el 4 de octubre la Constitución Federal de los Estados Unidos Mexicanos de 1824, en cuya redacción participaron Miguel Ramos Arizpe, Servando Teresa de Mier, José Miguel Guridi y Alcocer, Carlos María de Bustamante, Valentín Gómez Farías, Lorenzo de Zavala y Manuel Crescencio Rejón, entre muchos otros. Ese mismo año, la República mexicana se integró por diecinueve estados (Yucatán argumentaría más tarde su incorporación como  república federada), cinco territorios y un distrito federal.

## Galería de imágenes

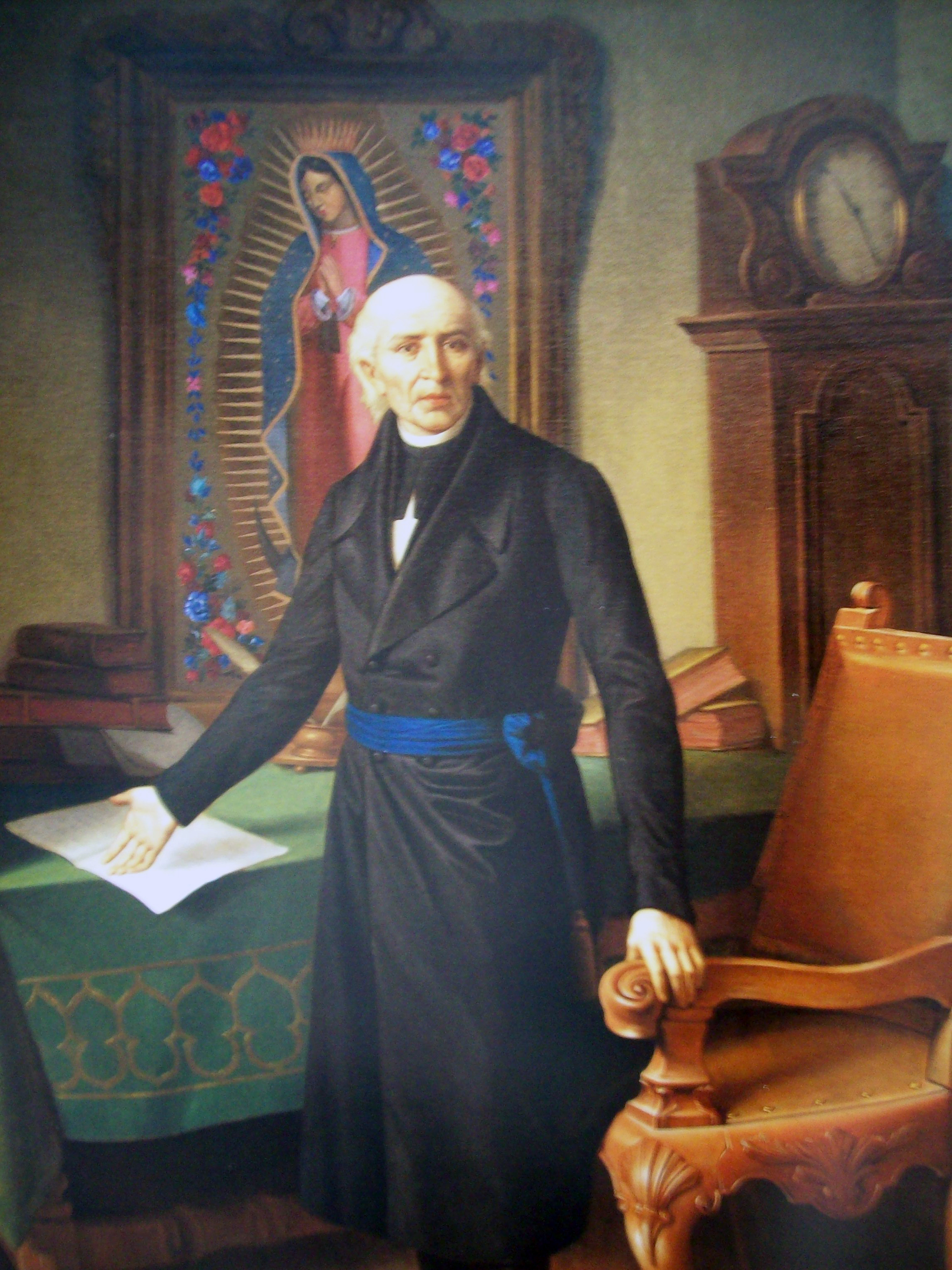
Miguel Hidalgo.
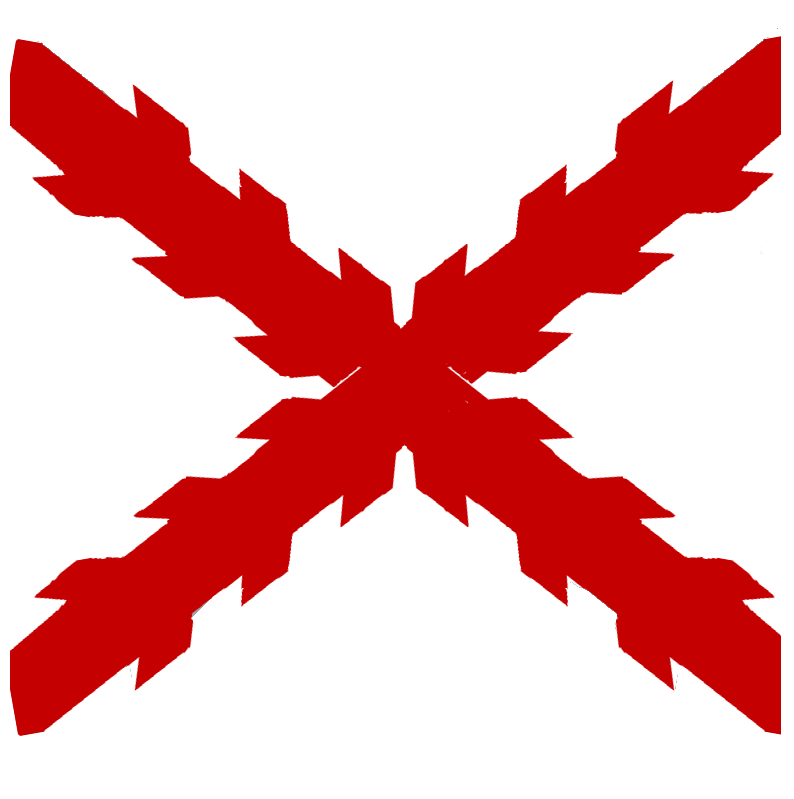
La Cruz de Borgoña era un estandarte de los ejércitos Realistas, símbolo del Imperio de los Habsburgo desde Carlos I.
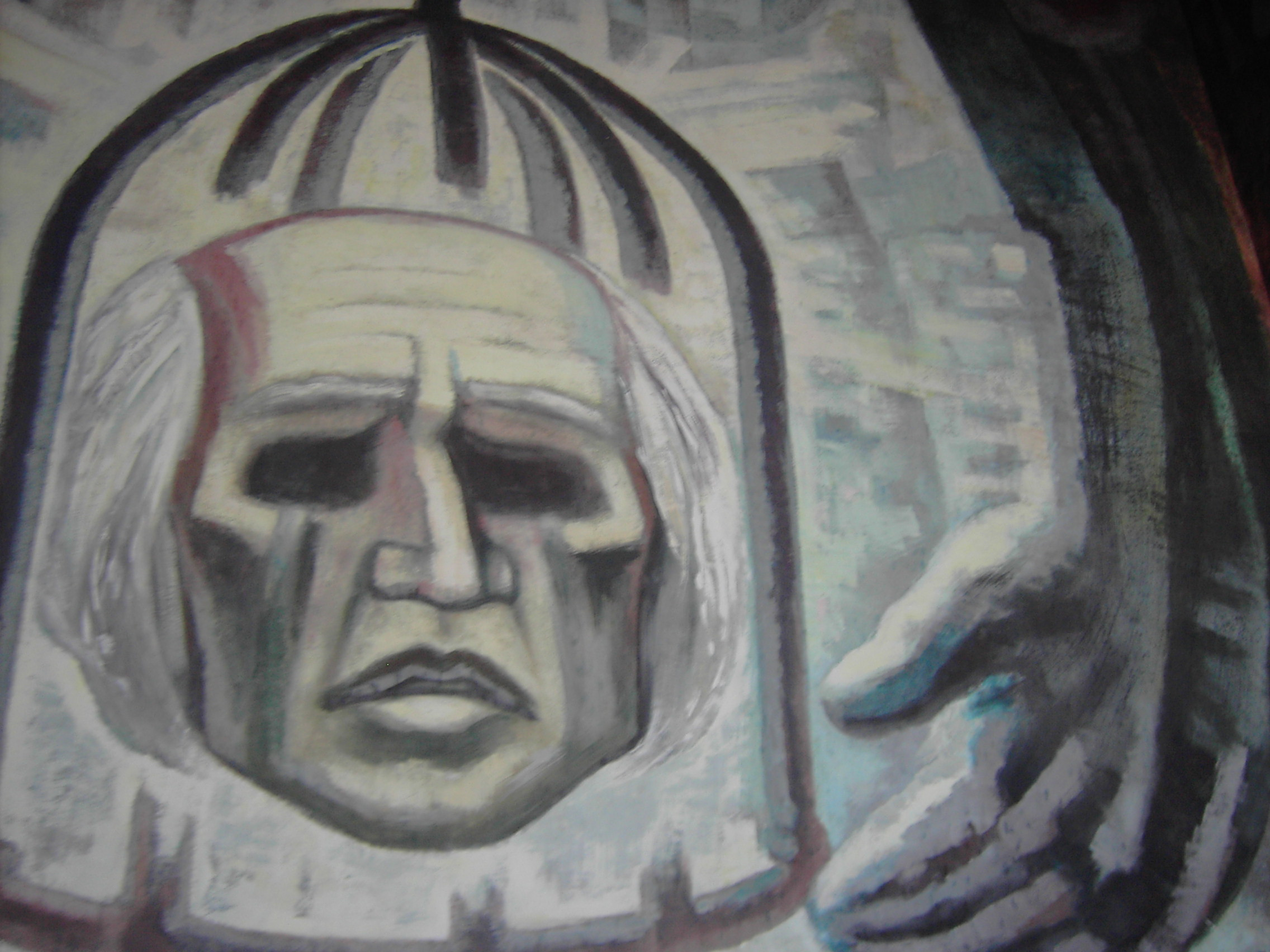
Mural en la alhóndiga de Granaditas. Representa la cabeza de Hidalgo en una jaula.
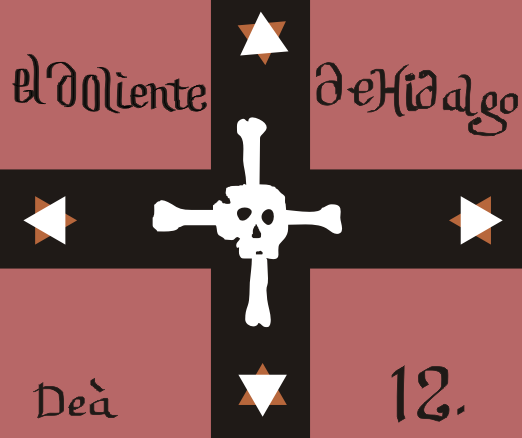
Bandera de El Doliente de Hidalgo, capturada en Zitácuaro el 2 de enero de 1812. Esta bandera era empleada por los insurgentes en señal de luto por la muerte del cura Miguel Hidalgo.
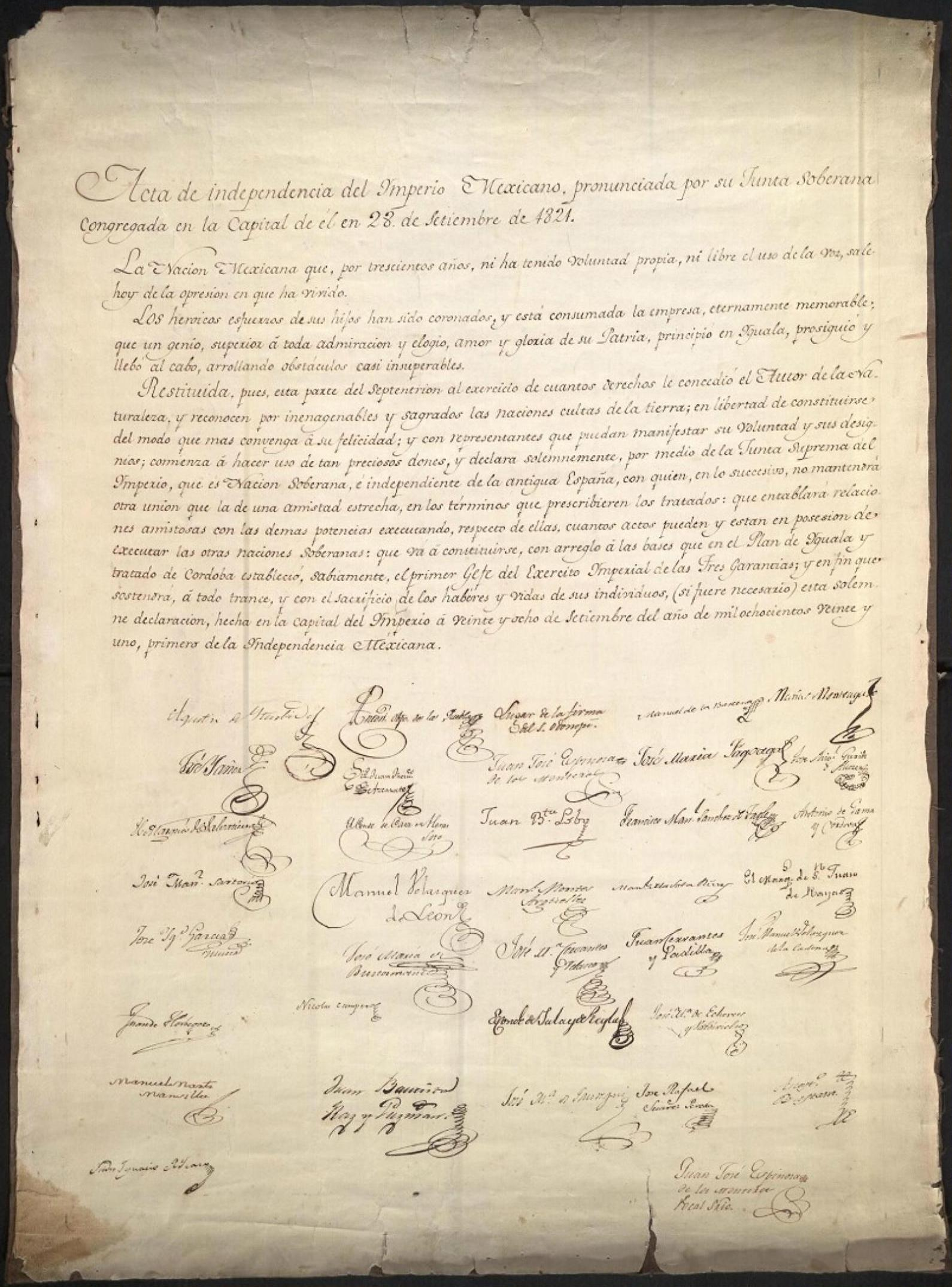
Acta de independencia.